# Drottningholms slott
Drottningholms slott är ett kungligt slott beläget på Lovön i Mälaren, i Ekerö kommun väster om Stockholm. Kung Carl XVI Gustaf och drottning Silvia har sedan 1981 sin officiella bostad i slottets södra länga.
Slottet fick sitt namn redan 1579, under Johan III:s tid. Han lät här uppföra ett stenhus åt sin drottning Katarina (Jagellonica). På initiativ av drottning Hedvig Eleonora planerades och byggdes det nuvarande slottet från 1662 till omkring 1750 som ett lustslott efter ritningar av arkitekterna Nicodemus Tessin d.ä., Nicodemus Tessin d.y. och Carl Hårleman. År 1777 köpte staten Drottningholmsegendomen av drottning Lovisa Ulrika och den har sedan dess varit i dess ägo. Efter köpet fick Gustav III dispositionsrätten till Drottningholm, vilket kungafamiljen haft sedan dess. Slottet och slottsparken har genom tiderna förändrats och de regenter som bott där har satt sin prägel alltefter växlande stil- och modeströmningar.
Drottningholms slott räknas till den svenska stormaktstidens förnämsta slottsbyggnader och är Sveriges bäst bevarade kungliga slott. På slottsområdet finns förutom slottet ett flertal byggnader och områden som Kina slott, Drottningholms slottsteater med Teaterplanen dessutom Lilla Kina,  Hemmet, Götiska tornet, Drottningholmsmalmen. Slottet  består av  barockträdgård och en engelsk park. Parken och slottsbyggnaden är till stora delar öppna för besökare, men vissa delar är avspärrade för allmänheten eftersom de disponeras av kungafamiljen. Drottningholms park och byggnader besöks årligen av uppskattningsvis 700 000 personer från Sverige och utlandet.
Slottsområdet med huvudbyggnaden, slottsteatern, Kina slott, Kantongatan, parkerna och malmen blev 1991 ett av Unescos världsarv och var då Sveriges första objekt på världsarvslistan. Det skyddade området kring världsarvet omfattar ett 40-tal byggnader. Förutom själva slottet med parken ingår även stora områden norr och väster om Ekerövägen.
Slottet samt ett flertal av byggnaderna i slottsträdgården och några av byggnaderna på malmen är även ett statligt byggnadsminne. Drottningholms slott ägs av svenska staten och förvaltas av Statens fastighetsverk medan ståthållarämbetet förvaltar kungens dispositionsrätt.

## Slottets historik

### 1500-talet

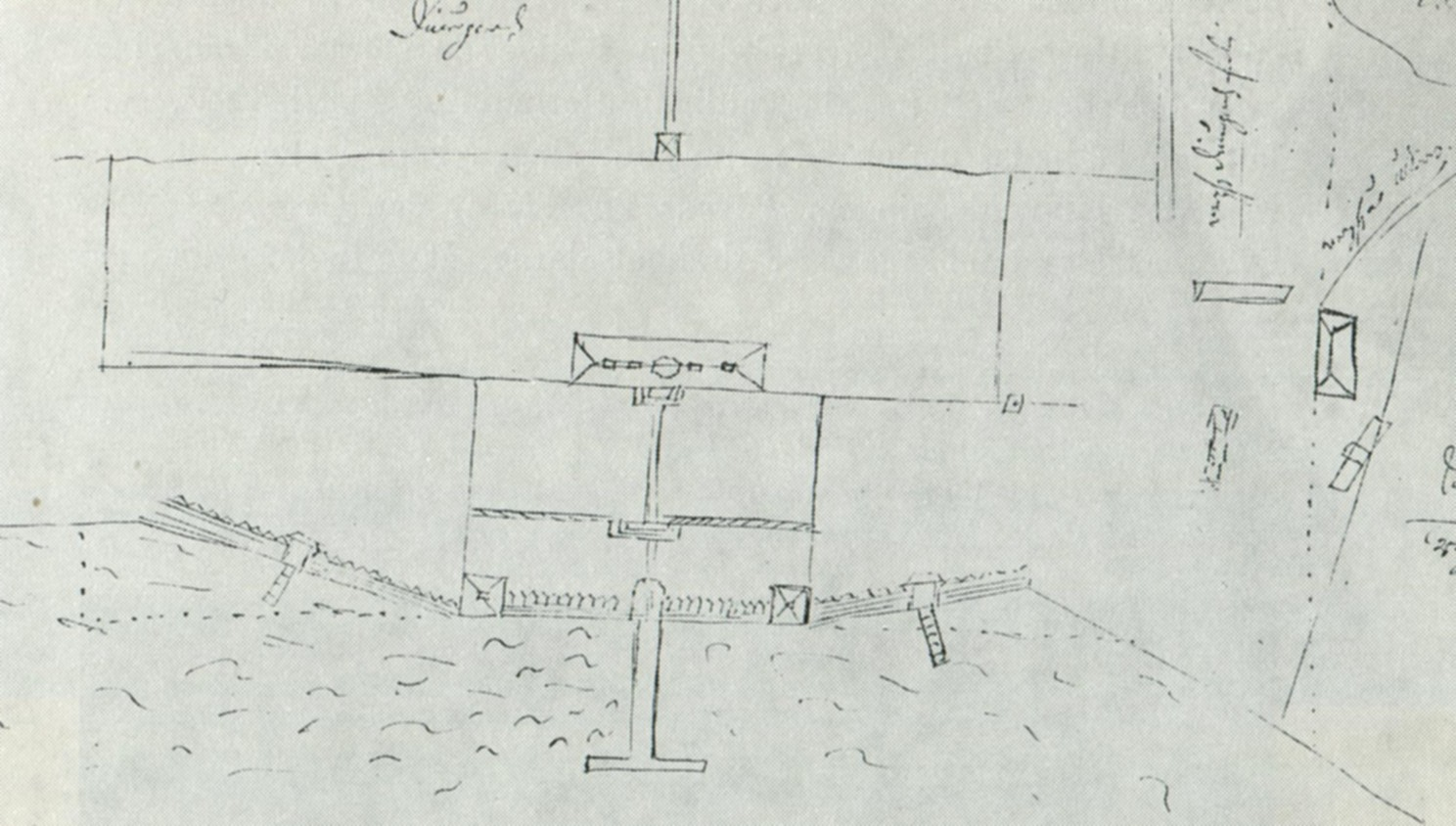
Drottningholms slotts föregångare, 1650-tal. Norr är till höger.

Bebyggelsen har sitt ursprung i byn Glia, omtalad första gången i dokument 1342. Under belägringen av Stockholm 1521 anlade Gustav Vasa ett befäst läger vid Glia, Under de följande åren som regent lade Gustav Vasa under sig gårdarna i byn, och 1553 lät han inrätta byn till en kungsgård, Glia gård. Från 1559 går kungsgården i stället under namnet Torvesund.
Här lät Gustav Vasas andre son Johan III med början 1579 uppföra ett slott som fick namnet Drottningholm, efter hans gemål drottningen. Som arkitekt anlitades konstnären och arkitekten Willem Boy. Kort efter byggstart utbröt pesten i Stockholm och bygget fördröjdes. Drottningen var katolik och Drottningholm kom att spela en särskild roll som tillflyktsort för de sista katolikerna, som förföljdes i andra delar av riket.
När Katarina Jagellonica avled 1583 var slottsbygget ännu inte fullbordat. Johan III vistades efter hustruns död bara vid enstaka tillfällen på Drottningholm, sista gången var sommaren 1592. Slottet ägdes från 1603 av drottning Katarina (Stenbock) och efter hennes död kom flera ägare som drottningarna Kristina och Maria Eleonora.
Kring 1650 övertog Magnus Gabriel De la Gardie Drottningholm, han intresserade sig för byggnaden och dess underhåll. Han inledde även ett restaureringsarbete under ledning av arkitekt Jean de la Vallée.
Då Hedvig Eleonora förvärvade slottet 1661 var det ett stenhus i två våningar med ett torn som bestod av över 20 rum i den nedre våningen och cirka 10 rum i den övre våningen. Dessutom fanns ett kapell och en stor sal med 36 fönster.

### 1600- och 1700-talen
1500-talsslottet brann ner den 30 december 1661, alltså samma år som Hedvig Eleonora hade köpt det. Efter den förödande branden fick arkitekten Nicodemus Tessin d.ä. i uppdrag att uppföra en ny slottsbyggnad utifrån de bevarade murarna och källarvalven av Johan III:s slott. Redan på våren 1662 förelåg ett färdigt ritningsförslag som godkändes av drottningen. Denna plan över anläggningen följde den moderna uppbyggnaden för slott som kallades Entre cour et jardin, som betyder att slottet vänder en representativ fasad mot en gård framför slottet och bakom slottet breder en trädgård ut sig.
Medan huvudbyggnaden färdigställdes fortsatte Tessin d.ä. med projekteringen av hela anläggningen. Byggnadsarbetena fortskred tämligen raskt eftersom arbetsstyrkan var stor. Förutom fackfolk fanns även särskilt ditkommenderade soldater. Totalt kunde det vara 400 man som samtidigt arbetade med slottsbygget.
| Drottningholm år 1692, ur Suecia antiqua et hodierna. Kopparstick av Wilhelm Swidde. Vänstra bilden: Fasad mot väster med en idealbild av Broderiparterren. Högra bilden: Fasad mot öster med hamnanläggningen. |  | Drottningholm år 1692, ur Suecia antiqua et hodierna. Kopparstick av Wilhelm Swidde. Vänstra bilden: Fasad mot väster med en idealbild av Broderiparterren. Högra bilden: Fasad mot öster med hamnanläggningen. |
| Drottningholm år 1692, ur Suecia antiqua et hodierna. Kopparstick av Wilhelm Swidde. Vänstra bilden: Fasad mot väster med en idealbild av Broderiparterren. Högra bilden: Fasad mot öster med hamnanläggningen. |  | |

Midsommaren 1664 stod huvudbyggnaden färdig och året därpå var taket lagt. Byggnadskomplexet är cirka 160 meter långt (inklusive hörntornen) och cirka 50 meter brett. Fasadkulören var inte samma som idag utan murytorna var målade med rödfärg medan taklist och snickerierna ströks med grå oljefärg. Över slottets mittparti placerades ett torn prytt med en krona, som fortfarande syns på Wilhelm Swiddes kopparstick från 1692, tornet togs dock ner redan 1686. Idag finns bara ett litet kopparklätt torn med flaggstång. De av Tessin d.ä. planerade flygelbyggnaderna mot öster, på båda sidor om hamnen utfördes aldrig, inte heller balkongen mot trädgården.
Fram till 1680 var Tessin d.ä. ansvarig arkitekt. Efter dennes död gick uppdraget till hans son Nicodemus Tessin d.y., då stod allt färdigt utom den norra kupolen och angränsande partier. Även inredningsarbetena hade påbörjats. Drottningholms slott blev Tessin d.ä. största arbete.

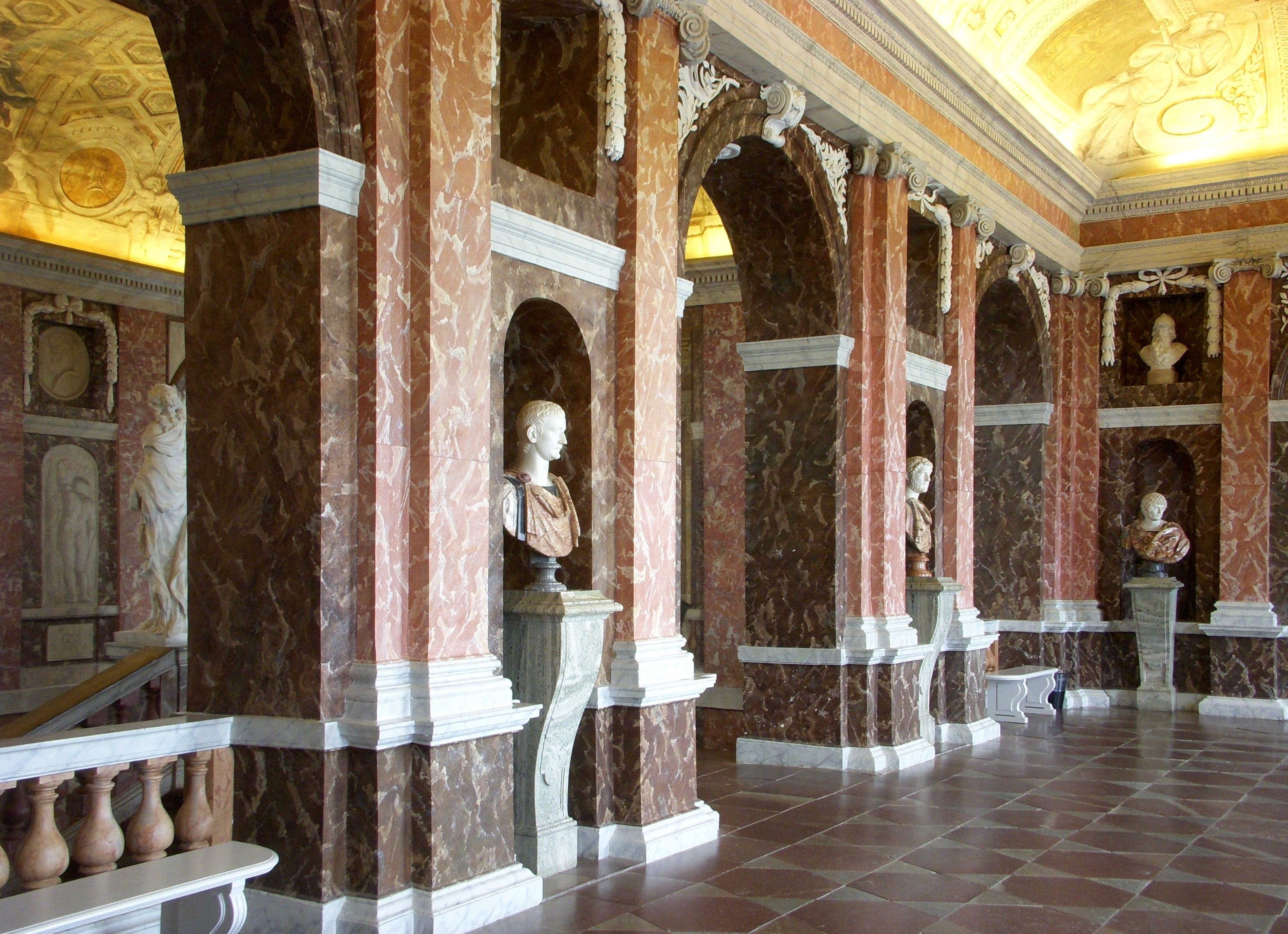
Trapphuset, Drottningholms slott, övre vestibulen, september 2011.

Nicodemus Tessin d.y. fick ansvar för inredningen, till vilken han tog hjälp av landets främsta konstnärer. Inredningsarbetena på slottet under Hedvig Eleonoras tid kan uppdelas i två perioder. Den första med överdådig barock under Tessin d.ä. och den andra, något enklare, under dennes son, som ansåg att slottets utsmyckningar “icke hållit takt med tiden”.
Tessins huvudbyggnad, som utseendemässigt är påverkad av fransk-holländsk klassicism, rymmer det praktfulla trapphuset och paradrummen, medan de två sidolängorna innehåller bostadssviterna. Trapphusets skulpturala utsmyckning uppdrogs åt bildhuggaren Nicolaes Millich från Antwerpen. Hans statyer visande Apollo och Muserna levererades under 1670- och 1680-talen. Stuckarbetena i trapphallen och på fasaderna utfördes av Giovanni och Carlo Carove. Berömda är Hedvig Eleonoras paradsängkammare och Lovisa Ulrikas gustavianska bibliotek med inredningar ritade av Jean Eric Rehn (se Drottningholms slottsbibliotek), där drottningen gärna samlade lärda vänner, bland dem botanikern Carl von Linné, bergsrådet Daniel Tilas, matematikern Samuel Klingenstierna, språkvetaren Johan Ihre och historikern Swen Lagerberg. Intill paradsängkammaren ligger Ehrenstrahlsalongen med allegoriska skildringar utförda av hovmålaren David Klöcker Ehrenstrahl. Under Hedvig Eleonoras tid skapades även Drottningholms slottskyrka som inryms i det norra tornet. Inredningen tillkom senare och inspirerades av Carl Hårleman.
Drottningholms slott kom att förbli de kungliga damernas slott och år 1744 skänktes det som bröllopsgåva till Lovisa Ulrika då hon gifte sig med den svenske tronföljaren Adolf Fredrik. År 1745 gav Lovisa Ulrika arkitekt Carl Hårleman i uppdrag att bygga på slottslängorna mot norr och syd med en våning för att inrymma tidsenliga bostäder, bibliotek och porträttgalleri. Byggarbetena utfördes från våren 1746 till 1750-talets mitt. Hårlemans påbyggnad ansluter pietetsfull till Tessins tidigare arkitektur och idag syns knappt att det rör sig om senare tillägg.
Det var också på Lovisa Ulrika initiativ Drottningholmsteatern anlades och 1737 lät hon Carl Hårleman utföra ritningarna till Drottningholms slottsstall norr om slottskyrkan. Stallet till- och påbyggdes 1770 och 1777 troligen efter ritningar av Carl Fredrik Adelcrantz. Byggnaden inrymmer idag högvakten vid Drottningholms slott. Norr om Kina slott lät Lovisa Ulrika och Adolf Fredrik uppföra ett litet brukssamhälle för tillverkning av eleganta produkter som finsmide, spetsknyppling och sidenväveri. Området kallades på 1700-talet för Drottningholms Hall- och Manufakturrätt och finns idag delvis bevarat med sina byggnader längs Cantongatan.
| Drottningholms slott, planritningar, huvudvåningen (till vänster) och övervåningen. Trädgården ligger nedåt på ritningen. |  | Drottningholms slott, planritningar, huvudvåningen (till vänster) och övervåningen. Trädgården ligger nedåt på ritningen. |
| Drottningholms slott, planritningar, huvudvåningen (till vänster) och övervåningen. Trädgården ligger nedåt på ritningen. |  | |

#### Lustträdgård och park
Vid slottet anlades också en exklusiv fransk barockpark som skapades efter ritningar av Tessin d.y. och som till betydande delar bevarats till vår tid. Redan under Johan III:s tid fanns en nyttoträdgård, som troligen låg mellan slottet och Drottningholmsmalmen norr om slottet. Först på 1660-talets mitt lät Hedvig Eleonora uppgöra en generalplan för en större lustgård i den dåvarande djurgården väster om slottet. Generalplanen som upprättades av Tessin d.ä. visade en kraftig markerad mittaxel utgående vinkelrätt från slottsbyggnaden. En ny generalplan framlades 1681 av Tessin d.y. Enligt den sträckte sig barockparken även en lång bit mot norr (se avsnitt "Parkens generalplaner och förslag").
Parkens bronsskulpturer är verk av en av den nordeuropeiska renässansens mest framträdande skulptörer, Adrian de Vries (se Museum de Vries på Drottningholmsmalmen). Samlingen fördes till Sverige som krigsbyte dels från Prag, dels från Frederiksborgs slott i Danmark.

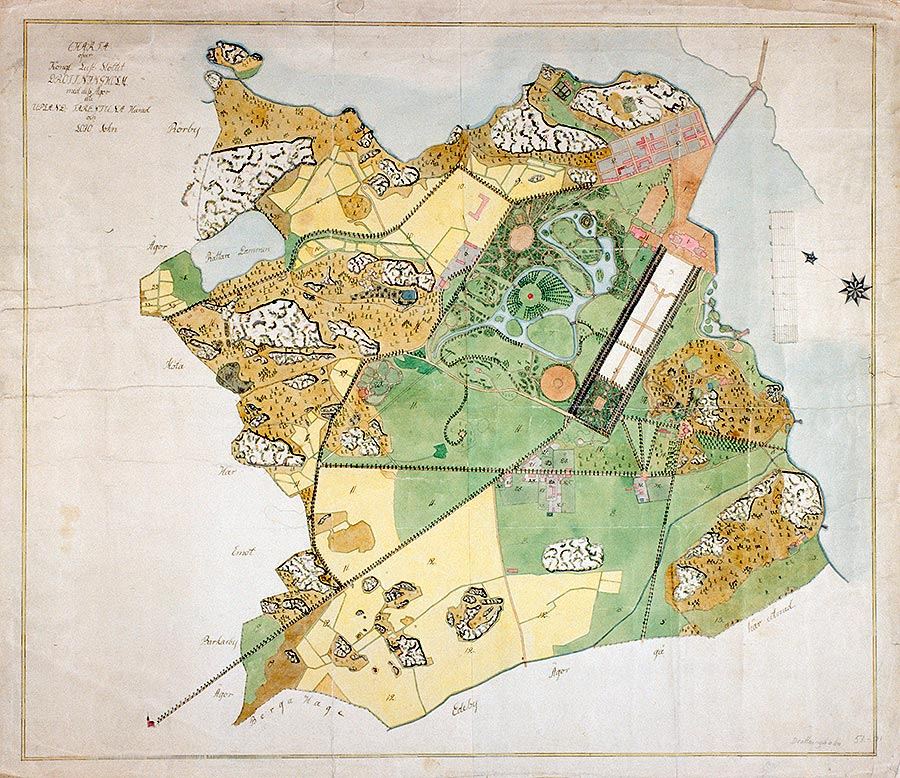
Slottet och parken vid 1700-talets slut.

På Drottningholmsmalmen uppfördes bostäder för slottets personal och gäster. I utkanten av parken ligger Kina slott med Confidencen, ett litet lustslott från 1769 som ersatte den äldre träpaviljongen från 1753. Från samma tid härrör Lilla Kina, Cantongatan 11. Huset utarrenderades på livstid åt Anna Sophia Hagman, hertig Fredrik Adolfs officiella mätress. Kina slott samt det intilliggande Vakttältet är ritat av Carl Fredrik Adelcrantz och hovintendent Jean Eric Rehn ledde arbetet med inredningen av lustslottet. Lovisa Ulrika hade länge bekymmer med dålig ekonomi. År 1777 var hon därför nödsakad att sälja Drottningholm inklusive sina samlingar till staten.
Slottets underhåll försummades, men Gustav III lät anlägga den engelska parken med Fredrik Magnus Piper som arkitekt. Från Gustav III:s tid härstammar även det Götiska tornet som blev den enda realiserade av flera byggnader som han planerade i parken.
Under Gustav III hade Drottningholms slottsteater sin glanstid. På kungens initiativ byggdes teatern till med Déjeunersalongen (franska för frukostsalongen), som ritades 1791 av Louis Jean Desprez. Salongen restaurerades i slutet av 1990-talet genom Statens fastighetsverk och ger i sin nuvarande utformning en bra uppfattning om hur rummet såg ut 1791.
Gustav III fullföljde gestaltningen av Teaterplanen framför slottsteatern som Lovisa Ulrika hade påbörjat. På västra sidan lät han uppföra två flygelbyggnader i sten (numera kallad Hovmarskalksflygel och Drottningens paviljong) efter ritningar av C.F. Adelcrantz. På östra sidan fanns sedan 1760-talet två flygelbyggnader i trä (numera kallad Kyrkpaviljongen och Jaktpaviljongen), som senare putsades för att bättre kunna smälta in i miljön med stenhus. Under Gustav III:s tid inreddes även Kinesiska salongen som med sina kineserier står idag som bra exempel för 1700-talets intresse för det exotiska. Här finns en märklig kakelugn i kinesisk stil vars historia inte helt har kunnat utredas, troligen kommer den från England.
Gustav III såg även till att den långa besvärliga färdvägen från Stockholm till Lovön förbättrades (dagens Drottningholmsvägen). Det var ett omfattande infrastrukturprojekt som även innefattade flera brobyggen; föregångarna för dagens Tranebergsbron,  Nockebybron och Drottningholmsbron. Arkitekt för alla tre broarna var C.F. Adelcrantz. Tidigare hade kungligheterna fått färdas till slottet på Drottningholm via den långa omvägen genom Solna socken och Bällsta till Tyska botten, för att därifrån färjas över till Lovön. Trots att Gustav III gärna vistades på Drottningholms slott under somrarna var hans stora intresse Hagaparken och dess byggnader, speciellt projektet med det ofullbordade Stora Haga slott. Sin sista tid i livet bodde han där i Gustav III:s paviljong.

### Fasadutsmyckning
När huvudbyggnaden stod klar kring midsommaren 1664 började arbetena med fasadutsmyckningarna. Från Italien hämtades stuckatören Giovanni Carove som utförde vapensköldar med svenska och Holstein-Gottorpska vapen och den rikt smyckade taklisten med lejonhuvuden, konsoler samt örnar i taklistens ytterhörn. Från 1665 stod han och Mario Carove (troligen bröder) även för stuckarbetena i trapphuset. Stenhuggarna Johan Larsson Wimmer och Johan Köpke skapade vardera fyra par liggande figurer över fyra fönster (två på öst- och två på västfasaden). Det rör sig om grovt utförda manliga och kvinnliga gestalter i halvt liggande ställning. I två nischer över entrén mot trädgården placerades antika skulpturer, som hämtades från Stockholms slott. Dessa flyttades 1966 tillbaka till Gustav III:s antikmuseum sedan de ersattes av kopior. Troligen var det meningen att även fylla andra tomma nischer med skulpturer, men det genomfördes aldrig.

#### Fasaddetaljer

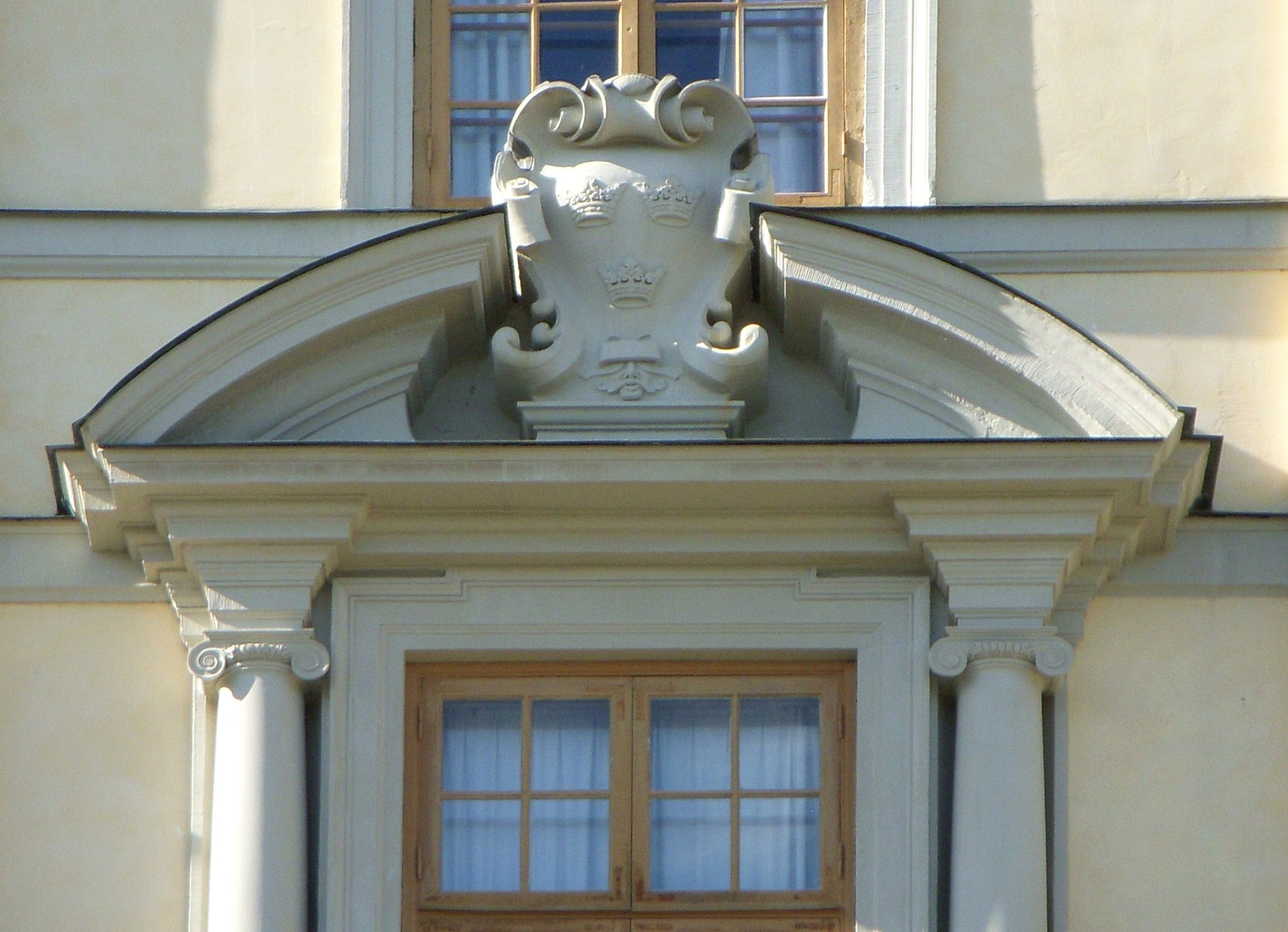
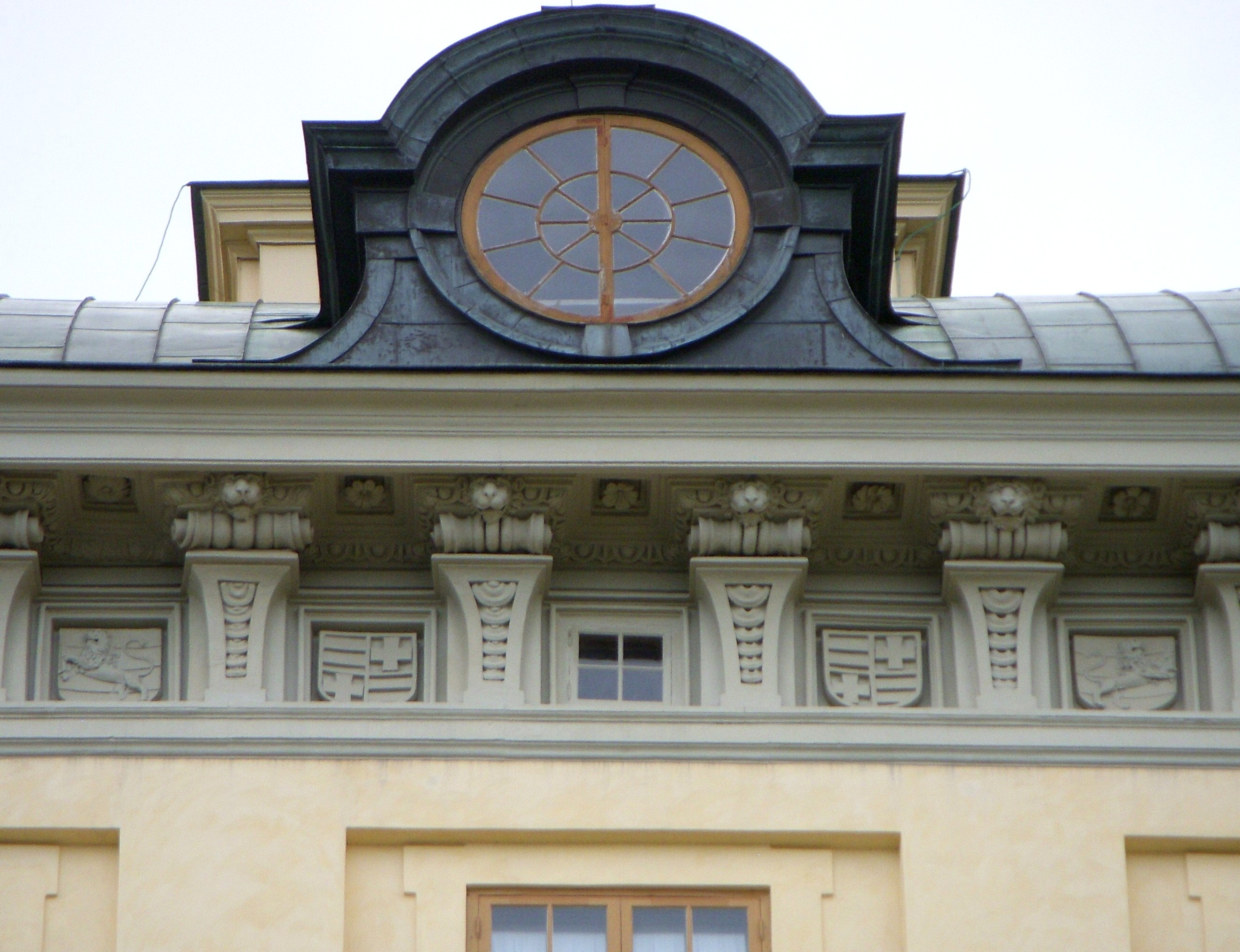
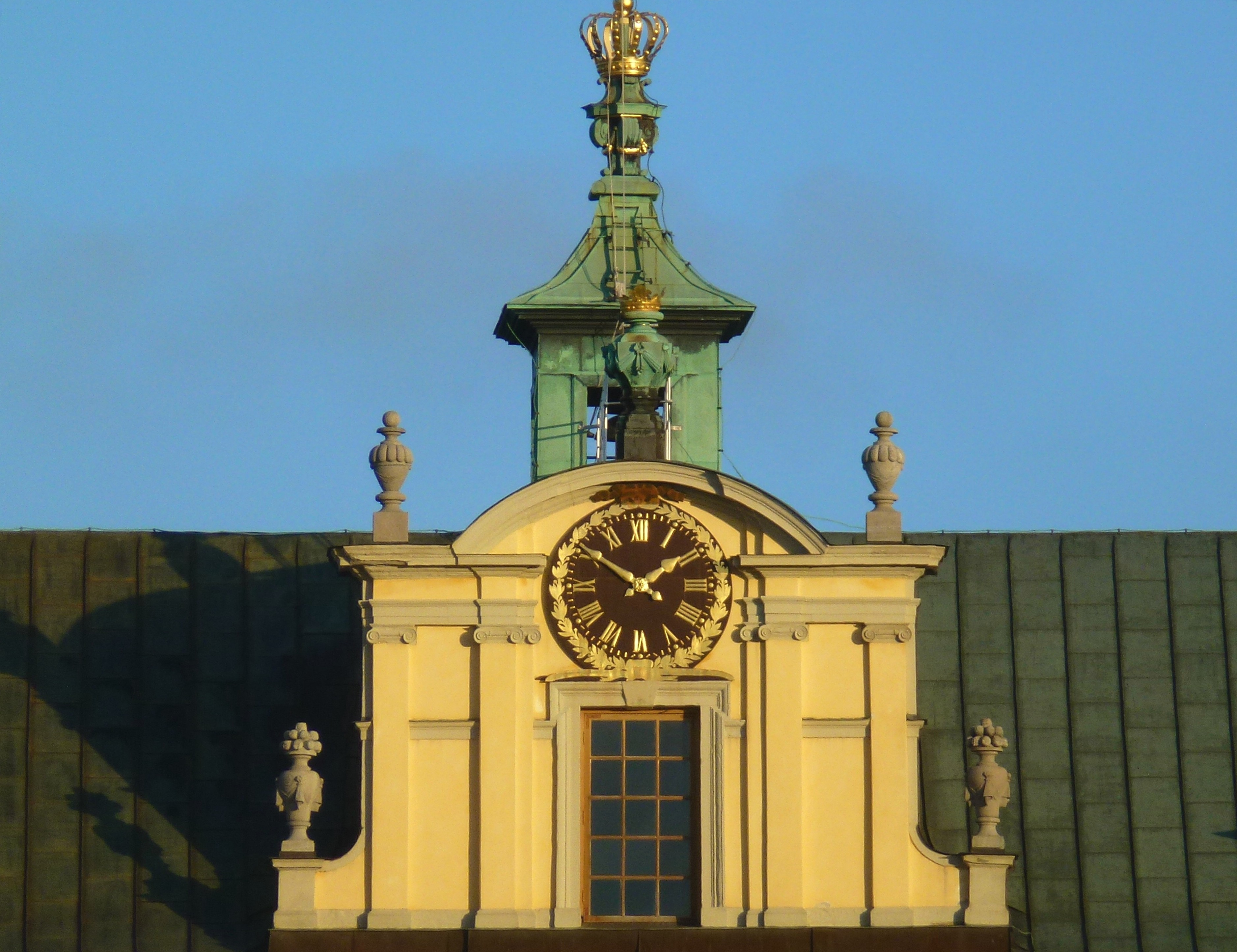
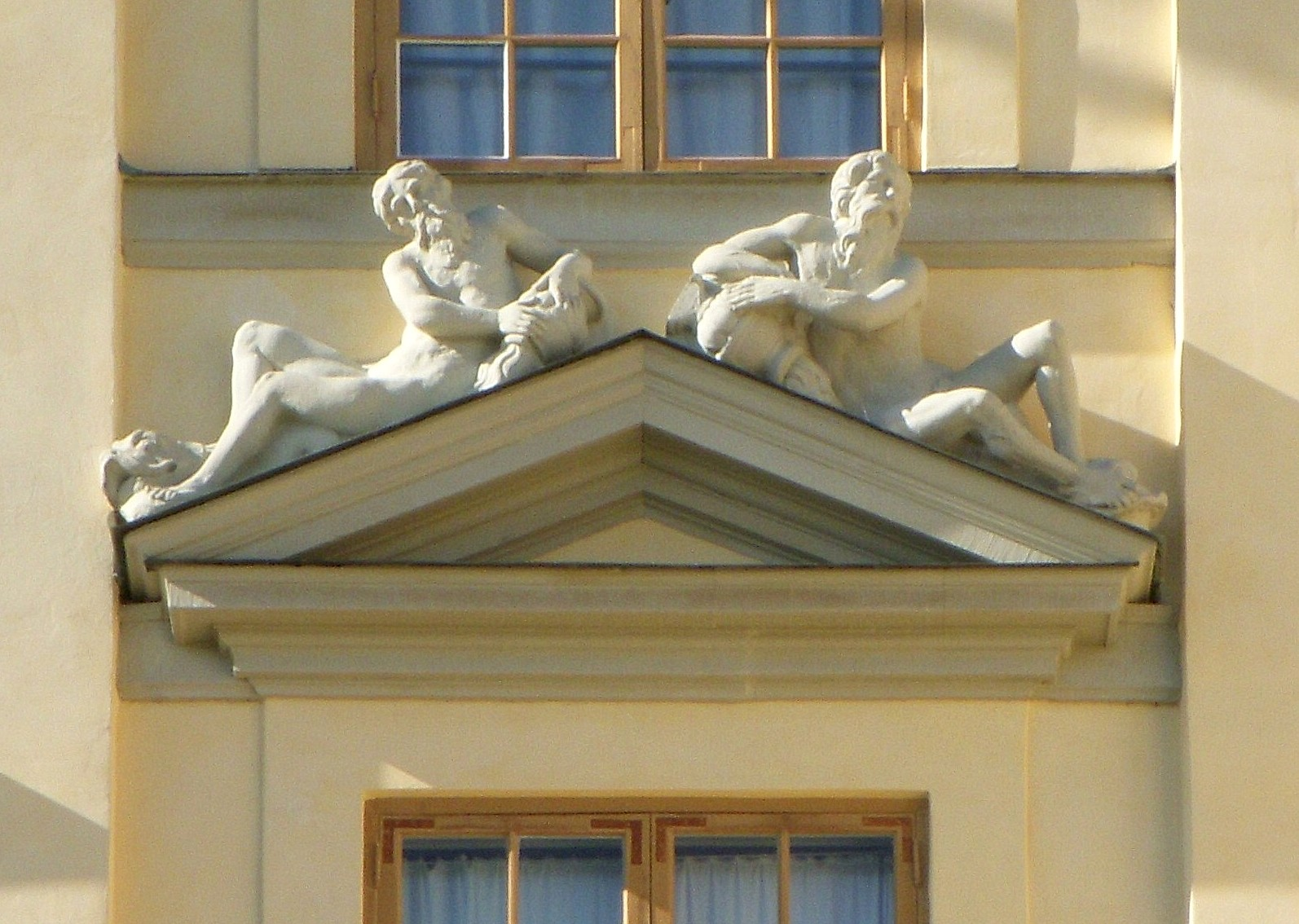

### 1800- och 1900-talen

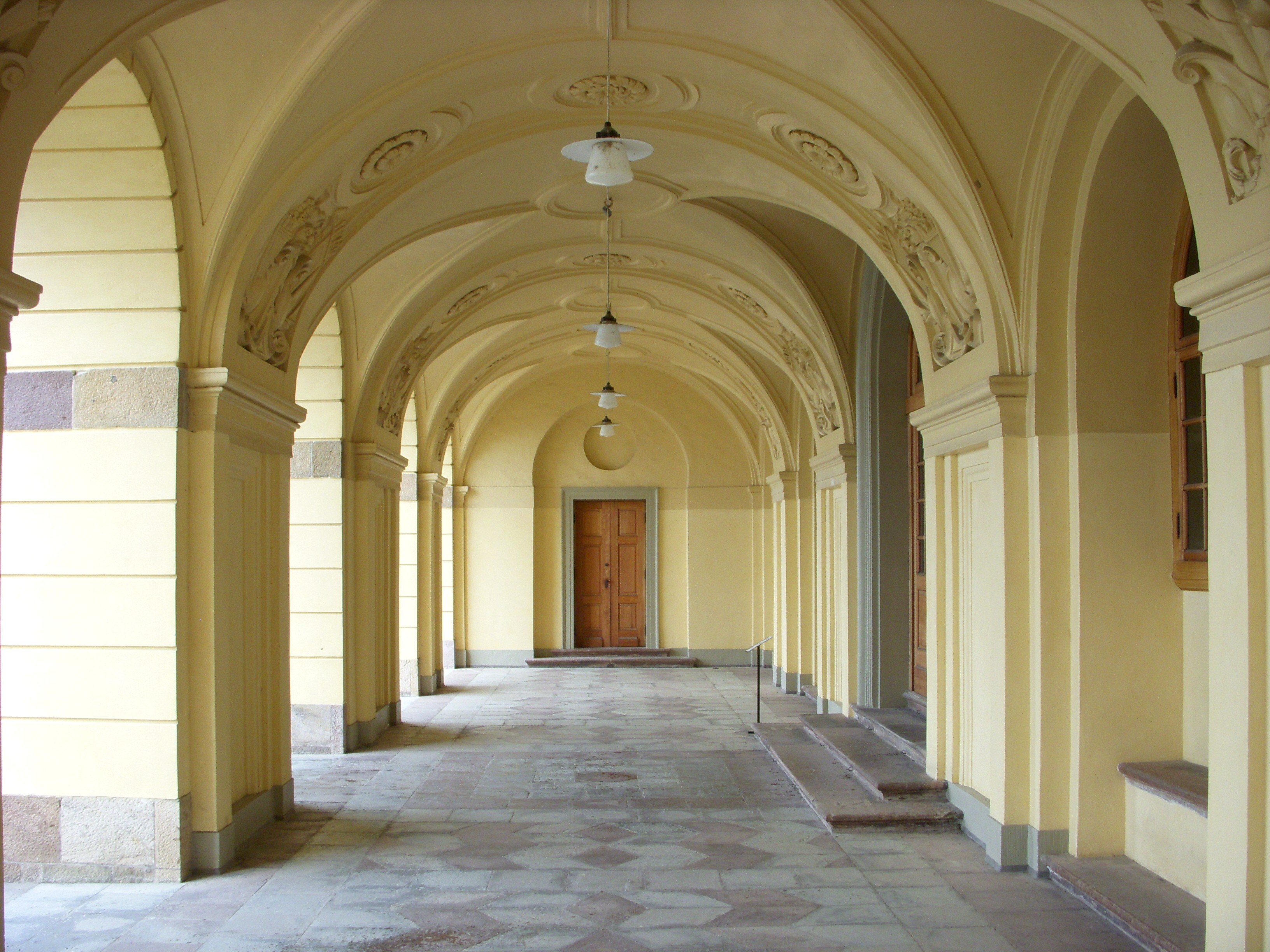
Entrévalvet på östra sidan.

Eftersom Gustav IV Adolf föredrog Haga och Haga slott som bostad för sig och sin familj kom Drottningholms slott att stå obebott under en lång tid och användes huvudsakligen bara i samband med några festliga tillfällen.
Under Karl XIV Johans tid ordnades omgivningen söder om slottet, där arkitekt Per Axel Nyström 1834 byggde om “Sjö- och Economie Flyglarna”. Annars hände inte mycket och slottet började förfalla. En samtida krönikör skrev bland annat: "Murarna började visa betänkliga sprickor, putsen lossnade, fönstren voro flerstädes utslagna, stucken föll bitvis ned i rummen, där taken ägde sådan, väggbeklädningen föll söner…". Det förekom även auktioner då inventarier såldes för ett vrakpris och forslades bort.
Förfallet varade till 1846, när Oscar I, delvis på egen bekostnad, lät påbörja en reparation av slottet, bland annat ingick "Rikssalen" i detta arbete, där förfallet hade gått mycket långt. Drottning Josefina anskaffade många av de porträtt av samtida europeiska regenter och förvandlade Rikssalen med hjälp av arkitekt Fredrik Wilhelm Scholander till ett magnifikt furstegalleri och en festlig bankettsal. I huvudvåningen skapades i "Stensalen" ett minnesrum över Karl XIV Johan, där man även erinrade om dennes fredliga insatser. Rummet avlägsnades dock senare under Gustaf V. I Stensalen håller kungafamiljen sitt traditionella julfirande.
Under Karl XV:s tid genomfördes inga större förändringar, kungens uppmärksamhet koncentrerade sig i stället på att inreda Ulriksdals slott. Först Oscar II tog nya initiativ och inredde exempelvis "Oskarssalen" och "Porslinsrummet" med Agi Lindegren som arkitekt. Oscar II och tidigare Oscar I bebodde Lovisa Ulrikas våning i slottets nordvästra länga.
Först när Gustaf V tillträdde Drottningholm 1907 restaurerades slottet grundligt med Erik Lallerstedt som ansvarig arkitekt. Arbetena pågick till 1911 och på hösten samma år kunde kungen och drottning Victoria flytta in. Kungen hade sin bostadsvåning i den nordöstra flygeln medan drottningen disponerade den nordvästra delen. I samband med att Gustaf V flyttade in genomfördes även en större nymöblering av rummen. Gustaf V och Victoria tillbringade jularna på Drottningholm tillsammans med övriga kungafamiljen, en tradition som senare övertogs av sonen Gustaf VI Adolf. 
De under Gustaf VI Adolf genomförda förändringarna motiverades mest av antikvariska och praktiska skäl och förändrade inte slottets karaktär men gav slottet en modernare och mera levande prägel. Han och drottningen föredrog som bostad slottets södra del, som var den gamla kronprinsvåningen.
Sedan 1981 har kung Carl XVI Gustaf och drottning Silvia sin officiella bostad i slottets södra länga, då de flyttade från prinsessan Sibyllas våning på Stockholms slott. Kronprinsessan Victoria bor dock inte längre på Drottningholm. Hon flyttade sommaren 2010 med prins Daniel till Haga slott i Hagaparken.
Som kuriosum kan nämnas att Tessins kaskadanläggning från 1685 aldrig fungerade och revs på 1820-talet. När barockträdgården restaurerades under Gustaf VI Adolfs tid återskapades kaskaderna av dåvarande slottsarkitekten Ivar Tengbom och kunde invigas 1961. Med hjälp av en modern pumpanläggning och tidsenliga rörinstallationer matades kaskaderna samt den närbelägna fontänen "Kronan" och barockparkens kaskader samt "Kronan" fungerade för första gången så som det var tänkt knappt 300 år tidigare. En minnestavla påminner härom.

## Slottsrum i urval

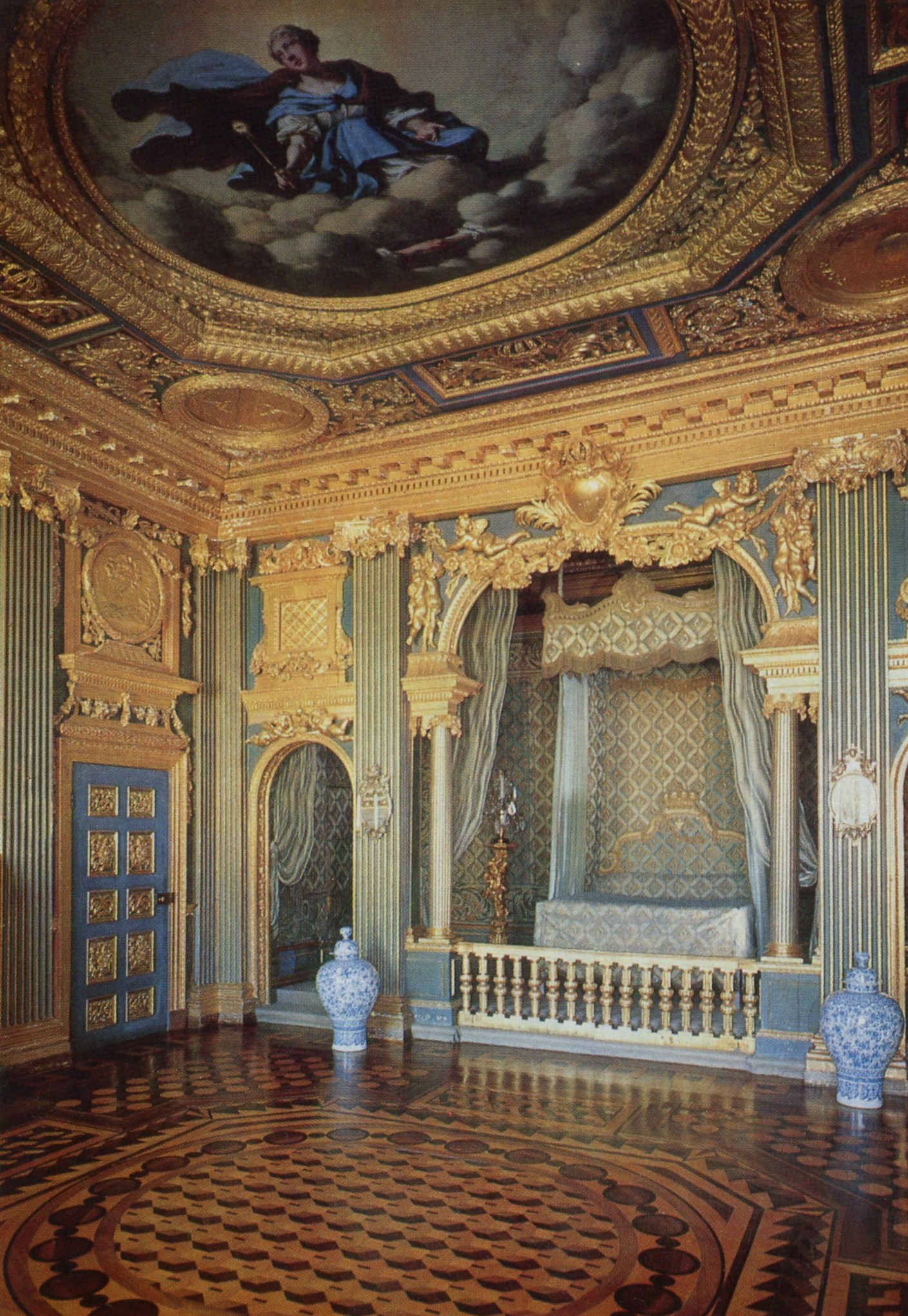
Hedvig Eleonoras paradsängkammare.

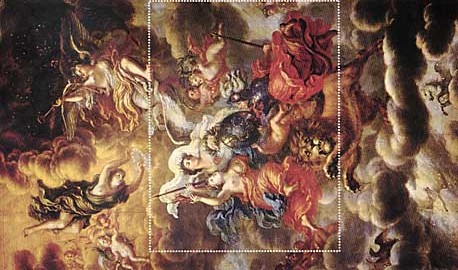
Plafonden i Ehrenstrahlsalongen, den markerade delen blev motiv för Czesław Słanias 1000:e frimärke.

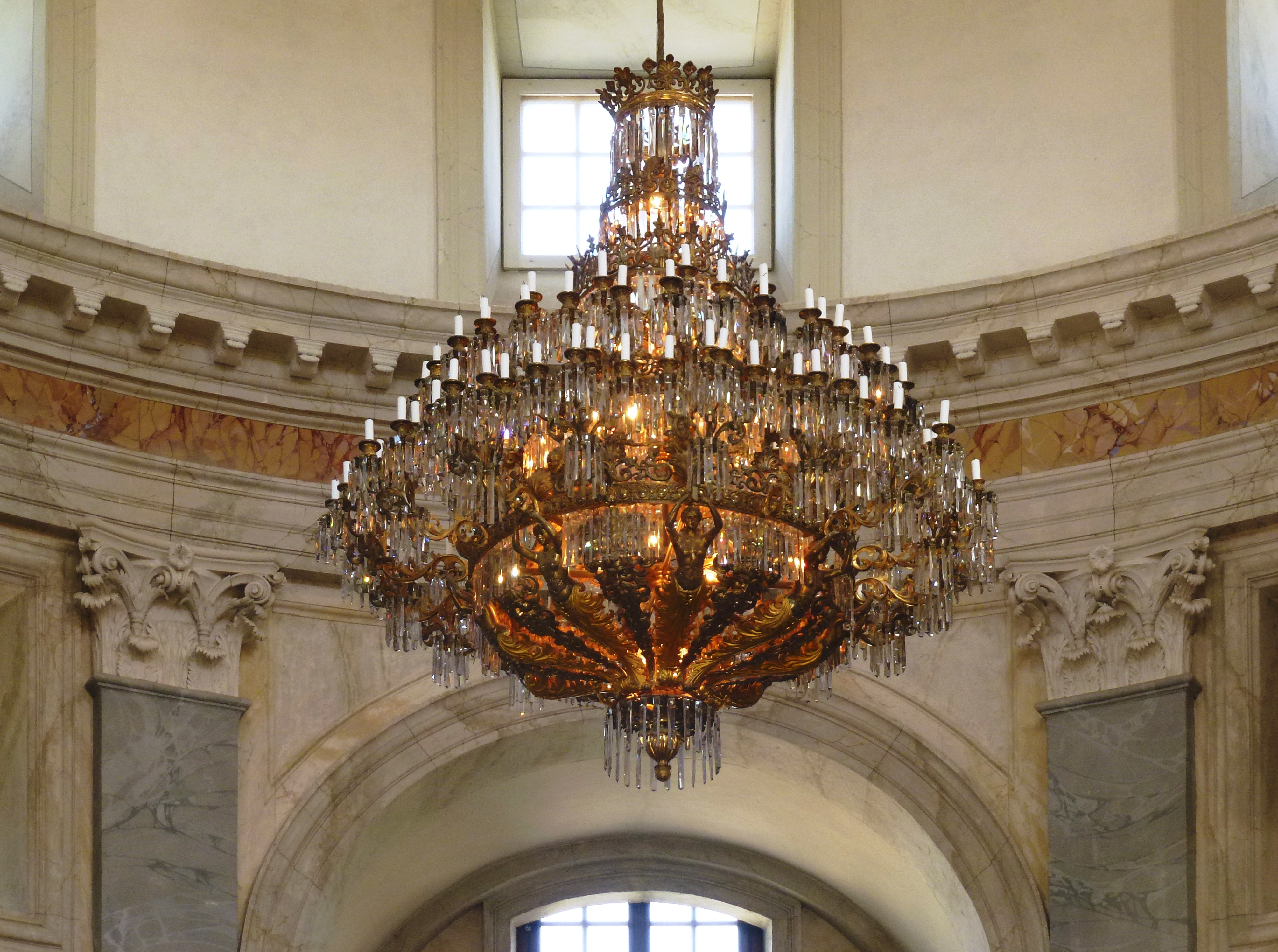
Slottskyrkans takkrona.

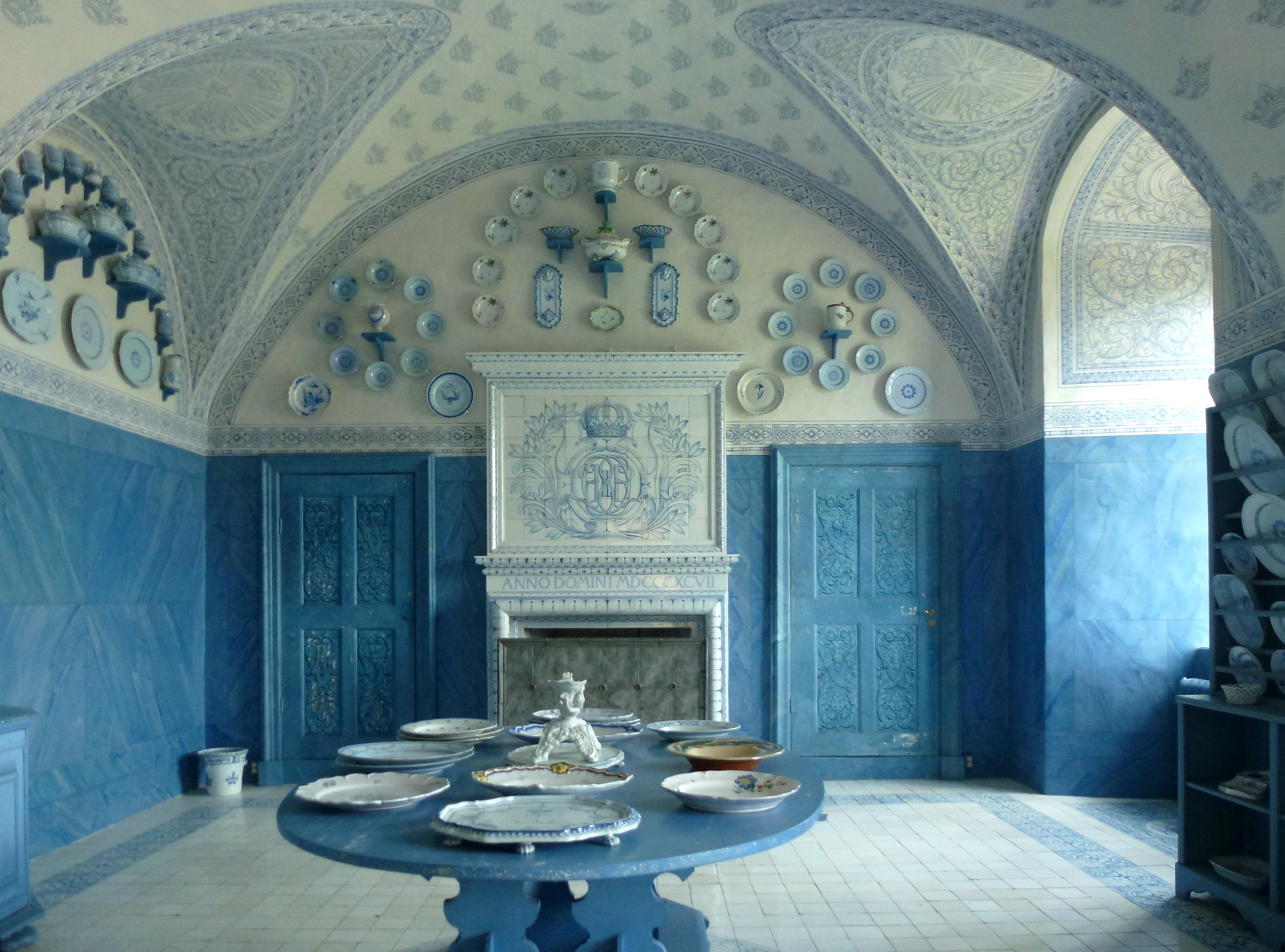
Porslinsrummet.

### Trapphuset
Huvudtrapphuset på Drottningholms slott skapades mellan 1665 och 1687 av arkitekten Nicodemus Tessin d.ä. med hjälp av de italienska stuckaktörerna Giovanni Carove och Carlo Carove (troligen bröder), skulptören Nicolaes Millich från Antwerpen samt målaren Johan Sylvius. Det magnifika trapphuset med tillhörande vestibuler räknas till Tessin d. ä:s mäktigaste arkitektoniska skapelser. Trapphuset blev mycket beundrat och uppgavs att det ”knappast hade sitt like i Europa”.

### Hedvig Eleonoras paradsängkammare
Hedvig Eleonoras paradsängkammare på huvudvåningen blev klar 1683 och utgjorde hjärtat i den dåtida officiella bostadssviten. Uppdragsgivare var drottning Hedvig Eleonora och hennes arkitekt, Nicodemus Tessin d.ä., koncentrerade hela sin konstnärliga fantasi och kunskap på att skapa det bästa som Sverige kunde erbjuda på detta område. Resultatet blev ett rum som med sin fasta inredning, måleri och dekorativa element är oöverträffat i landet.

### Ehrenstrahlsalongen
Intill Hedvig Eleonoras paradsängkammare ligger Hedvig Eleonoras Stora audienssal, även kallad Ehrenstrahlsalongen. Salens väggar och tak visar allegoriska skildringar i den kungliga familjens historia utförda av hovmålaren David Klöcker Ehrenstrahl på 1690-talet. Mittpartiet i plafonden (titel: “Svenska konungars berömliga bedrifter”) blev i mars 2000 motiv för Czesław Słanias 1000:e av honom graverade frimärke.

### Slottskyrkan
Drottningholms slottskyrka är en kyrka som tillhör den kungliga hovförvaltningen. Byggnaden, som utgör norra tornet på Drottningholms slott, påbörjades 1696. Kyrkan är helt rund, men har tre svagt utstickande mittpartier och täcks av en kopparbeklädd takkupol med fönster och en lanternin.
Kyrkan stod klar år 1728. Åren därefter inreddes kyrkan, ett arbete som leddes av Carl Hårleman. 1730 invigdes kyrkan. En ombyggnad gjordes 1740 och i maj 1746 återinvigdes kyrkan. Då hade prinsessan Lovisa Ulrika redan fått Drottningholms slott som bröllopsgåva då hon gifte sig med den svenske tronföljaren Adolf Fredrik.

### Slottsbiblioteket
Slottsbiblioteket är ett privatbibliotek, beläget på huvudvåningen i nordvästra längan mot trädgårdssidan intill slottskyrkan. Interiören gestaltades kring 1760 av Jean Eric Rehn. Rummet han skapade är alltjämt bevarat och har kallats för ett av de vackraste i Sverige.

### Karl X Gustavs galleri
Karl X Gustavs galleri är ett konstgalleri beläget i huvudvåningens mittdel mot trädgårdssidan. Rummet utsmyckades med stora tak- och väggmålningar som skildrar Karl X Gustavs militära bedrifter. Väggmålningarna, som utfördes av den tyska konstnären och bataljmålaren Johann Philip Lemke, illustrerar kungens militära insatser. I 1719 års inventarium framgår att endast tre av dessa fältslag fanns uppsatta i galleriet. Men året därpå uppsattes de nio återstående målningarna, nio år efter Lemkes död. Takmålningen ägnas åt kriget med diverse stridsscener hämtade från antikens slagfält, den är utförd av Evrard Chauveau (1660–1739). Bysten porträtterande Karl X Gustav har utförts av bildhuggaren Nicolaes Millich.

### Karl XI:s galleri

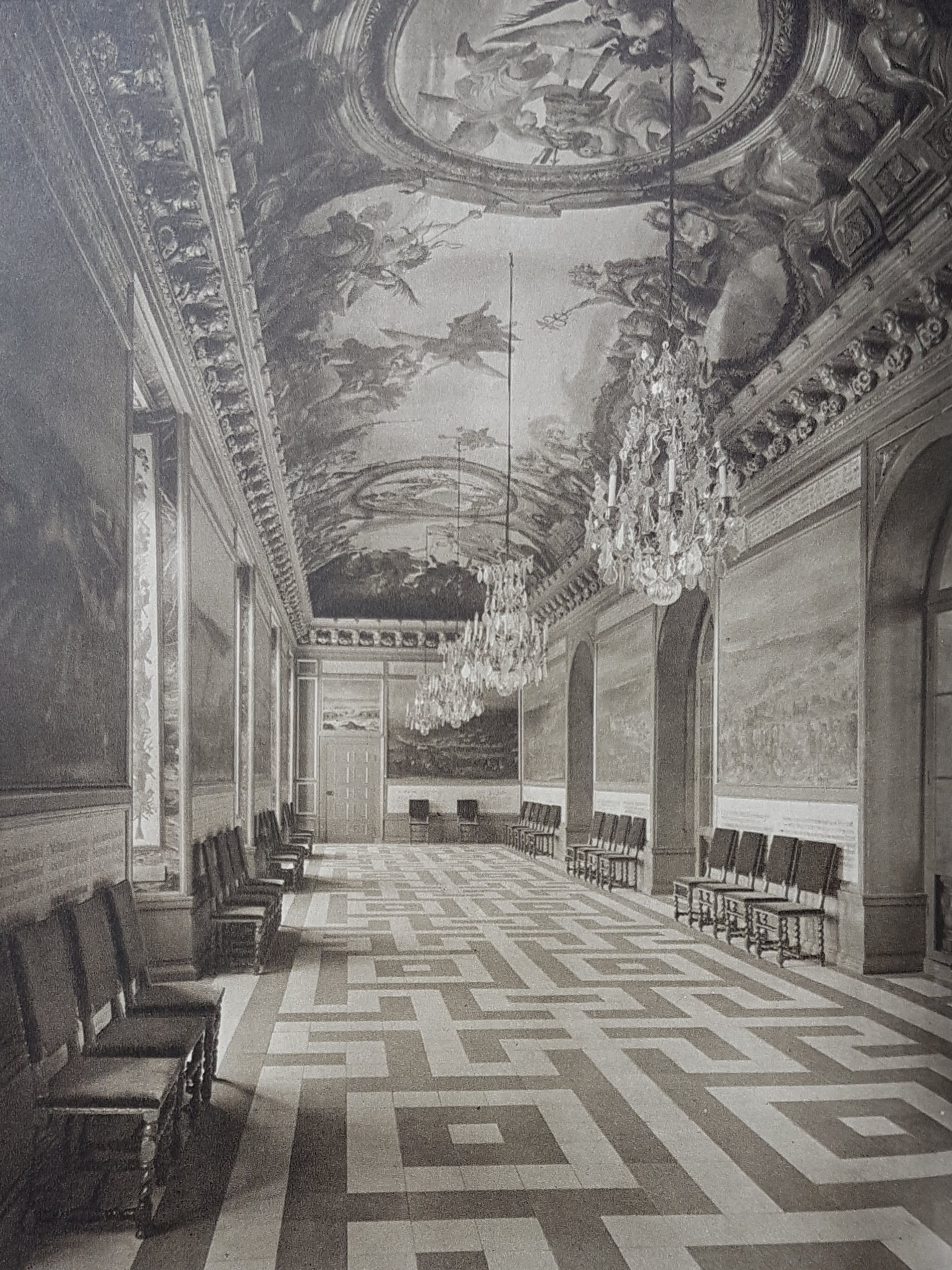
I Karl XI:s galleri finns Johann Philip Lemkes bataljmålningar från 1690-talet och plafondmålningar utförda 1689-1690 av Johan Sylvius.

Karl XI:s galleri är inrett som ett minnesrum över kungens krigiska bedrifter, i likhet med Karl X Gustavs galleri och Generalssalen. Johann Philip Lemkes bataljmålningar från 1690-talet skildrar fältslag i Karl XI:s krig mot Danmark. I de fyra målningarna mot trapphuset åskådliggörs krigets avgörande slag vid Lund den 4 december 1676, från morgonens första sammandrabbning till den svenska segern på eftermiddagen. Takmålningen i galleriet från 1690 utfördes av Johan Sylvius. Den framställer hur Fama, det goda ryktet, vaknar vid budet om Karl XI:s segerrika krigföring. Marmorbysten, som föreställer Karl XI är utförd av bildhuggaren Nicolaes Millich. 

### Rikssalen
Rikssalen ligger på övervåningens södra del. Salen kallas även Contemporainsalen på grund av alla de porträtt i helfigur av europeiska regenter som fanns under Oscar I:s tid. Salen och porträttsamlingen skapades på drottning Josefinas initiativ av arkitekt Fredrik Wilhelm Scholander och stod klar kring 1860-talet. I salen finns 20 regentporträtt där 17 är målade i helfigur och tre utgör midjebilder som fick plats över dörrarna.

### Stensalen
Stensalen ligger på huvudvåningen rakt under Rikssalen och ingår i kungafamiljens privata del av slottet. Stensalen var ursprungligen Hedvig Eleonoras stora matsal med golv av sten, därav namnet. Väggarna är klädda med vävda tapeter som beställdes i Delft för drottning Kristinas kröning 1650. Rummet är numera kungafamiljens festliga vardagsrum, där även det traditionella julfirande äger rum.

### Porslinsrummet
Porslinsrummet är ett utställningsrum, inrett på initiativ av Oscar II för hans samling av fajanser från 1700-talet och stod klart 1897. Rummet, som var en gåva från slottets tjänstemän till kungens 25-åriga regeringsjubileum, ritades av arkitekt Agi Lindegren. I takets mitt syns stora riksvapnet och på öppna spisens front finns kungens krönta spegelmonogram O II R S (Oscar II Rex Sueciae). Därunder står Anno Domini MDCCCXCVII (1897), årtalet då rummet stod färdigt.

### Bilder, slottsrum (urval)

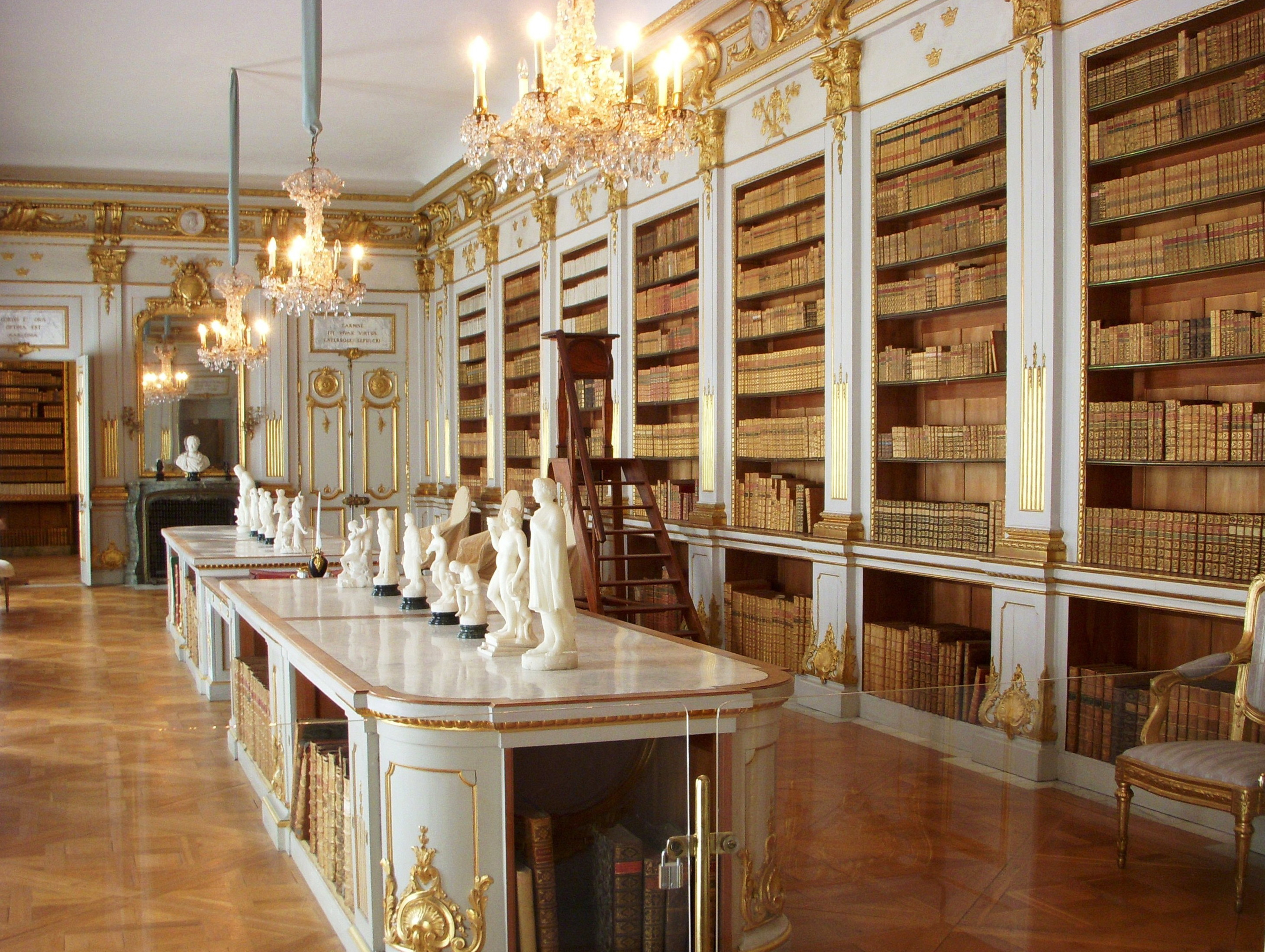
Slottsbiblioteket.
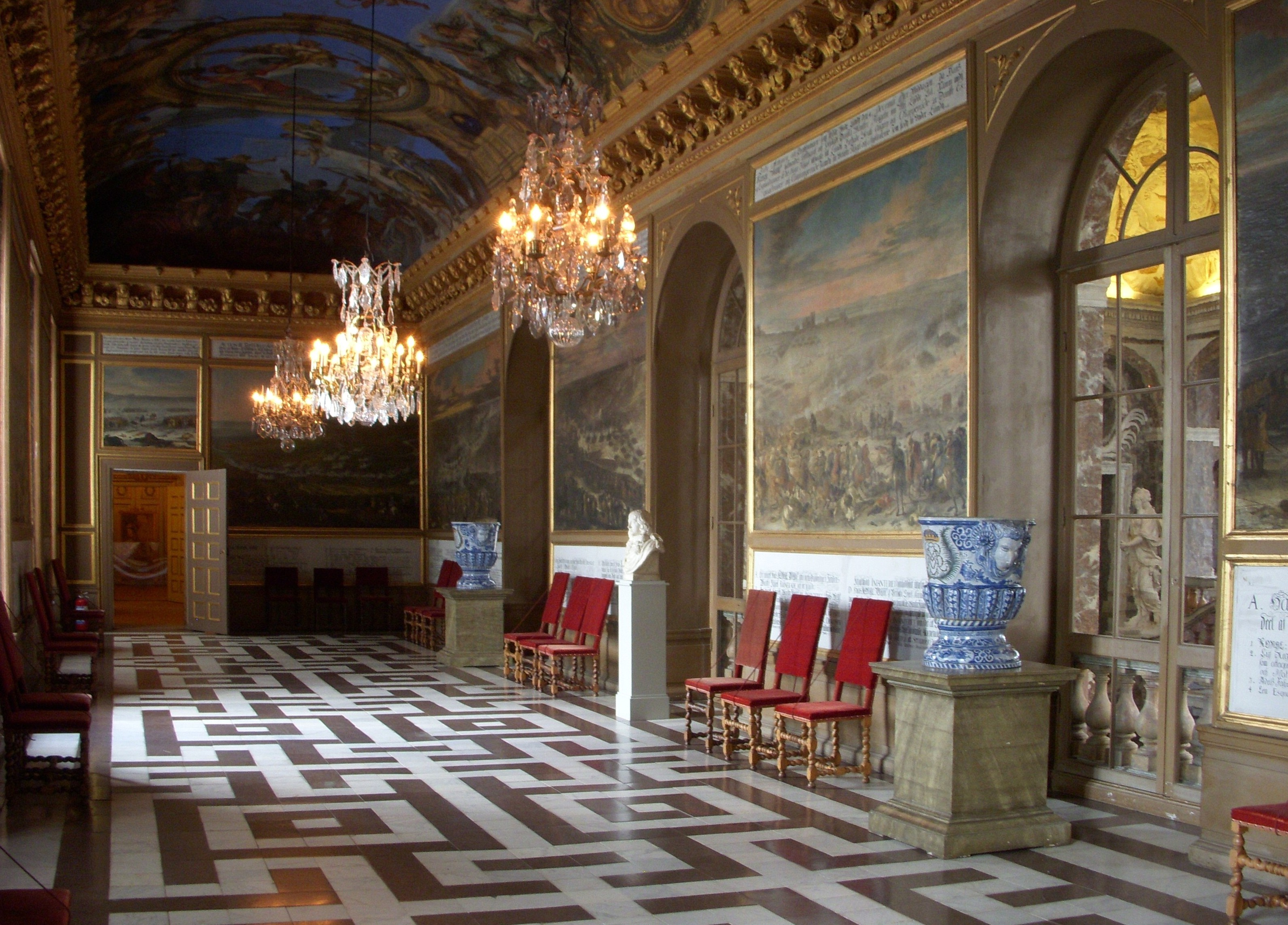
Karl XI:s galleri.
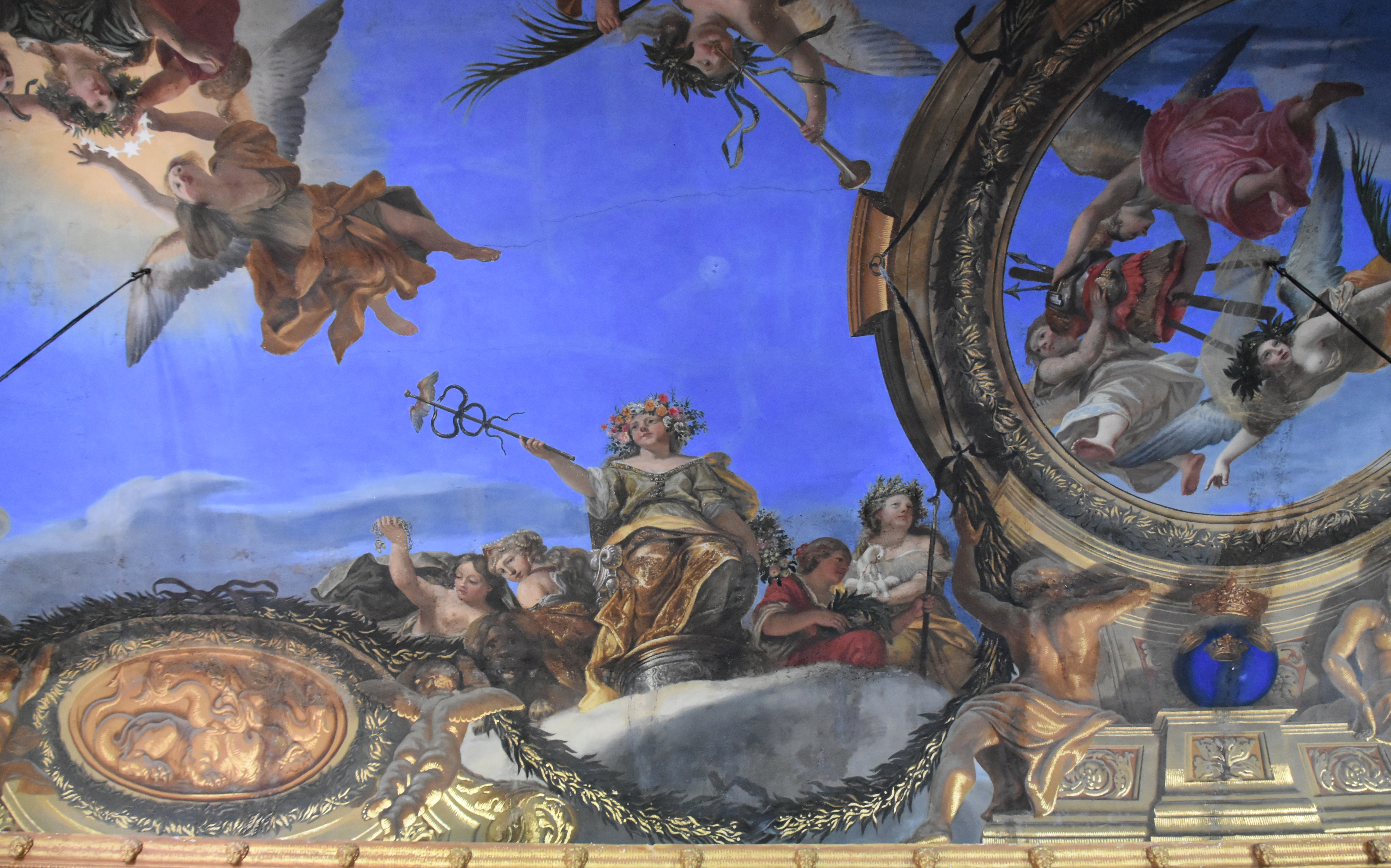
Takmålning i Karl XI.s galleri av Johan Sylvius.
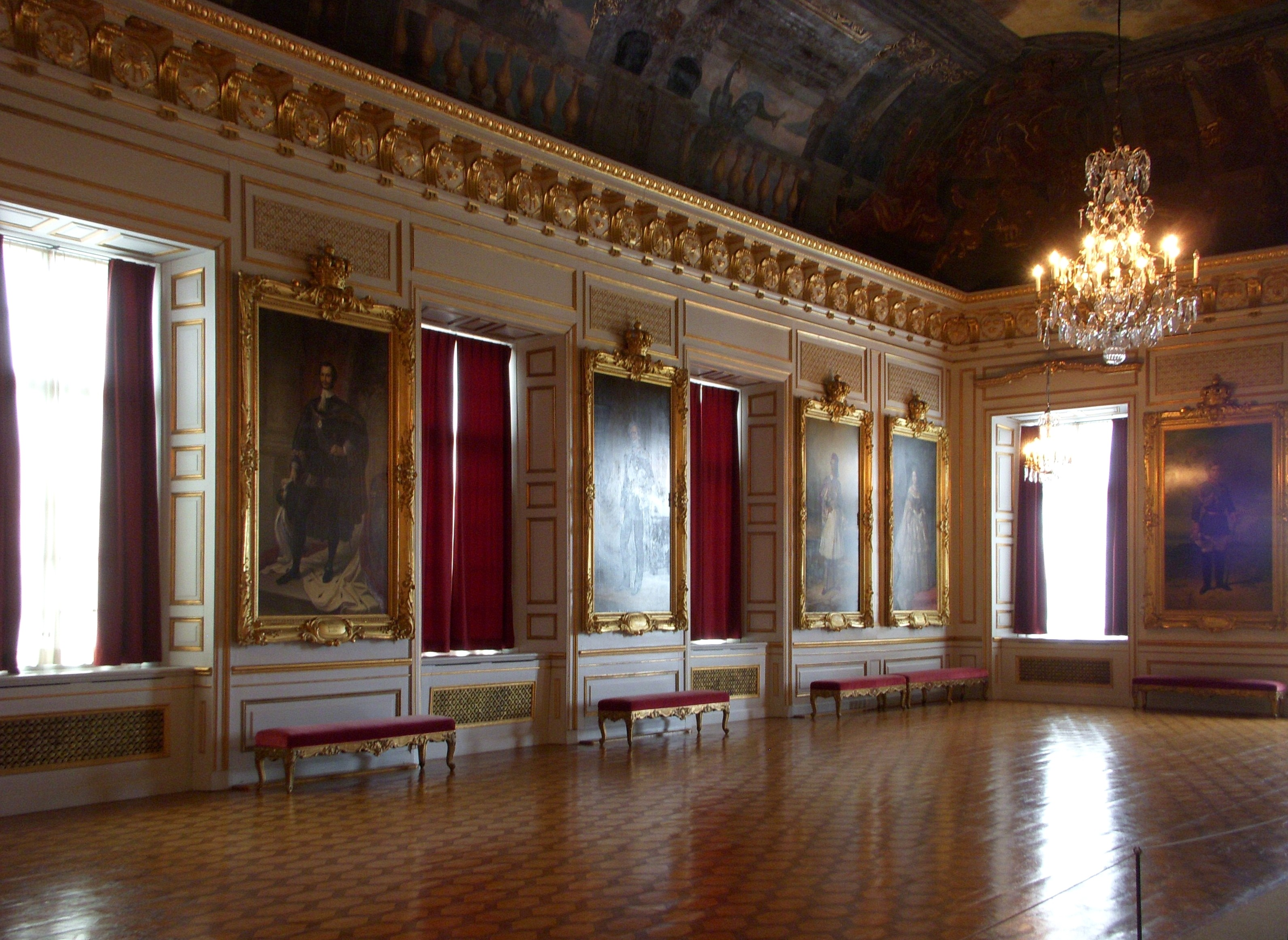
Rikssalen.

## Slottsparken, skulpturer och fontäner

### Allmänt

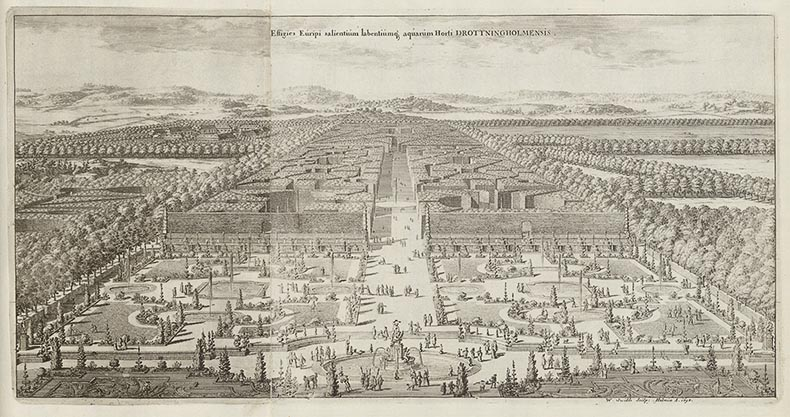
Drottningholms slott, barockträdgården sedd från slottet. Kopparstick av Willem Swidde, 1694, ur Suecia antiqua et hodierna.

Parkanläggningarna kring slottet är till största delen öppen för allmänheten, enbart den sydöstra delen är avspärrad. Parken har anlagts i olika omgångar sedan slottet byggdes, vilket gett olika delar sin egen speciella karaktär. Slottsparken kan indelas i Sjöparterren, Barockträdgården och Engelska parken.
Under 1700-talets första decennier utgjordes broderiparterren av ett rikt komponerat mönster av klippta buxbomshäckar och färgat grus. På 1740-talet hade broderierna vindlande mönster och träden var lekfullt formklippta. På trädgårdsgångarna fanns det krossat tegel, som var omsorgsfullt valt för att passa till slottets tegelröda färg. Under 1700-talets första decennier fanns vidare i de omgivande rabatterna så kallade plates-bandes, det var klippta granar och enar, liguster, blå och vita syrener, fläder, spirea och allehanda lökväxter, allt inramat av buxbom. Genom blomsterkäppar målade i olika färger och förgyllda knoppar förhöjdes färgrikedomen ytterligare. Genom vattenparterren och kaskaderna var inslaget av vatten betydande. En viktig beståndsdel därutöver var fontänen Kronan i trädgårdens mittaxel. Till sitt förfogande hade Tessin d.y. ett flertal skulpturer som kunde inlemmas i trädgården. Alla skulpturer hade kommit till Sverige som krigsbyten. Med få undantag är dessa utförda av den flamländske skulptören Adriaen de Vries i början av 1600-talet. Slutenheten och längdperspektivet underströks av trädgårdens inramning av fyrradiga lindalléeer. Sedan länge hade man då tagit bort granhäckarna. Trädgården vid Drottningholm blev förhållandevis smal, i jämförelse med andra samtida anläggningar, genom att den saknar sidopartier.
Vid mitten av 1700-talet började man överge det strikta trädgårdsidealet, som var planerad i slutet av 1600-talet, för en mer naturlig park, en friare engelsk park. Då anlades trädgården runt Kina Slott med intimare boskékvarter omkring 1760-talet. Dessa kvarter har sina tydliga karaktärsdrag och de vittnar både om skiftande stilideal och lång kontinuitet. De kastanjealléer som drottning Lovisa Ulrika lät Carl Fredrik Adelcrantz plantera runt Kina slott fungerar som siktgator ut i landskapet. Under Hedvig Eleonoras tid började en större lustträdgård att planeras. När Nicodemus Tessin d.ä. utarbetade ritningarna till det nya slottet planerade han i direkt anslutning till slottsbyggnaden även en trädgård. I denna ingick alléer, broderiparterrer och kanaler. Trädgården var knappt påbörjad vid Tessin d.ä.:s död 1681. Det blev Nicodemus Tessin d.y. som kom att överta ansvaret för dess utformning. Han vidareutvecklade faderns idéer och trädgården vid Drottningholm blev därmed hans egen självständiga skapelse. Lustträdgården fick en fyrdelad indelning med broderiparterr närmast slottet, därefter kom den något högre belägna vattenparterren och ovanpå denna följde kaskaderna och boskéerna och som fondmotiv den stora boskén, kallad "Stjärnan".
Trädgården var omgiven av ett träplank fram till det sena 1700-talet och tillträde skedde genom gallergrindar, som var prydda med Hedvig Eleonoras monogram ritade av Johan Hårleman (1661–1707). Man kunde sålunda inte se trädgården förrän man befann sig inne i slottet eller på slottsterrassen. Desto större måste överraskningsmomentet ha varit. Man har en god övergick över trädgården från slottets andra våning. Det är i själva verket bara härifrån som man kan uppfatta hela längdsträckningen, eller snarare den känsla av oändlighet, som arkitekten eftersträvade.     
Kanalsystemet söder om barockträdgården och ner mot Mälaren fick sin utformning på 1800-talet. Här ligger det vitmålade Drottningholms badhus som uppfördes 1792 på hertig Karls (sedermera Karl XIII) uppdrag och här lät Oscar II och hans familj den 30 oktober 1881 plantera var sitt ekträd, Gustaf VI Adolf fullföljde traditionen år 1973 och Carl XVI Gustaf år 1996.
Under Gustav III:s dagar och fram till 1950-talet betade Kungens får i Drottningholms engelska park och det fanns en anställd fåraherde.

#### Generalplaner och förslag

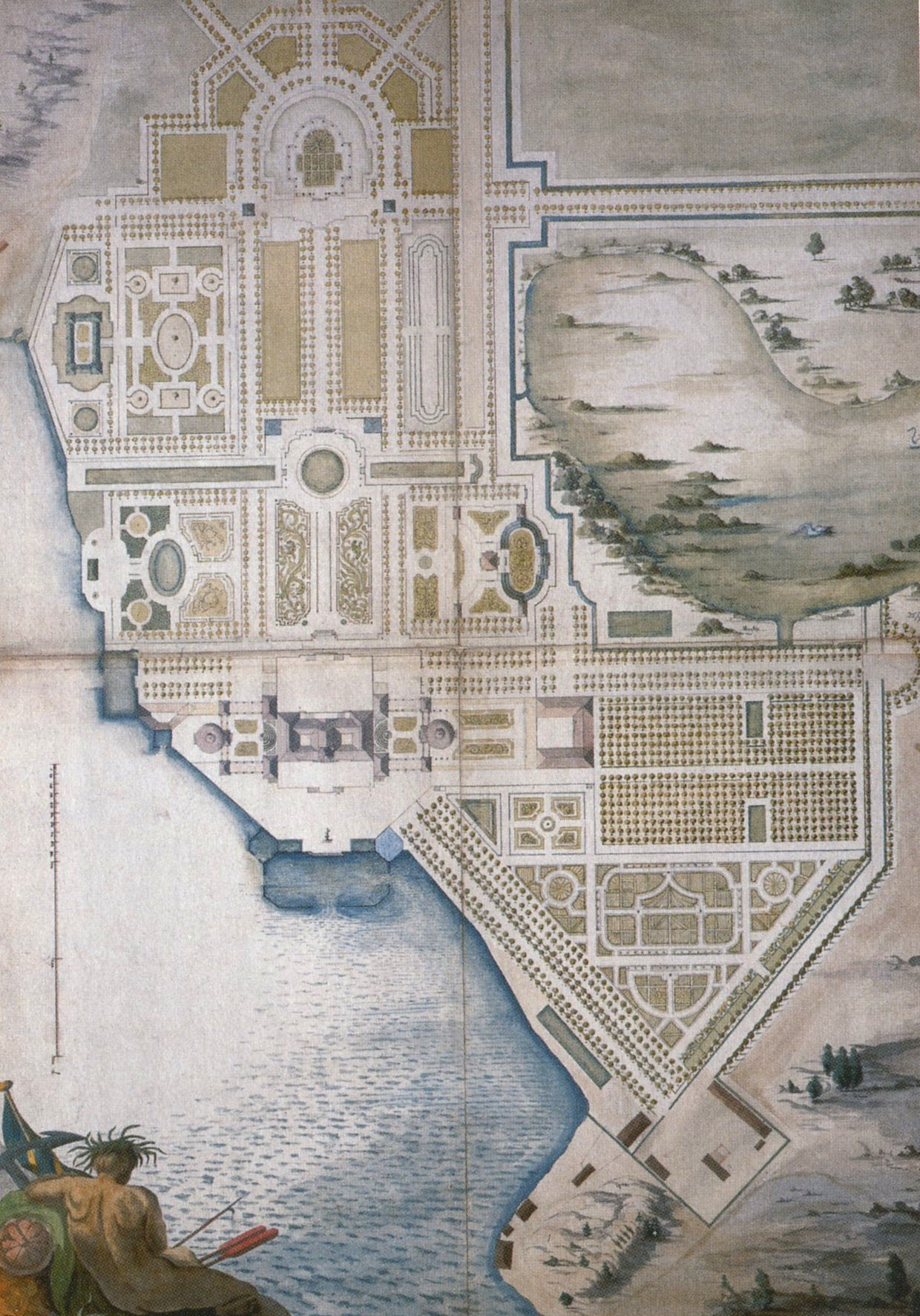
Tessin d.ä. generalplan, cirka 1670.
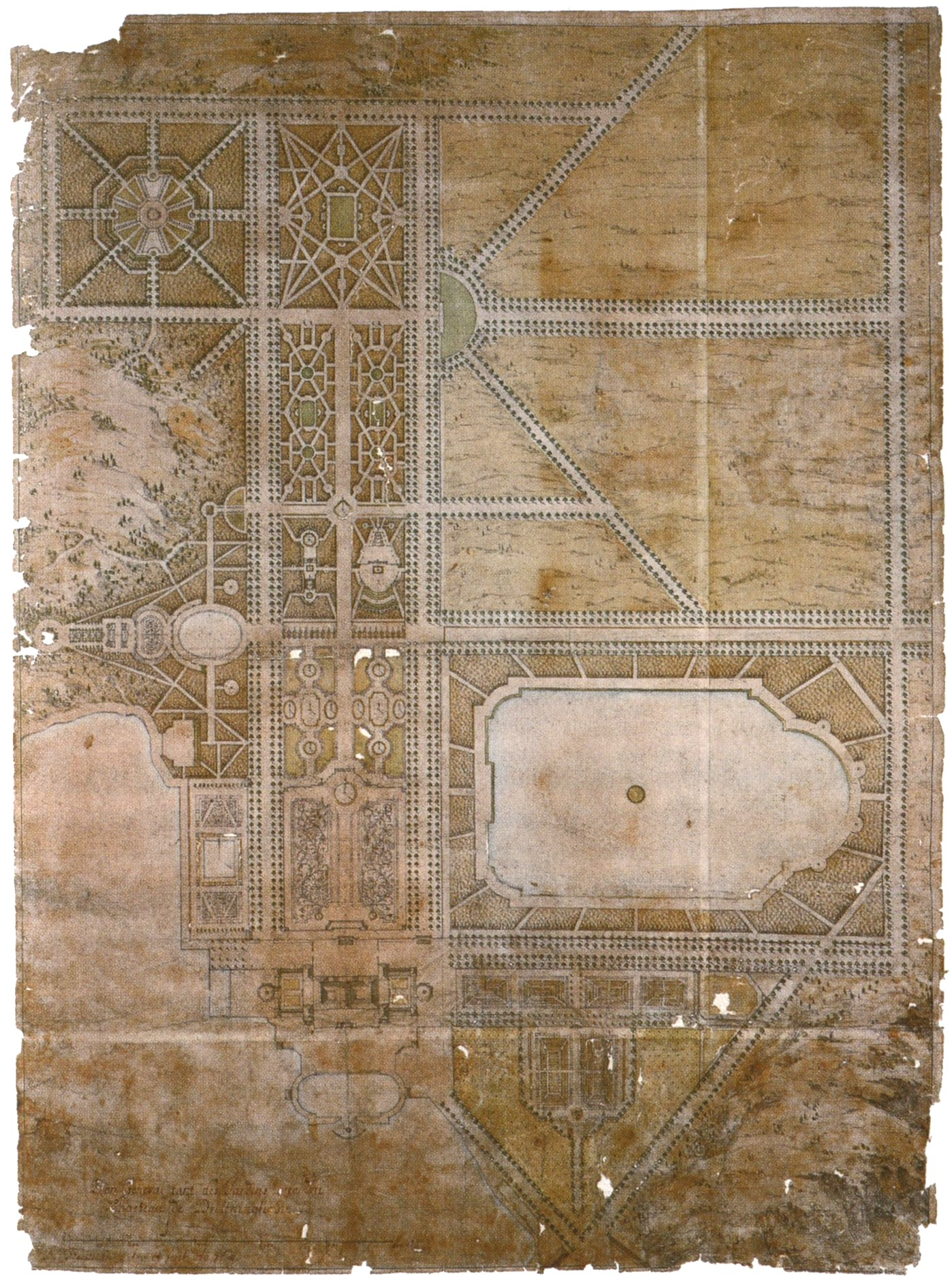
Tessin d.y. generalplan, 1681.
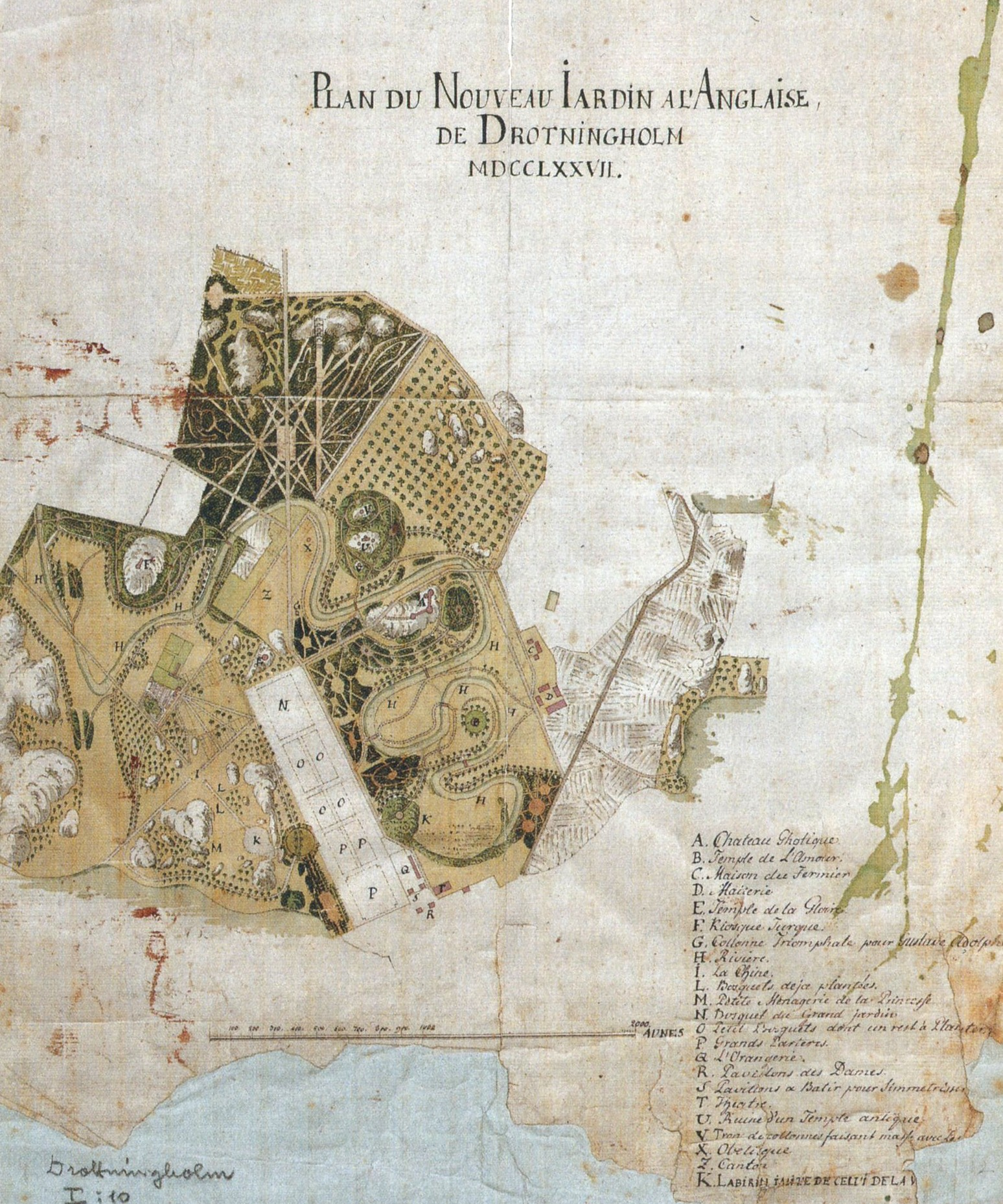
Adelcrantz' förslag, 1777.
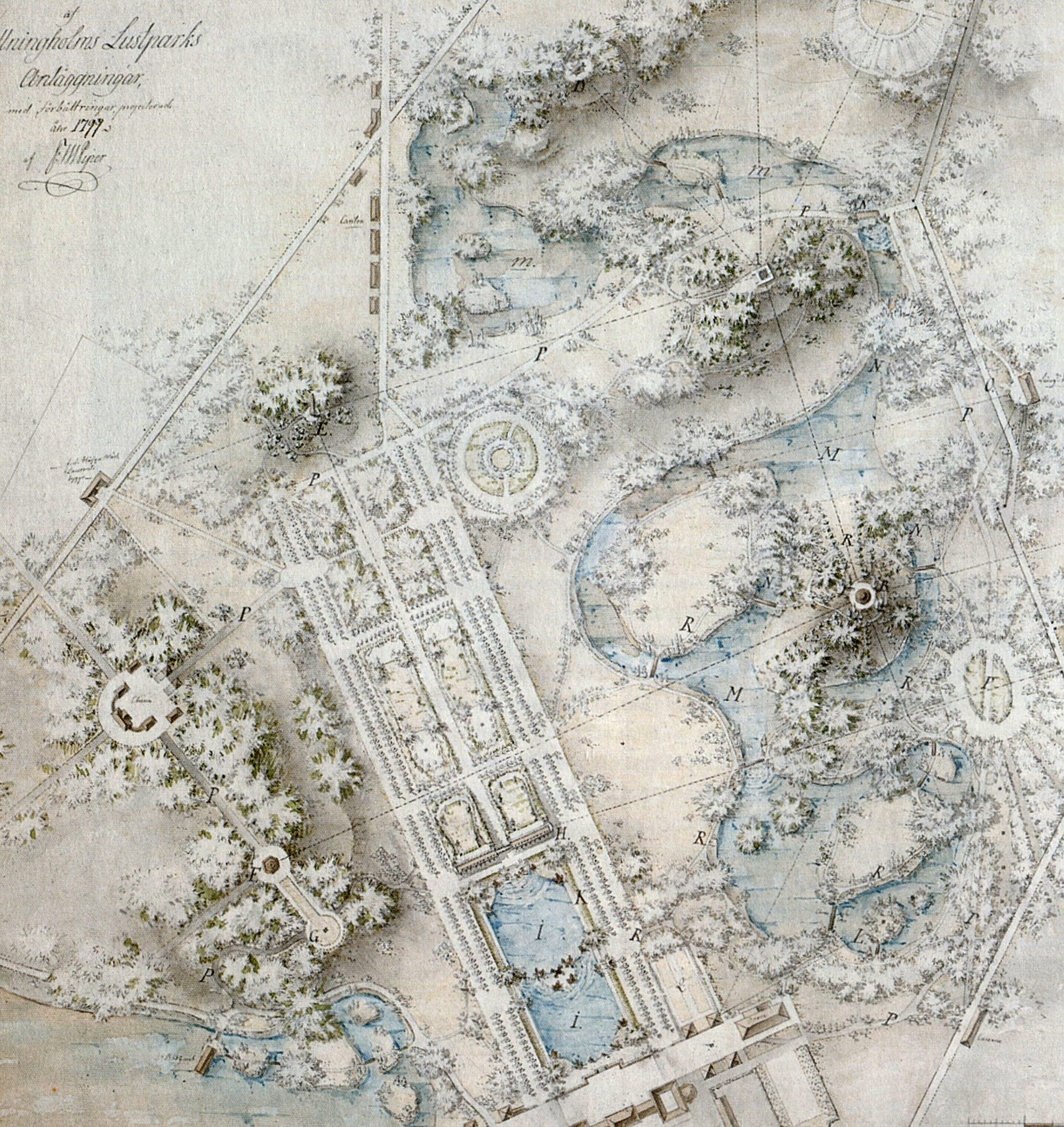
Pipers generalplan, 1797.

### Sjöparterren
Sjöparterren kallas den parterr av parkanläggning som sträcker sig öster om slottet ner mot Mälaren. 
En teckning, upprättad av Nicodemus Tessin d.y. på 1680-talet, visar att det fanns en liten, med två krökta pirer skyddad hamnanläggning. Idag leder en bred trappa upp till slottet. Mitt på sjöparterren står Neptunus med treudd på en hög pelare med tre mindre stående flodgudsskulpturer i postamentets nischer. Mot öster fortsätter parken i en smal remsa parallellt med Drottningholmsvägen fram till Drottningholmsbron, här står en rad marmorskulpturer och här finns även ångbåtsbryggan. Dagens gestaltning av sjöparterren är en rekonstruktion av en anläggning från 1723.

### Barockträdgården
Den äldsta delen av slottsparken skapades i slutet av 1600-talet under överinseende av Hedvig Eleonora och lett huvudsakligen av Nicodemus Tessin d.y. Arbetet med den nya lustträdgården fortskred långsamt och när Nicodemus Tessin d.ä. avled 1681 återstod fortfarande mycket arbete. Det blir hans son Tessin d.y. som fullbordar faderns påbörjade verk. Tessin d.y:s generalplan visade en kraftig markerad centralaxel i öst-västriktning utgående vinkelrätt från slottsbyggnaden. Som förebild stod bland annat trädgårdsanläggningar i Vaux-le-Vicomte och Versailles.

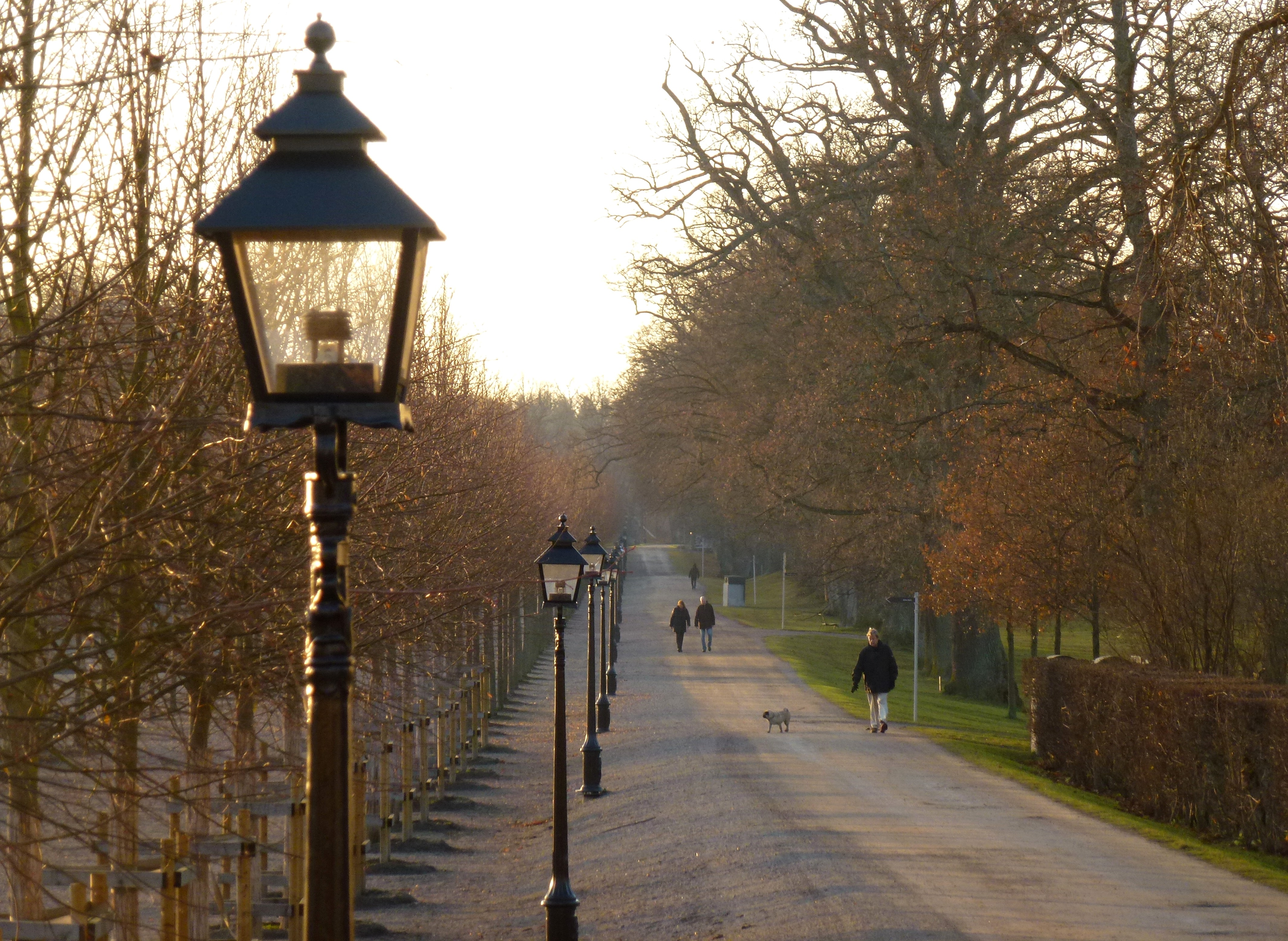
Den nyanlagda och den gamla lindallén.

Enligt den så kallade gustavianska planen från omkring 1760 delades den långsmala barockträdgården upp i ett antal parterrer eller avdelningar. Närmast slottet ligger Broderiparterren, vilken ursprungligen hade ett invecklat broderimönster av buxbomshäckar och färgat grus. Därefter följer mot väster Vattenparterren med 12 mindre fontäner och Herkulesfontänen i centrum som blickfång. Vattenparterren begänsas mot slottsterrassen med en mur och mot väster av Kaskaderna som består av 14 små vattenfall.
Till Vattenparterren anslutar Boskékvarteren och Teaterboskén med den så kallade Lövteatern som är utformad som en liten friluftsteater. Anläggningen avslutas i väster Stärnboskén.
Trädgården kantas i norr och syd av lindalléer. Många av statyerna i detta område gjordes av konstnären Adrian de Vries. Barockträdgården var liksom resterande delar av parken dåligt underhållna under 1800-talet, men återställdes på 1950- och 1960-talet på initiativ av Gustaf VI Adolf. Med start 1998 ersattes alléernas gamla lindar med nya träd, arbetet avslutades i maj 2011 när det första trädet i den femte etappen av förnyelsen av lindallén planterades av kung Carl XVI Gustaf. Hela anläggningen är 720 meter lång och 180 meter bred.
Genom århundraden fanns många förslag till nygestaltning av barockträdgården. I en tidig generalplan från 1670-talet föreslog Nicodemus Tessin d.ä. en stor symmetrisk parkanläggning norr om slottet (ungefär där Drottningholmsmalmen ligger idag). 1681 tog sonen, Tessin d.y., upp samma idé och ritade en park norr om slottet samtidigt förlängde han anläggningen mot väster. På 1700-talets andra hälft övergav Carl Fredrik Adelcrantz den strikta barockträdgårdens stilriktning. Efter Gustav III:s intensioner visade han 1777 för första gången en mjukare, naturanpassad park, föregångaren till den engelska trädgården som finns idag. År 1797, fem år efter kungens död, presenterade slutligen Fredrik Magnus Piper sin generalplan för den engelska parken som förverkligades till stora delar.

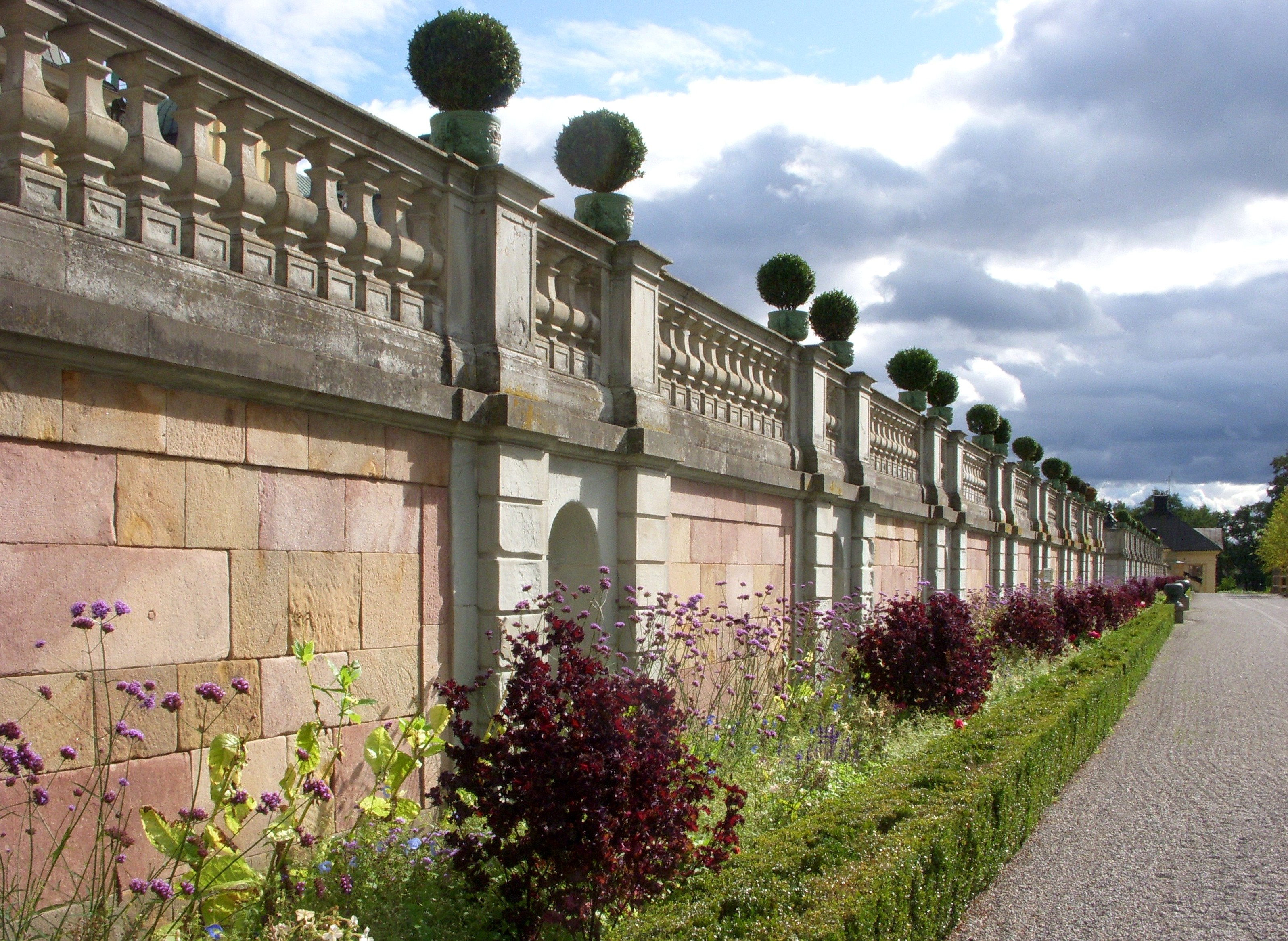
Barockträdgårdens östra mur.
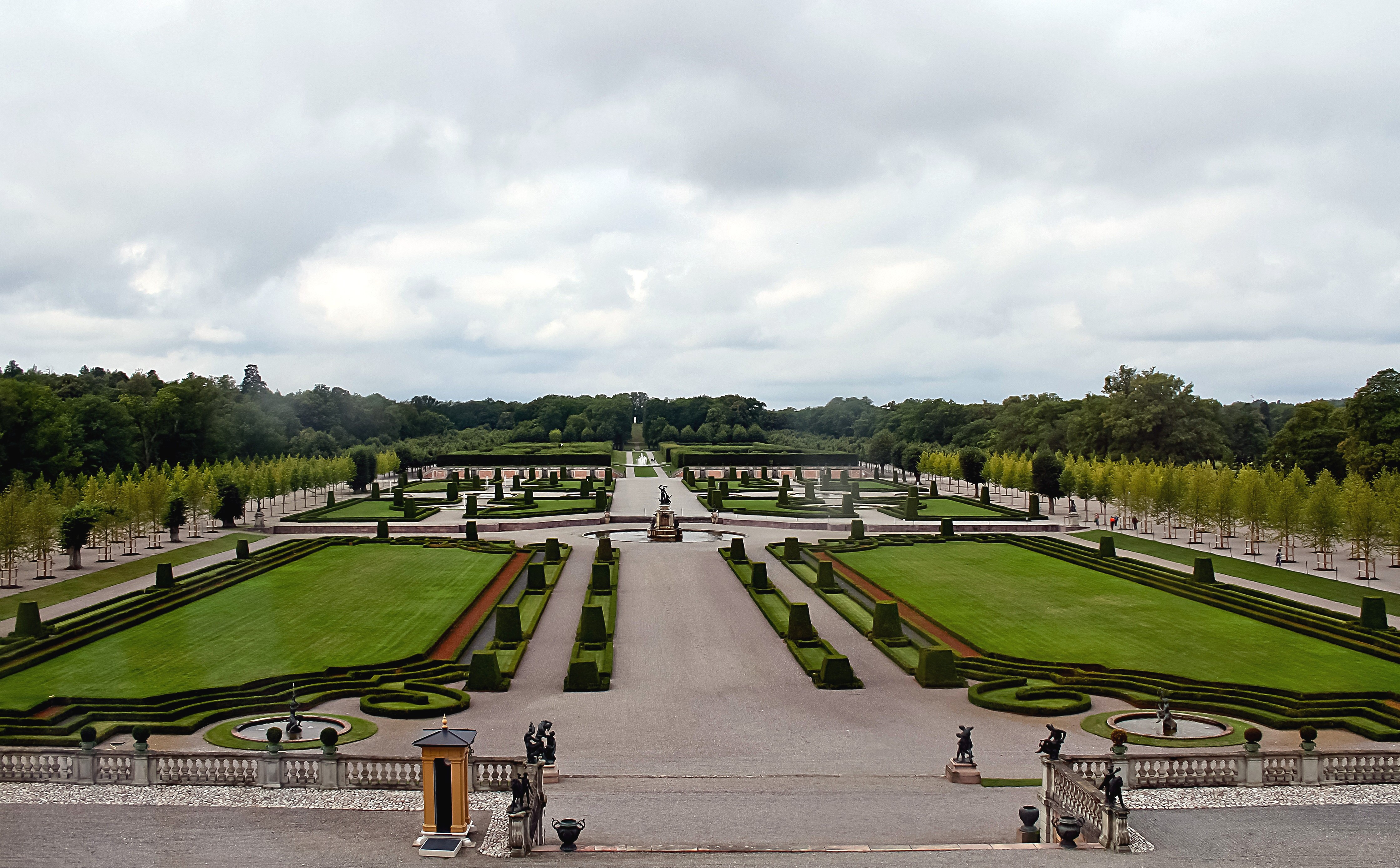
"Broderiparterren", vy mot väster.
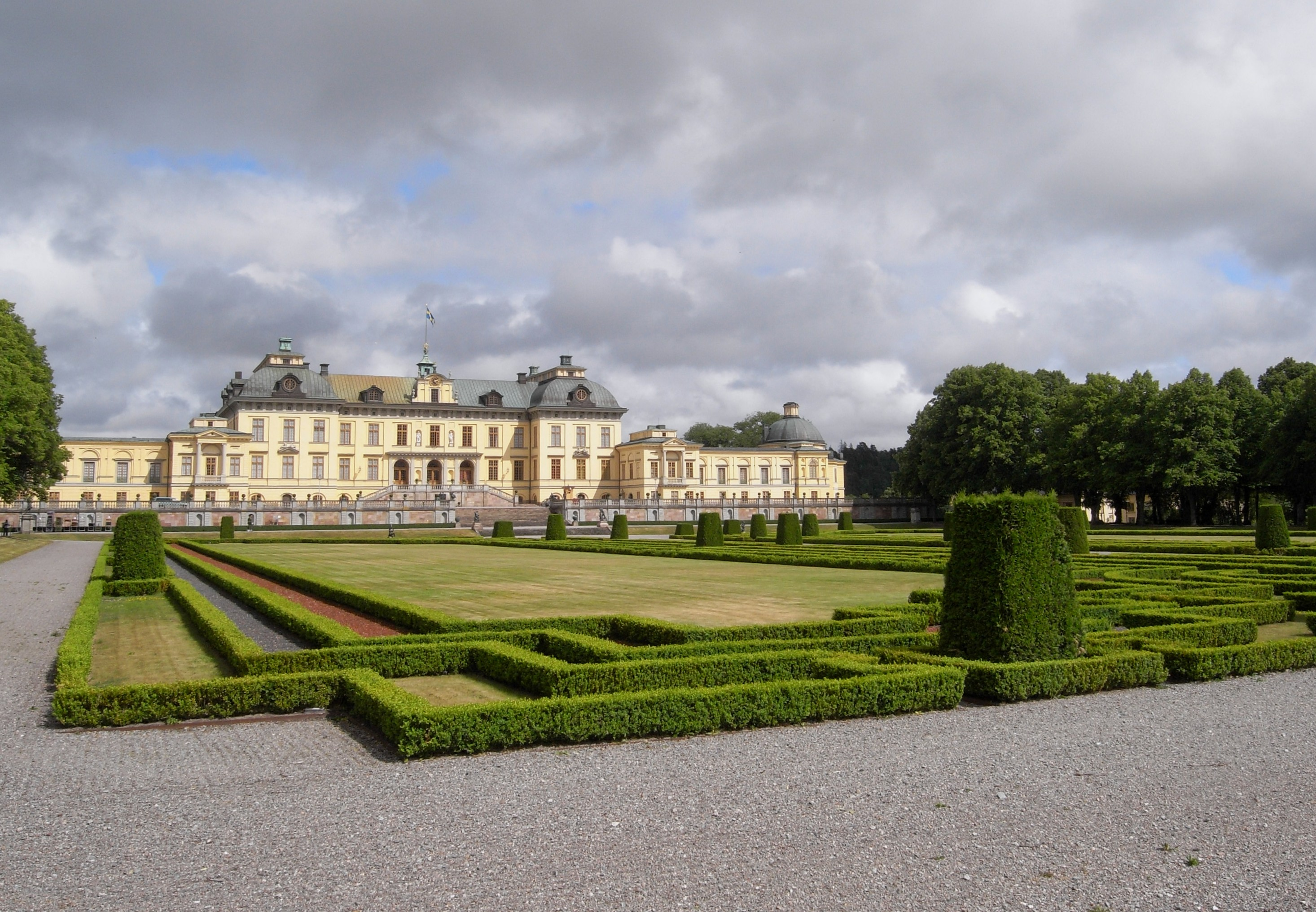
"Broderiparterren", vy mot öster.
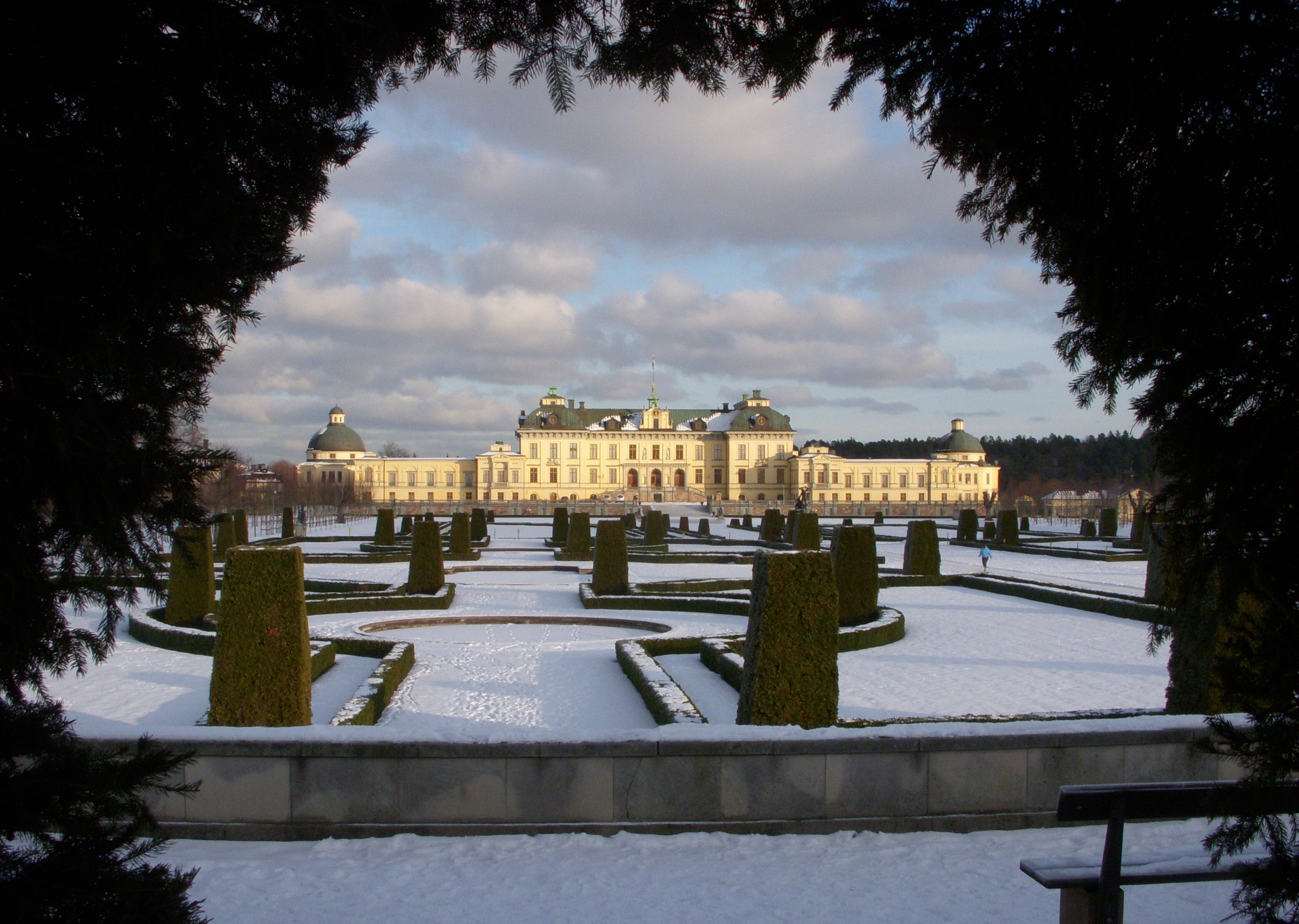
Vintervy från "Boskékvarteren".

### Engelska parken

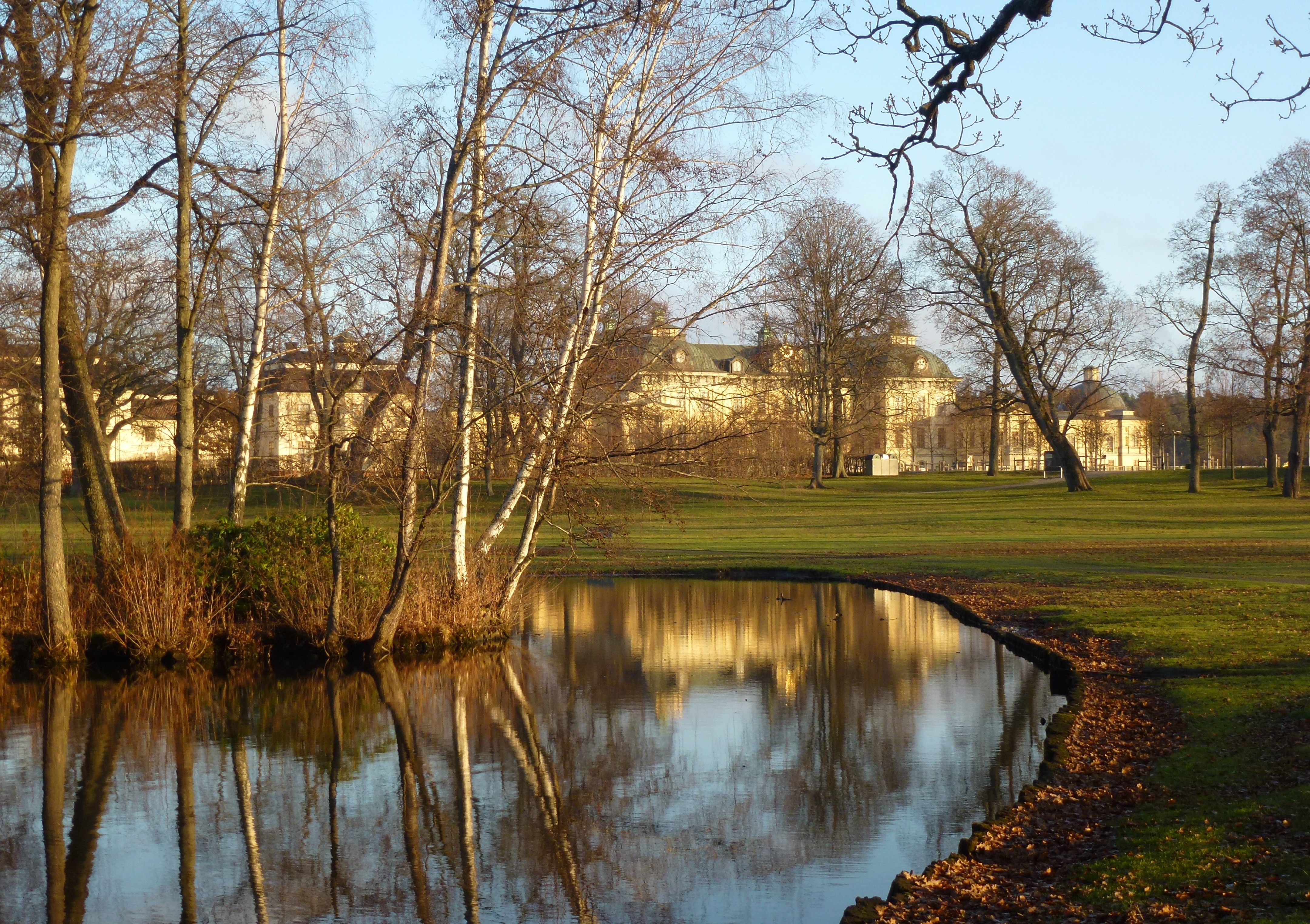
Engelska parken med slottet, 2012.

Gustav III tog initiativet till vad som kallas den engelska parkdelen. Denna park ligger norr om barockträdgården och består av två dammar med kanaler, broar och stora öppna gräsytor samt två lindalléer. De flesta av de antika marmorstatyerna köpte Gustav III från Italien. I Drottningholms engelska park, vars generalplan redovisades 1797 av trädgårdsarkitekten Fredrik Magnus Piper hade Gustav III tänkt sig en del nya byggnader till "förlustelse och glädje", bland annat ett amortempel, ett kinesiskt torn (se Kinesiska pagoden) och ett litet gotiskt slott. Av allt det förverkligades bara Götiska tornet.
Mot nordväst (utanför dagens park) planerade Piper en grotta med kanaler och kaskader, en pelouse, en mindre sjö med broar och promenadstigar samt en turkisk paviljong. Mycket påminner om gestaltningsidéerna för Hagaparken, även den ritades ungefär samtidigt av Piper (se Pipers generalplan för Haga lustpark). Numera leder Ekerövägen rakt över detta område. De dominerande byggnadsverken knöts samman med sikt- eller syftlinjer. Idag fyller bara "Götiska tornet", Vakttältet" och "Hemmet" denna uppgift.
Gustav III bestämde i hög grad själv utformningen av Drottningholms engelska park, han var intresserad av arkitektur och lämnade gärna egna ritningar. Vid kungens död 1792 var parken ännu inte färdigställd. Parkens arkitekt, Fredrik Magnus Piper försökte påverka utformningen, inte minst efter Gustav III:s död och begagnade sig även av kungens egna tuschteckningar. Ett exempel härför är gestaltningen av Monumentholmen.

### Monumentholmen
Monumentholmen är belägen i engelska parkens centrala del. Under Gustav III:s levnad planerades ett amortempel på platsen och som inramning planterades fyra sektioner med lindalléer som strålformade sträcker sig i alla riktningar. Mellan sektionerna lämnades öppna avsnitt för fyra siktlinjer, bland annat mot Götiska tornet och Kinesiska pagoden. På den generalplan som Piper redovisade år 1797 (alltså fem år efter Gustav III:s död) hade amortemplet ersatts av ett minnestempel över Gustav III. Endast fundamentet kom på plats och kan beses där fortfarande.

### Svanholmen
Svanholmen kallas den ö i engelska parken, som ligger strax öster om Monumentholmen. Svanholmens svanhus byggdes i slutet av 1800-talet. Det liknar en kinesisk pagod och fungerade fram till 1960-talet som vintervistelse för parkens vingklippta knölsvanar. Sommartid går kungens får här och betar, därför är holmen tillgänglig för allmänheten bara vintertid.

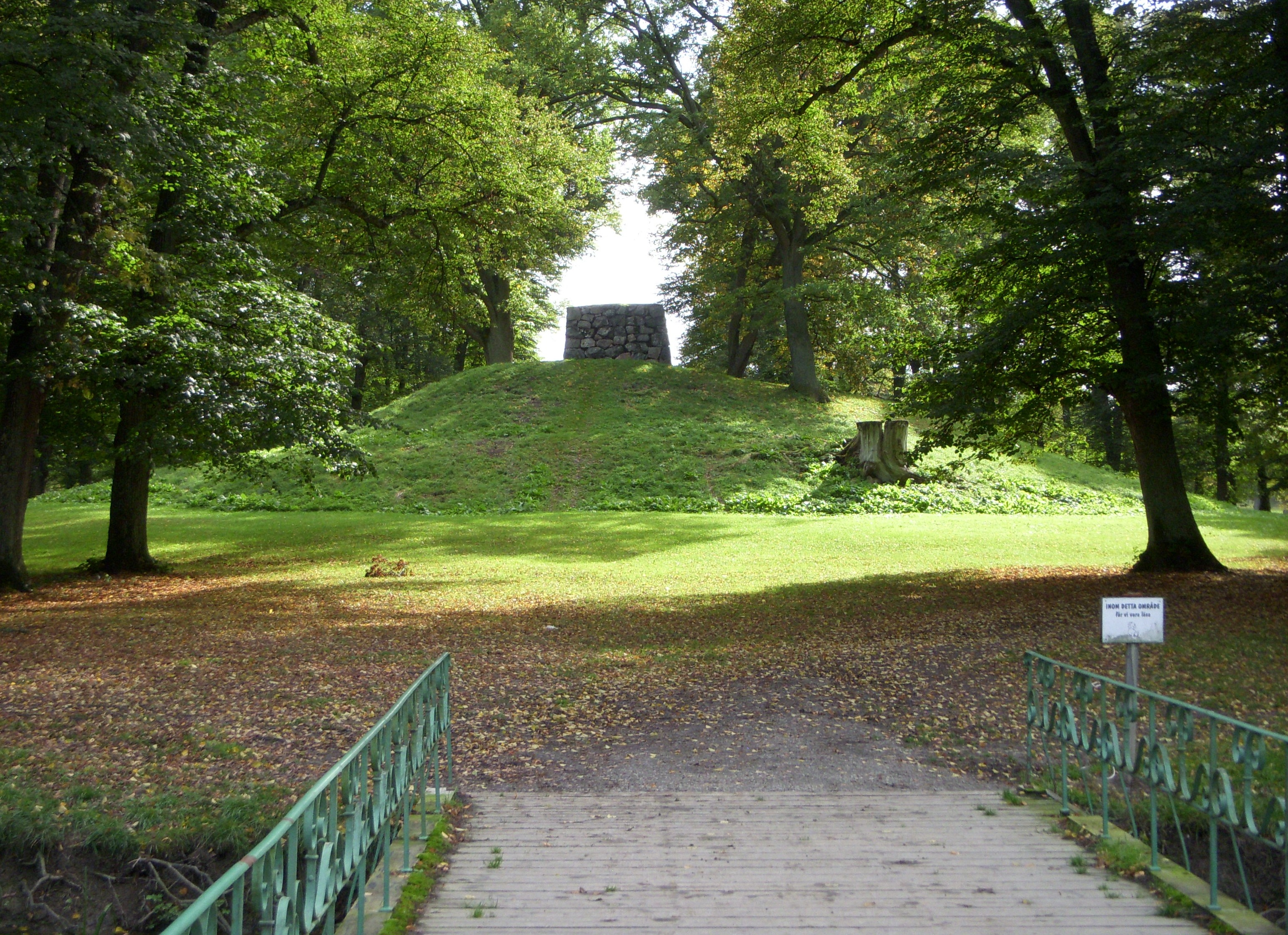
Monumentholmen.
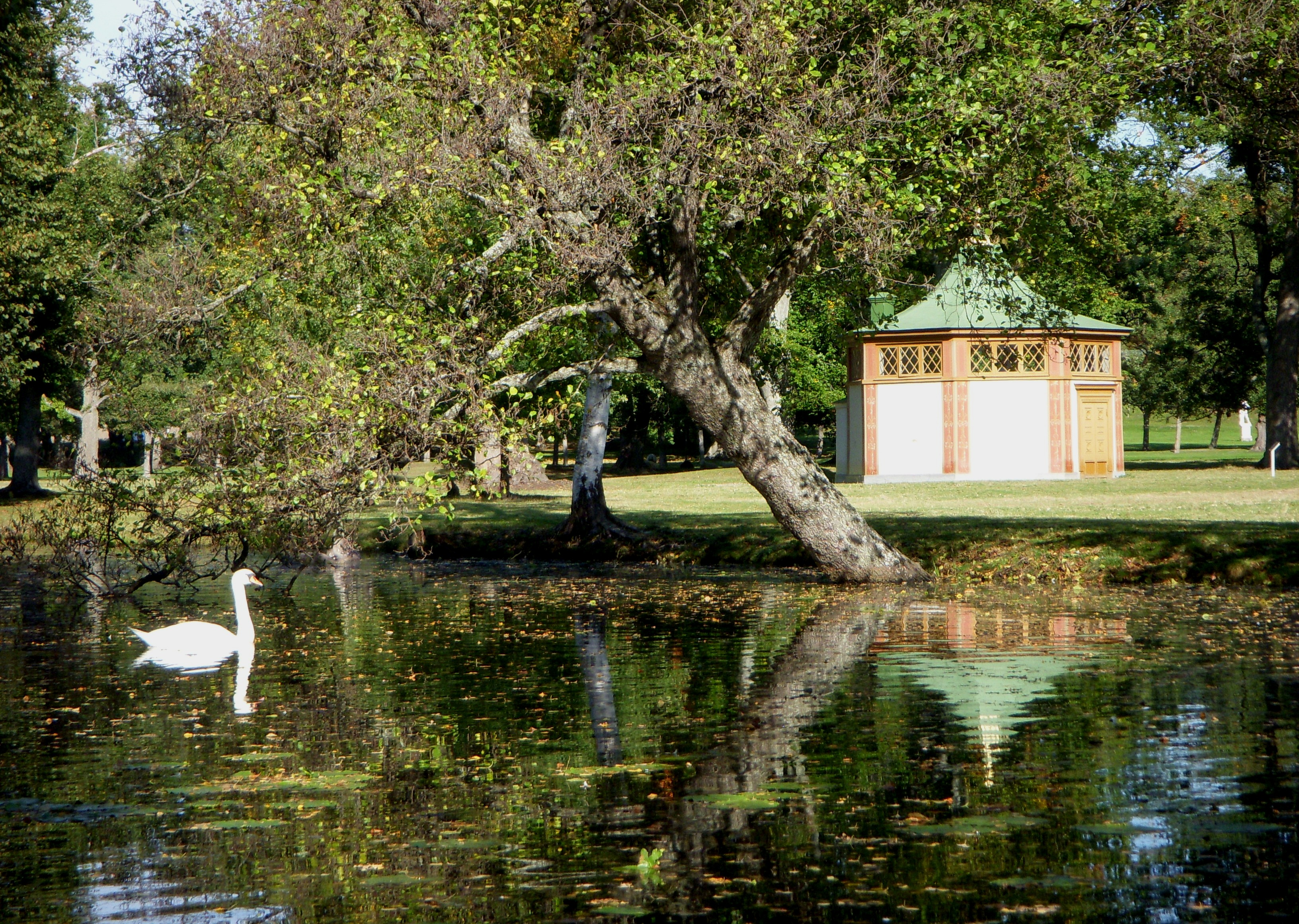
Svanholmen med svanhuset.
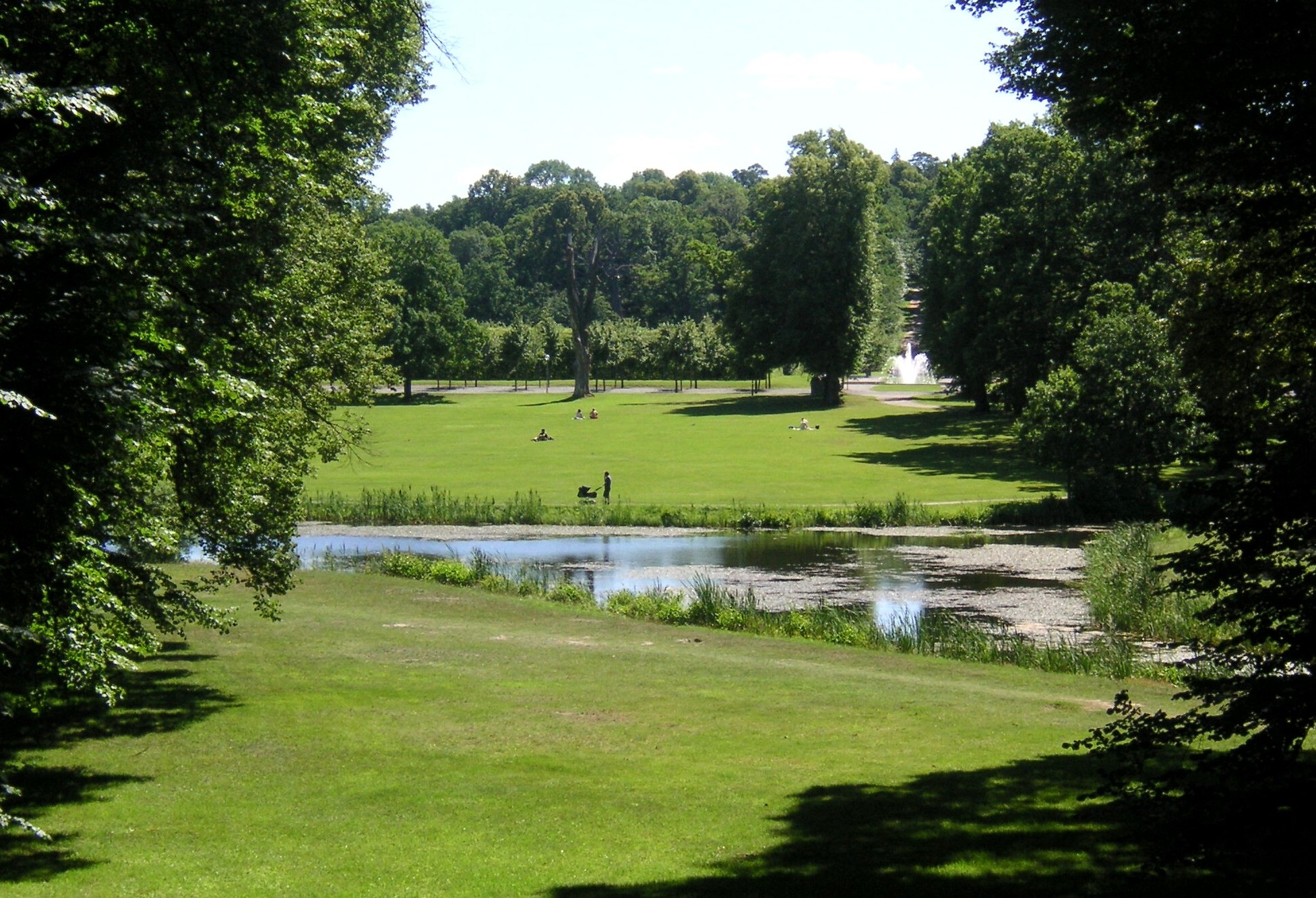
Engelska parken, vy mot sydväst.
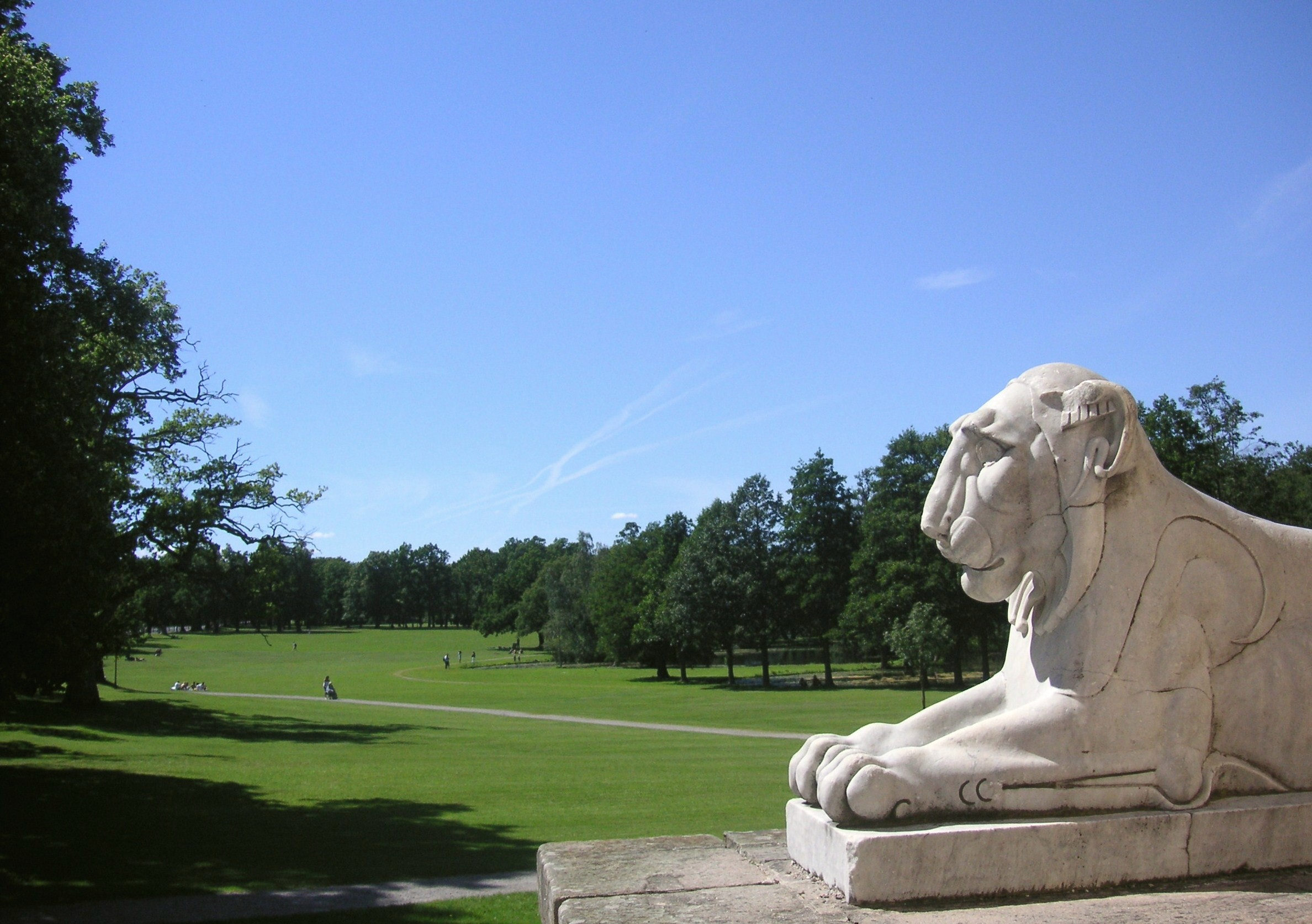
Engelska parken från teatern.

### Nyttoträdgården och orangeriet
Strax öster om teatern, ungefär där parkeringen idag ligger, låg vid tiden för den första slottsbyggnaden, nyttoträdgården som gav slottet frukt och grönsaker. Kvar lär finnas ett päronträd och ett fält storbladig pestskråpa.
På 1600-talet tillkom ett orangeri där det odlades utplanteringsväxter. Detta flyttades på 1790-talet till ett område strax norr om den engelska parken.

### Norra och södra grinden
Norra och södra grinden eller norra och södra portalen bildar entrén till slottsträdgården. De står i förlängningen av lindallén och är utförda i smide med förgylld ornamentik som innehåller Hedvig Eleonoras krönta spegelmonogram högst upp. De praktfulla grindarna skapades 1695 av trädgårdsarkitekten Johan Hårleman och monterades upp 1697. Den södra grinden ligger inom den för allmänheten avspärrade delen, men den norra grinden är tillgänglig för besökare.

### Drottningholms slotts skulpturpark
Drottningholms slotts skulpturpark är Sveriges äldsta skulpturpark. Skulpturer var en självklar del av barockens trädgårdskonst och redan från 1684 började Hedvig Eleonora placera ut ett antal skulpturer av Adriaen de Vries i parken utanför slottet. Dessa skulpturer var en del av de krigsbyten som tagits av svenska arméer, dels i juli 1648 i trettioåriga krigets slutskede i Prag och dels under kriget med Danmark 1658-60 på Frederiksborgs slott 1659.
Vid slutet av frihetstiden var 28 skulpturer utplacerade i slottsparken, vilket var ett avsevärt antal i det då i övrigt skulpturfattiga Sverige. Alltsedan dess har Drottningholms slott varit den största skulpturparken i Sverige. I parken står idag 46 friskulpturer. Samtliga marmorskulpturer är numera avgjutningar i konstmaterial. Skulpturerna som har smyckat parken genom århundraden har inte mått bra av kyla och regn.  År 1991 började man därför att gjuta av originalen. Vi kan nu se avgjutningarna i parken, medan originalen finns i Museum de Vries, som är inrymt i före detta Dragonstallet på Drottningholmsmalmen nära Drottningholms slott. Skulpturerna i Museum de Vries ägs av svenska staten genom Nationalmuseum. 

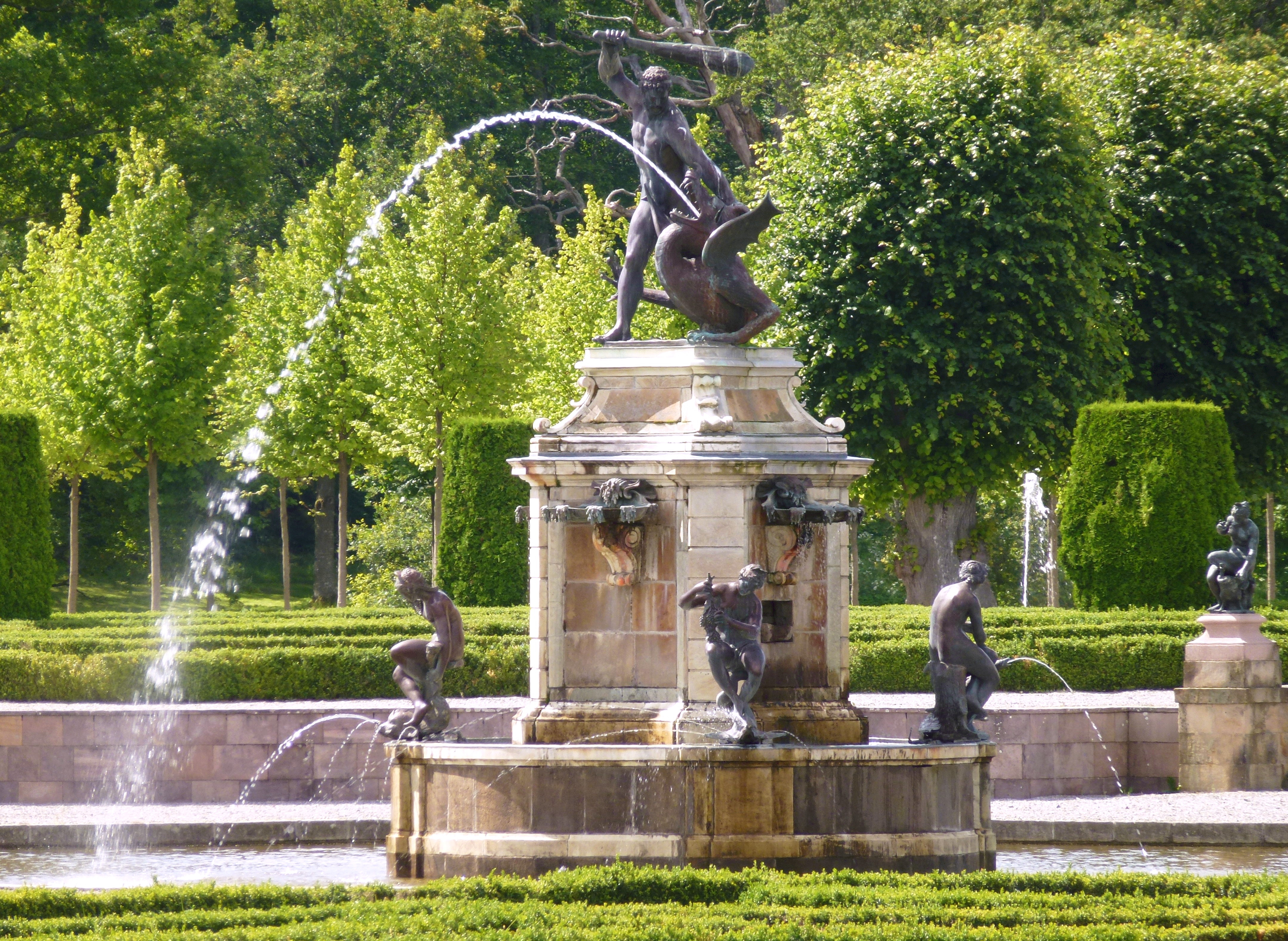
Herkulesfontänen.
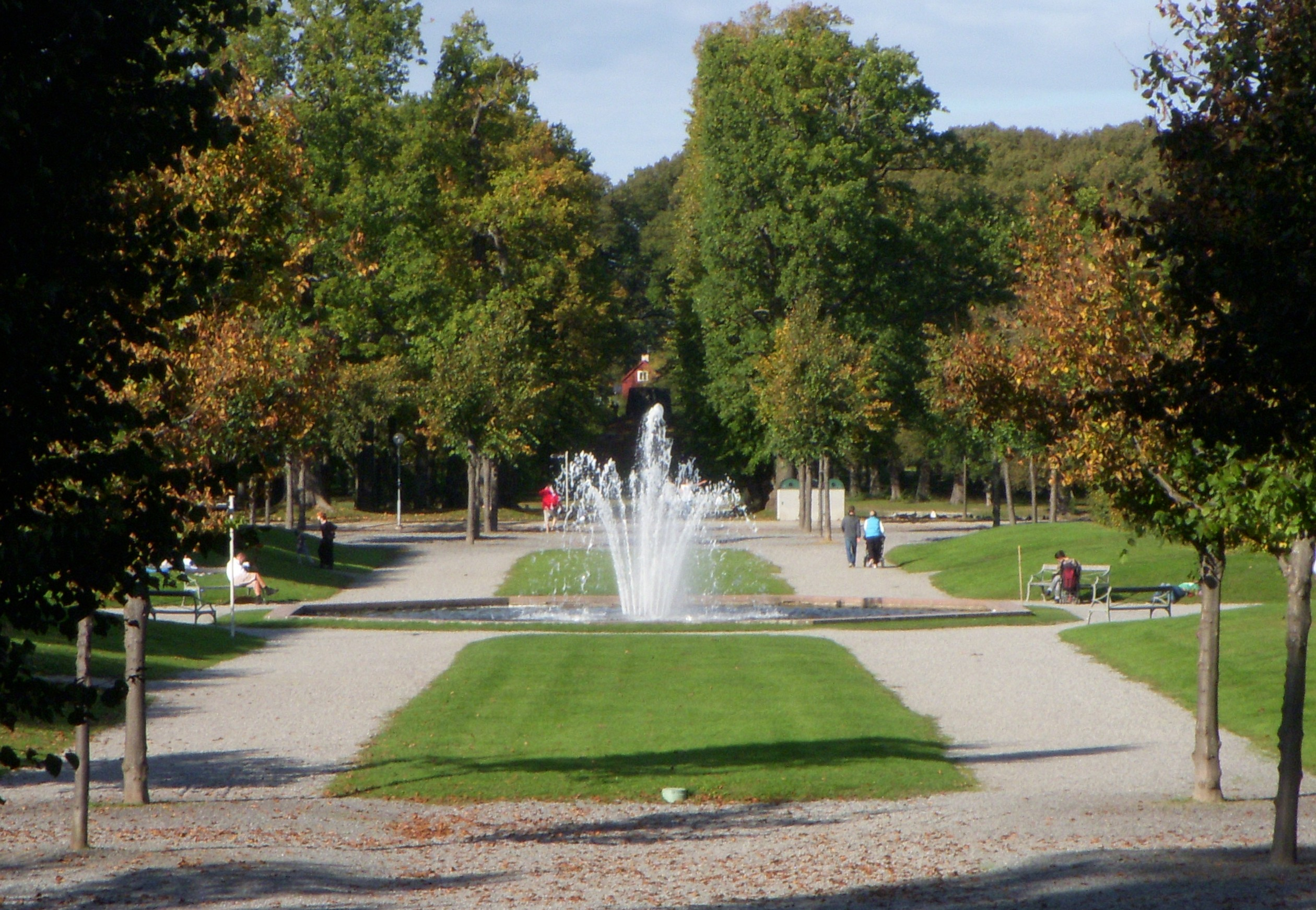
Fontänen Kronan mot norr.
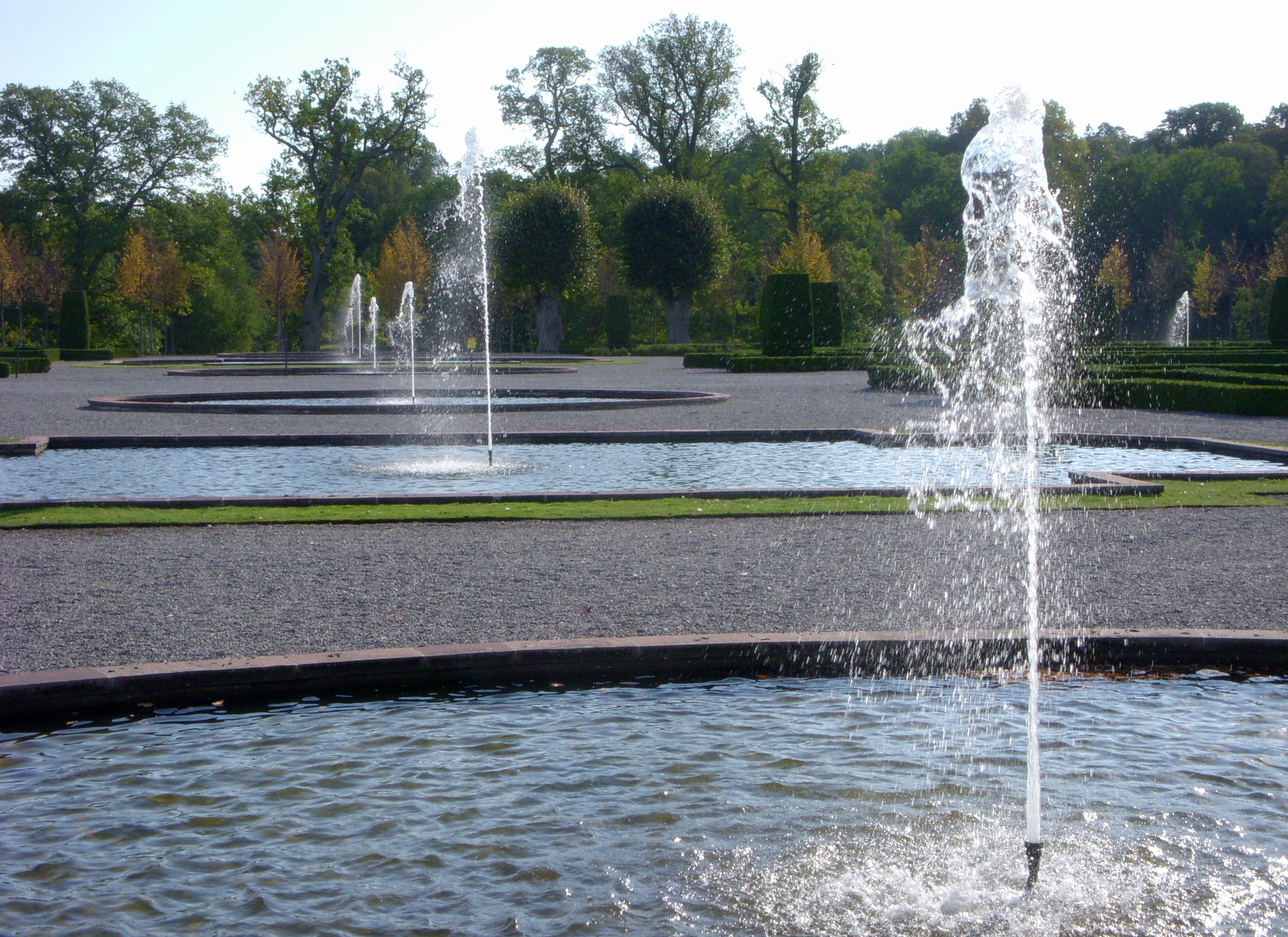
Fontänraden på Vattenparterren.
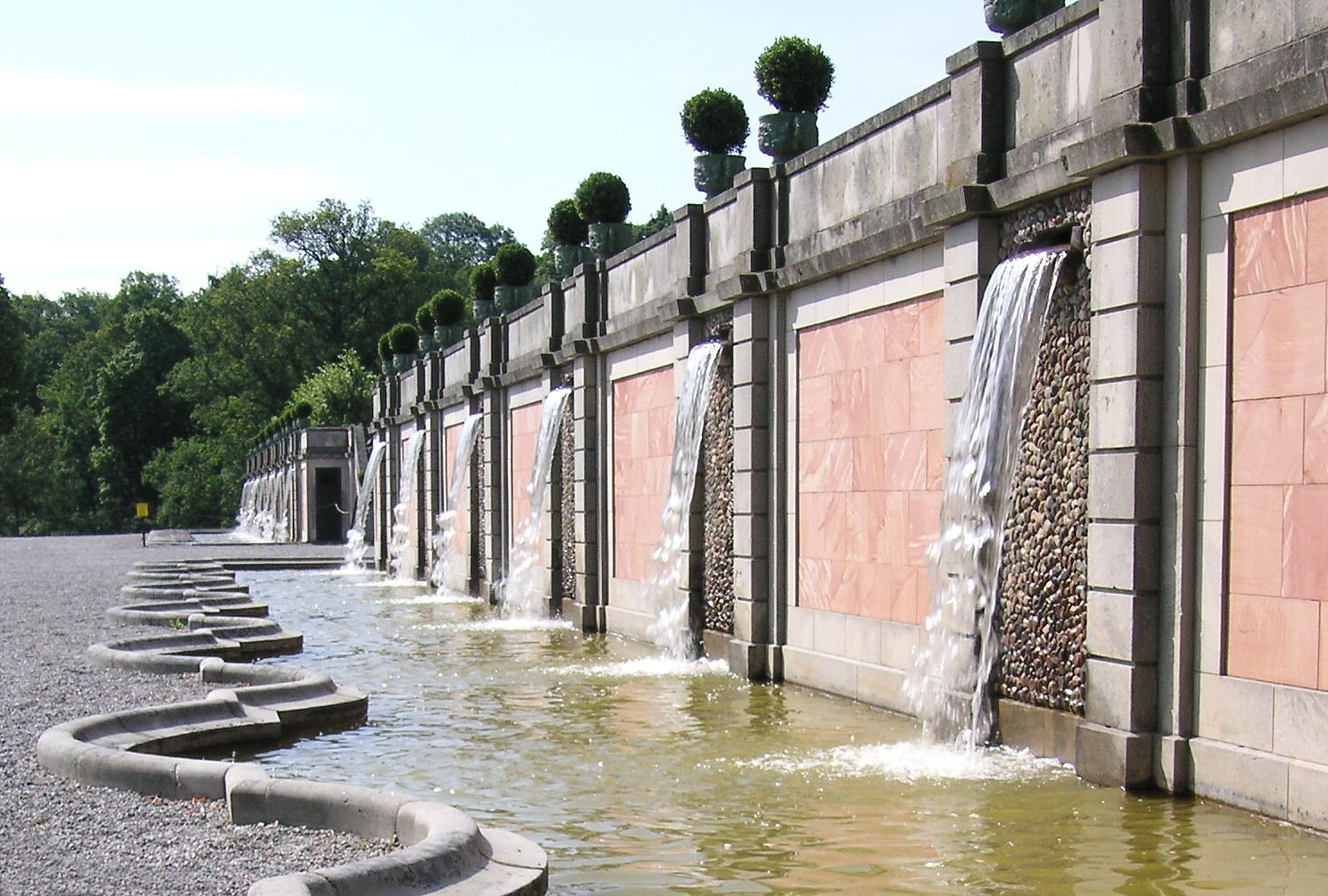
De 14 Kaskaderna.

### Herkulesfontänen, Kaskaderna och Kronan
Herkulesfontänen restes under senare delen av 1680-talet och placerades utefter centralaxeln, mellan parterrerna i barockdelen av Drottningholms slottspark, lustträdgården. Den är en av de mest prominenta konstnärliga utsmyckningarna i parken. Änkedrottningen Hedvig Eleonora hade ursprungligen planerat en skulpturgrupp av Nicolaes Millich på denna plats, men ångrat sig innan beställningen fullgjorts. Istället flyttades från 1684 tidigare magasinerade bronsskulpturer av främst Adriaen de Vries till parken, vilka tagits som krigsrov i Prag under trettioåriga krigets slutskede 1648.
Drottningholms kaskader är ett vattenspel inom slottets barockträdgård, ritad av Nicodemus Tessin d.y. De består av sju mindre vattenfall på vardera sida om mittgången mellan Vattenparterren och Boskékvarteren och började byggas 1685, men fungerade inte och revs 1820. När barockträdgården restaurerades under Gustaf VI Adolfs tid föddes tanken att även kaskaderna skulle rekonstrueras. Uppdraget gick till dåvarande slottsarkitekten Ivar Tengbom, som ritade en förenklad version av Tessins ursprungliga anläggning, vilken stod klar den 16 juni 1961. Med hjälp av en modern pumpanläggning och tidsenliga rörinstallationer matades kaskaderna samt den närbelägna fontänen Kronan och barockparkens fontäner och kaskader fungerade för första gången så som det var tänkt 300 år tidigare.

### Floras kulle, Sofia Albertinas trädgård och hundkyrkogården
I slutet av en rak allé utgående från Kina slott mot öster ligger Floras kulle. Mitt i en rondell står en marmorskulptur som visar gudinnan Flora. Skulpturen är dock en avgjutning i konstmaterial, originalet förvaras i Museum de Vries. Området är anlagt i slutet 1790-talet ursprungligen på initiativ av Gustav III. Han hade även planerat att den Kinesiska pagoden skulle uppföras här, som en point de vue (slutpunkt i en syftlinje), men därav blev inget. Floras kulle ligger inom den för allmänheten avspärrade delen av parken.
Söder om Floras kulle finns resterna efter prinsessan Sofia Albertinas trädgård. Den anlades i mitten av 1770-talet och bestod av en damm, byggnader och ett menageri för hönsfåglar. Bara den igenväxta dammen är kvar i dag.
I närheten ligger en kunglig hundkyrkogård, några gravstenar med inskriptioner som "Eisei 1959–1973", "Tusse", "Mentor" och "Pascha 1928" erinrar om vilka djur som begravdes här. Eisei var Gustaf VI Adolfs pekinges.

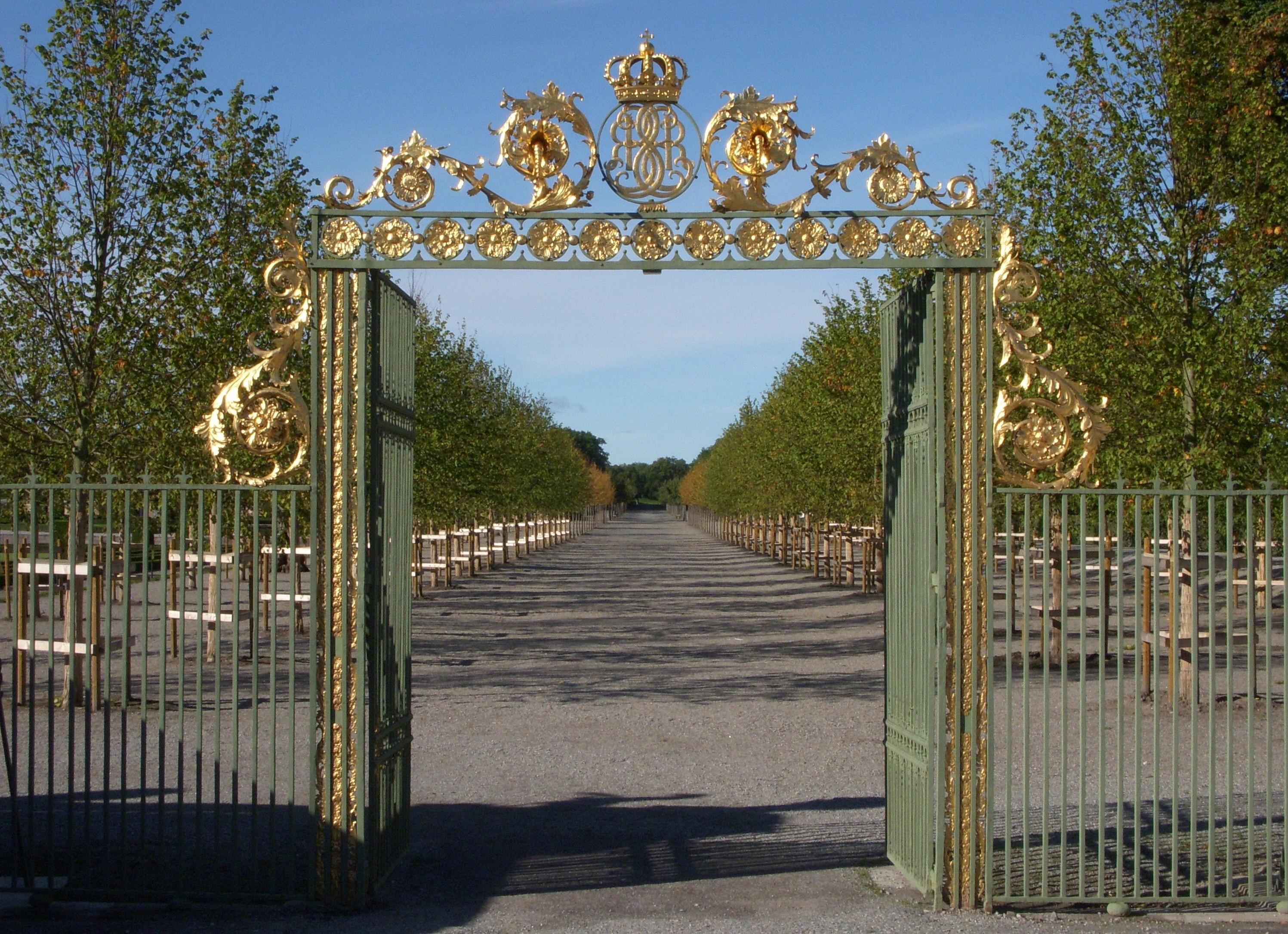
Norra grinden.
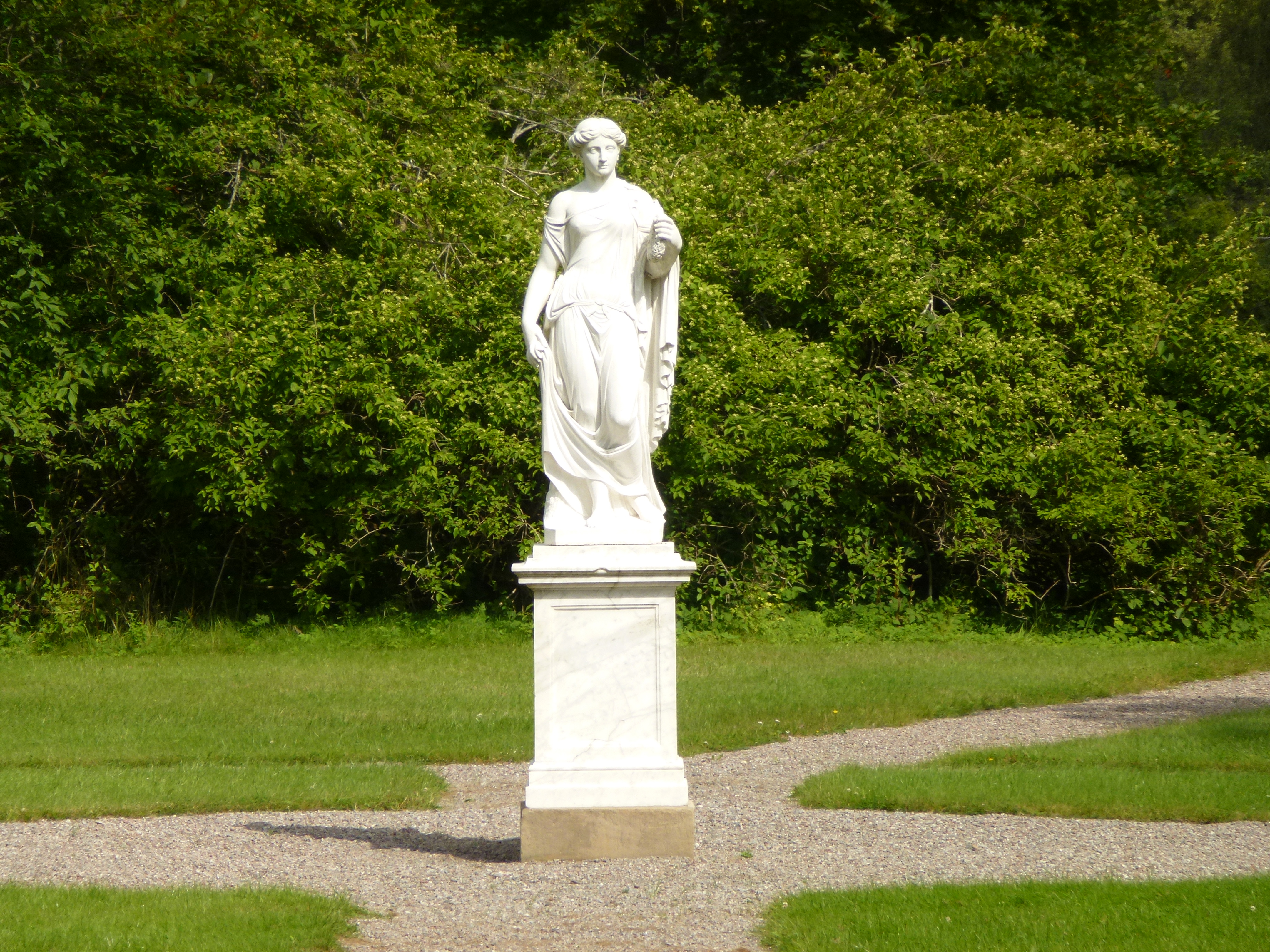
Floras kulle med "Flora".
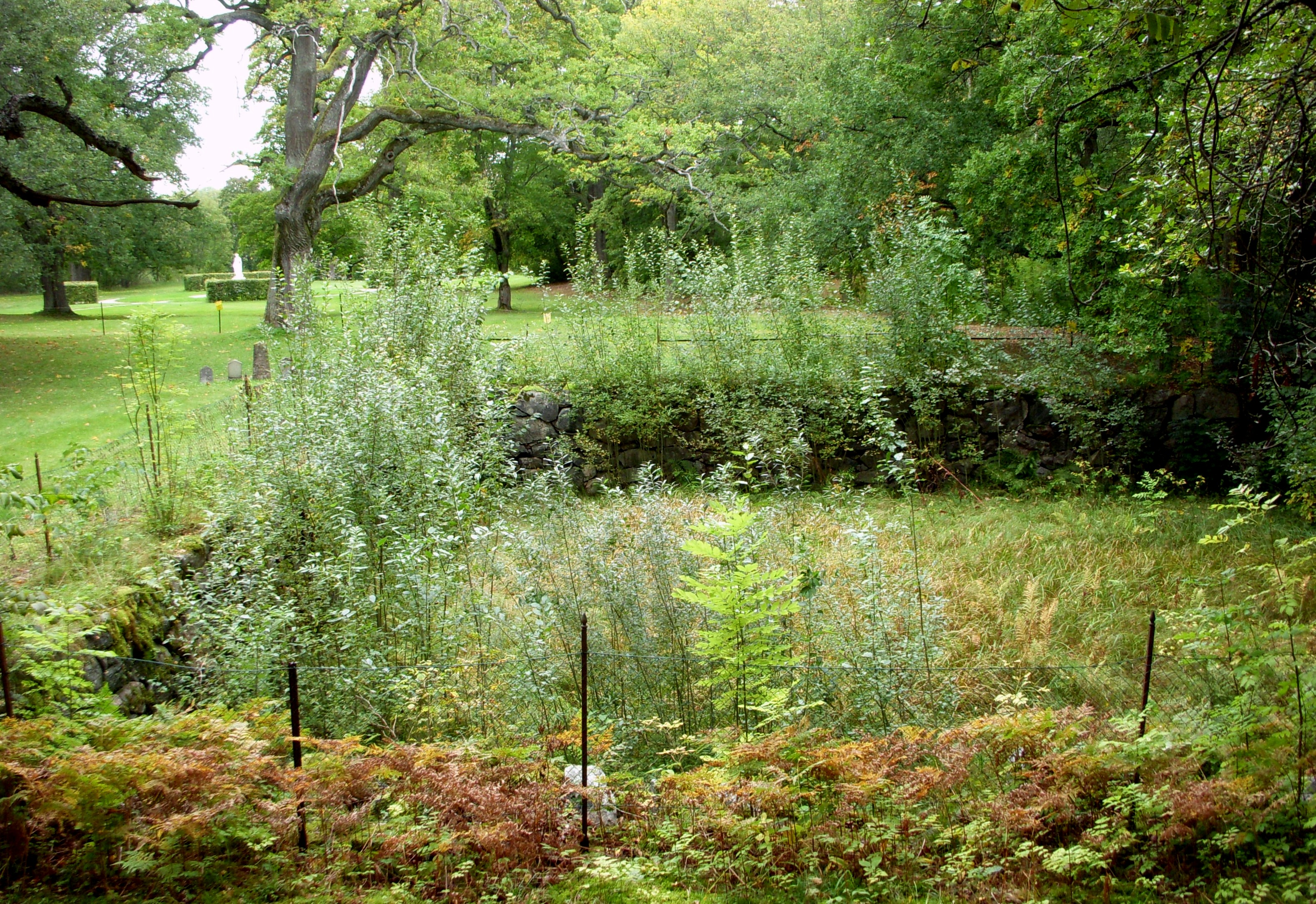
Den igenväxta dammen efter Sofia Albertinas trädgård.
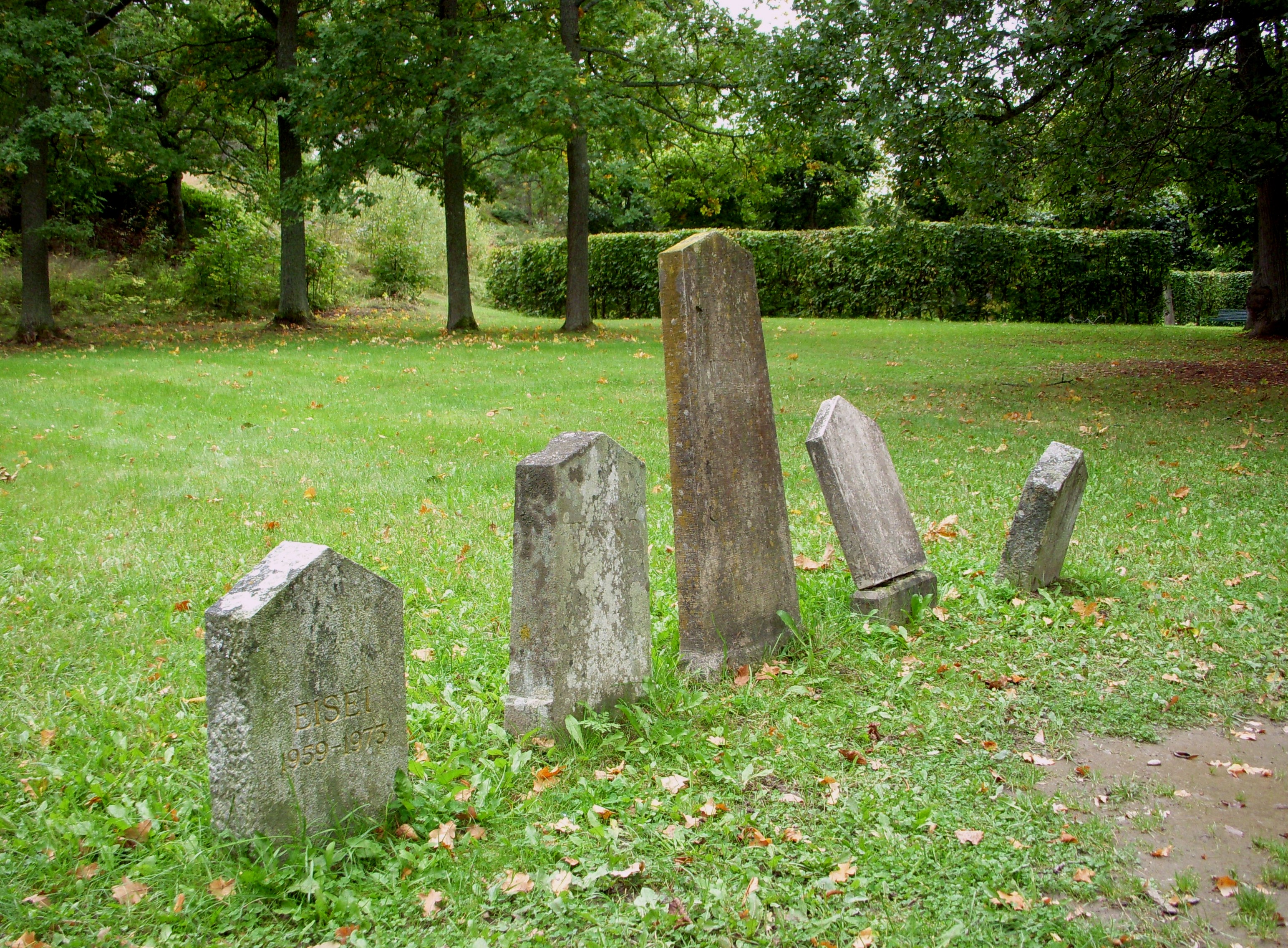
Kungliga hundkyrkogården.

### Trädgårdsutställning 2012
Trädgårdsutställningen med tillägget "...till nytta och nöje under 350 år" sträckte sig över 1800 m² vid Kina slott och skulle illustrera en kulturhistorisk resa i Drottningholms slottspark och vidare ut i Ekerö kommun, som kallas ”Stockholms trädgård”. Utställningen var ett samarbete mellan Drottningholms slottsförvaltning, Statens fastighetsverk och Ekerö kommun samt EU. Utställningen började vid Kina slott och var uppbyggd av sex separata trädgårdsrum där informationstavlor informerade om historisk och nutida trädgårdsodling på Drottningholm och Ekerö. Utställningen var den största i slottsparkens historia.

### Julmarknad på Drottningholm
Julmarknaden på Drottningholms slott är ett årligt återkommande arrangemang som äger rum på Teaterplanen framför Drottningholms slottsteater. Man erbjuder en traditionell marknad med handverksyrken exempelvis smeder, ljusstöpare, halmslöjdare och textilare. I flera bodar saluförs småskalig producerad mat som ost, bröd, senap, honung, sötsaker, fisk, glögg, skinka, korv och andra delikatesser. Marknaden hålls i regel andra adventshelgen (lördag och söndag). Under marknadsdagarna brukar slottet hålla öppet för egen rundvandring.

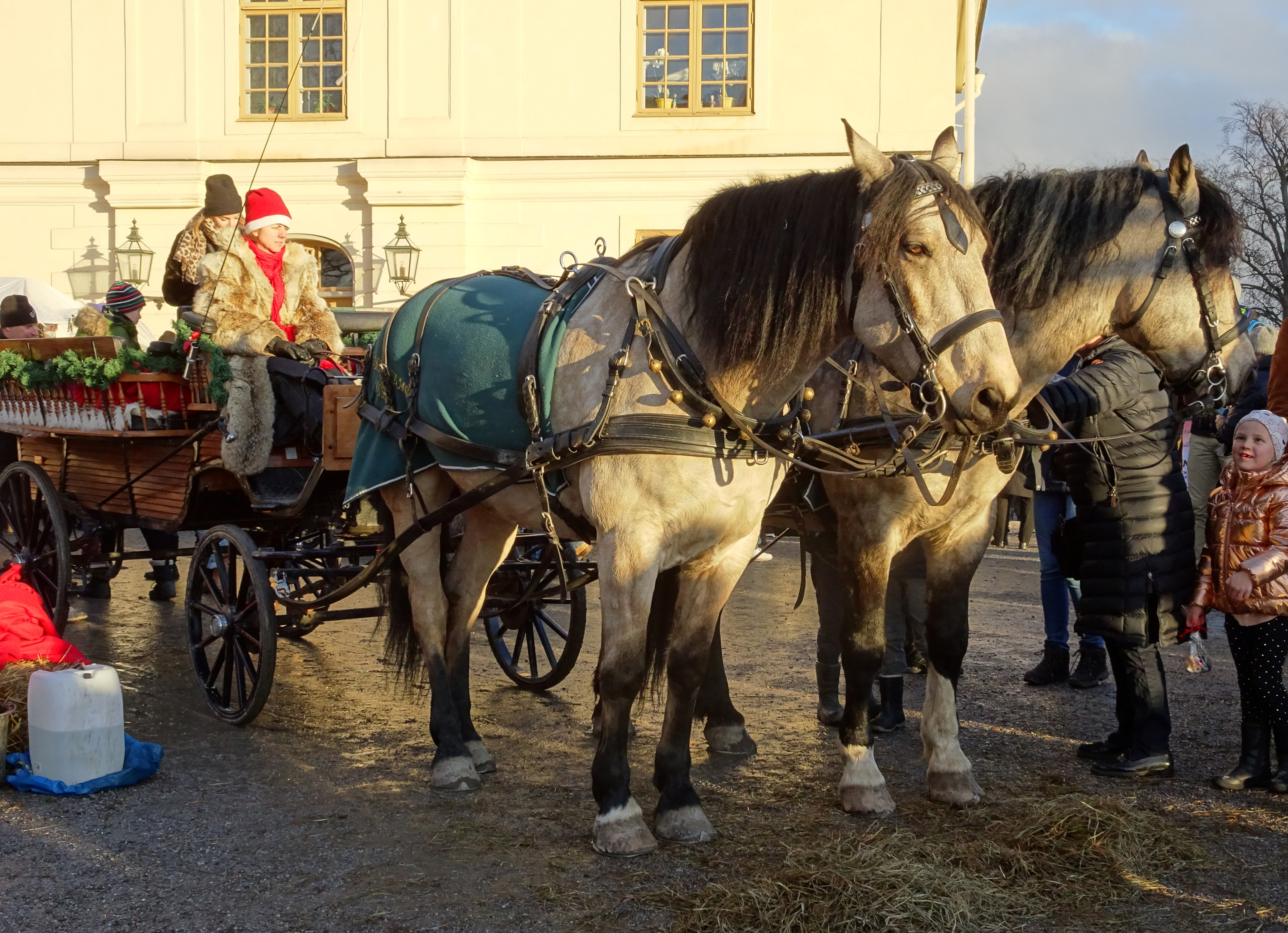
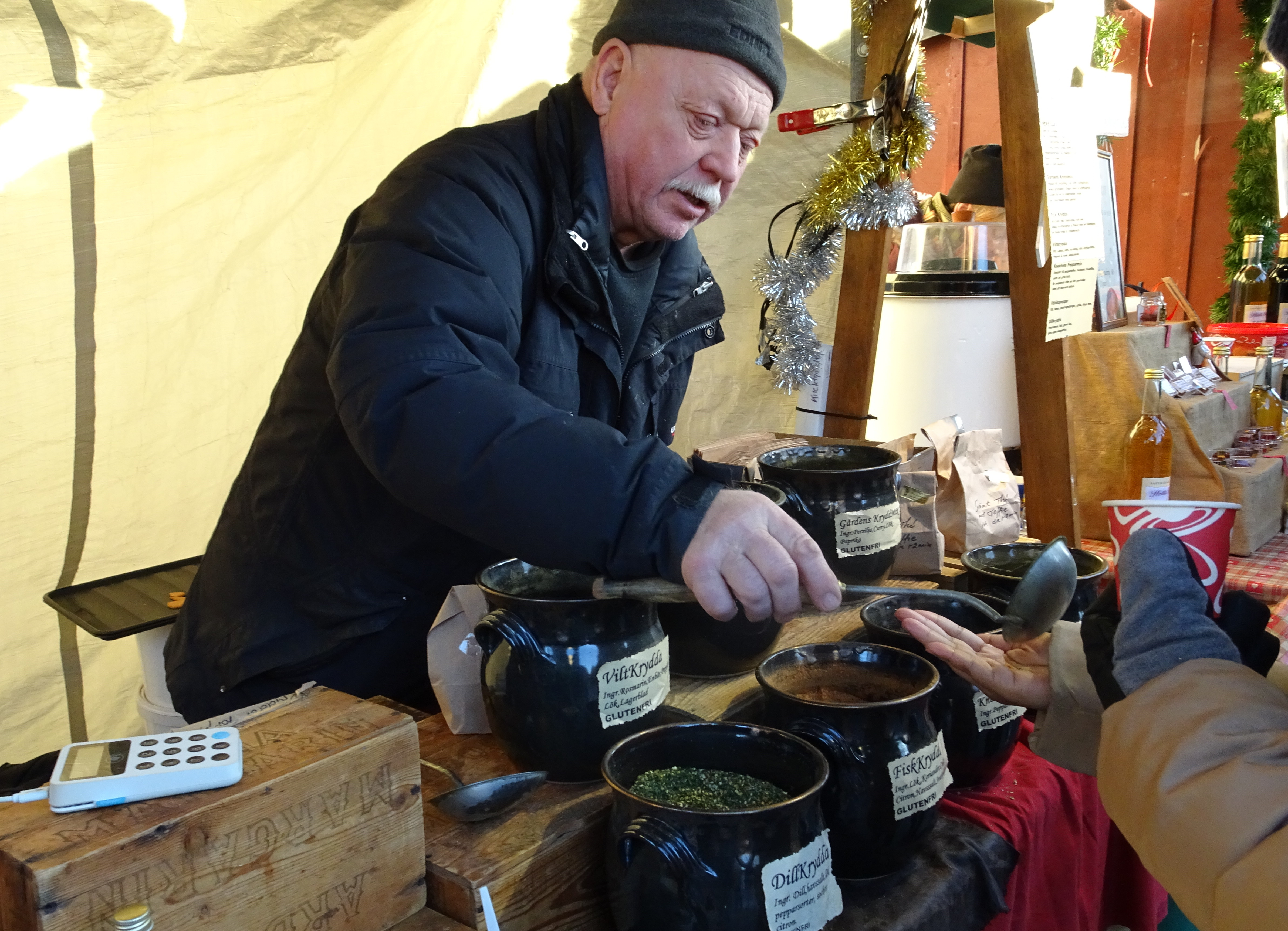
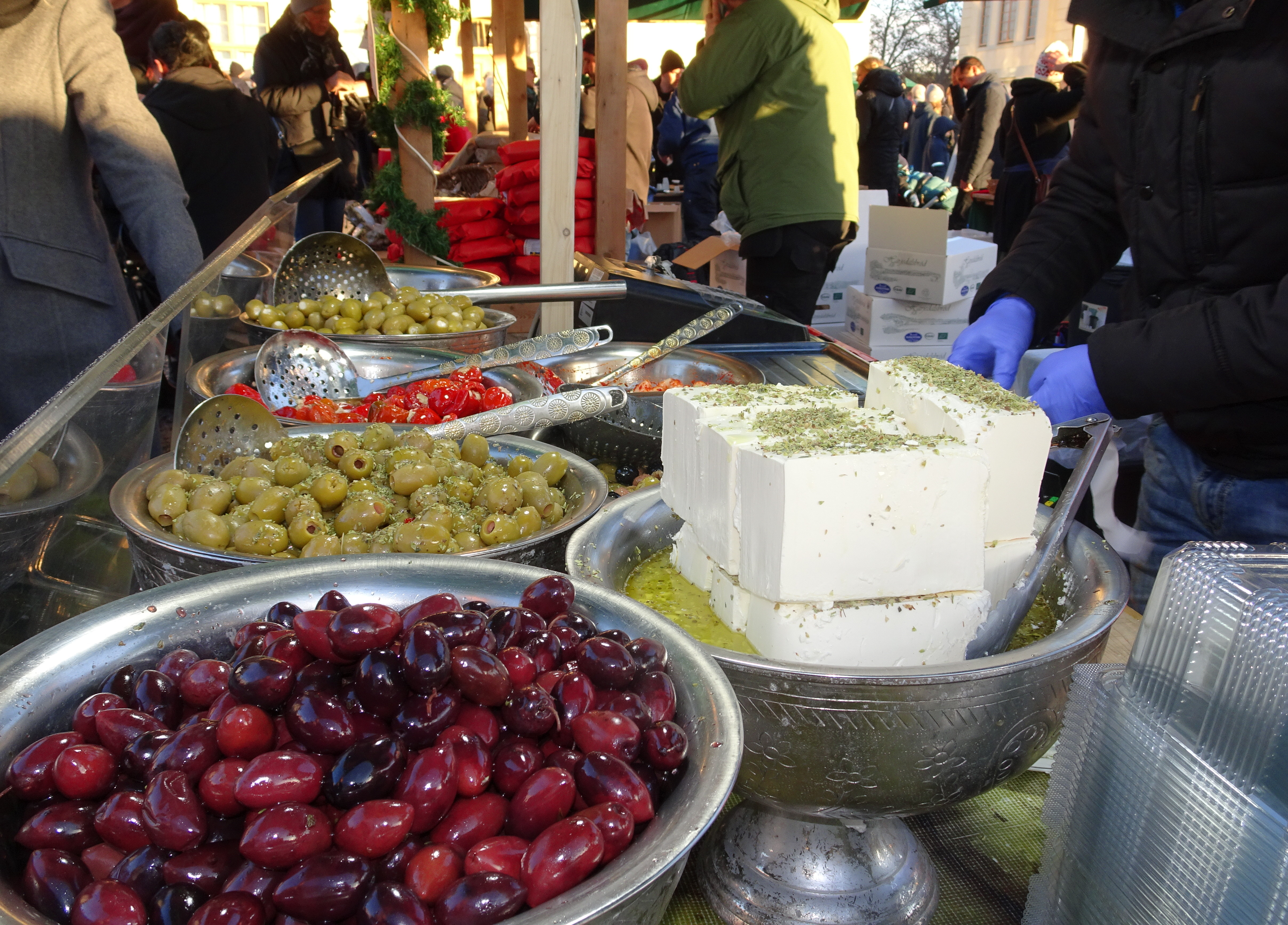
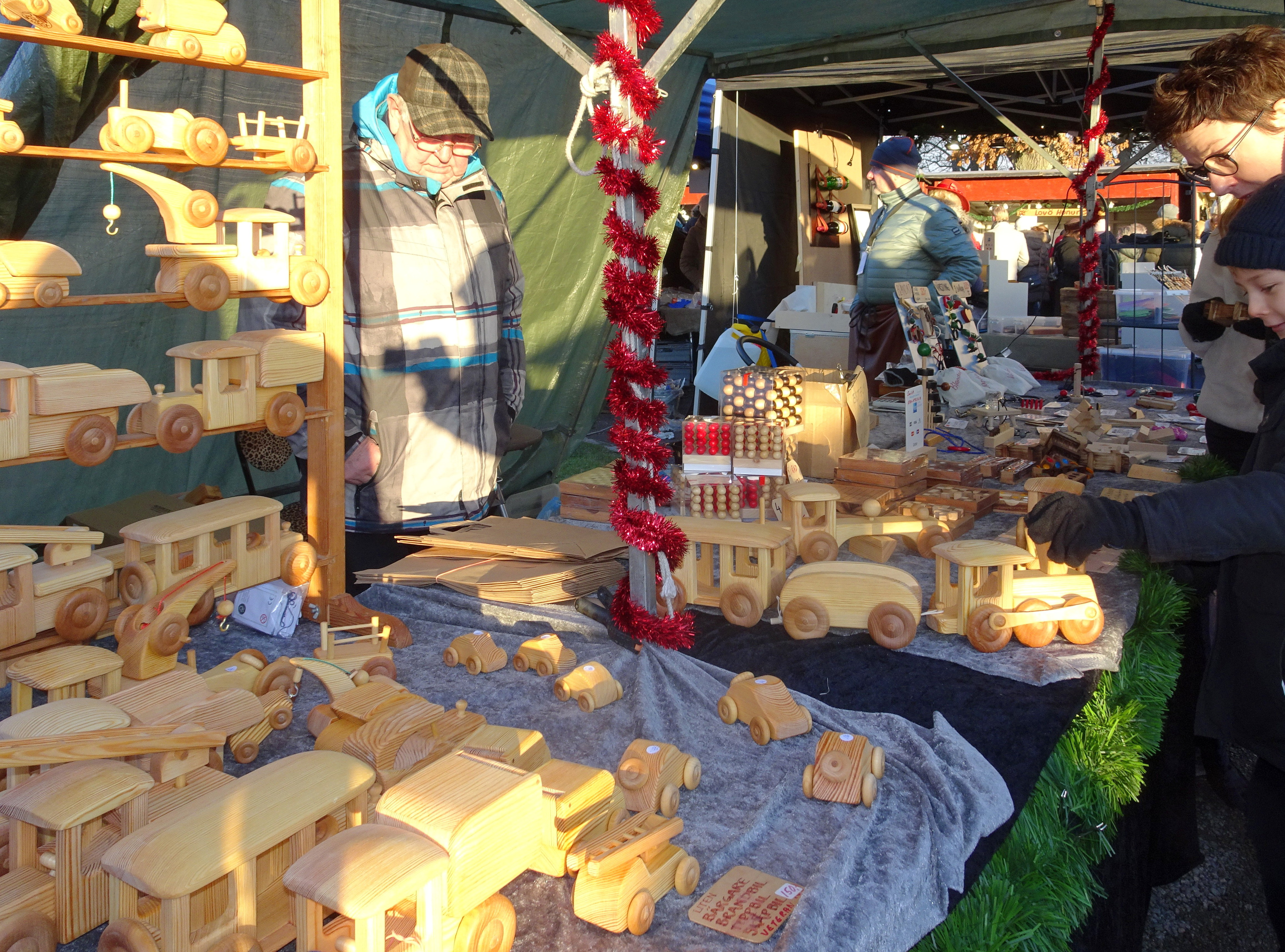

## Övriga byggnader och områden

### Drottningholmsteatern med Déjeunersalongen
Drottningholmsteatern är en unik 1700-talsteater – den bäst bevarade i världen – med ett avancerat maskineri som möjliggör dekorväxlingar inför öppen ridå. De ursprungliga dekorerna är numera kopierade och bevarade. Dessutom har teatern falluckor, rörliga vågor, ljusmaskineri samt vind- och åskapparater som bidrar till att skapa föreställningarnas stämning. Dess scen hör fortfarande till landets djupaste, hela tjugo meter. Teatern anlades på initiativ av drottning Lovisa Ulrica, och ritades av Carl Fredrik Adelcrantz. Teatern stod klar 1766.
Déjeunersalongen (franska för frukostsalongen) är en salong inom slottsteatern. Salongen ritades 1791 av Louis Jean Desprez och restaurerades senast mellan 1998 och 2000 genom Statens fastighetsverk. Numera används salongen för olika festliga tillställningar som 2010 då Drottning Silvia invigde utställningen "Det dukade blomsterbordet - till fest och till vardags".

### Teaterplanen
Teaterplanen omges på tre sidor av dels Drottningholms slottsteater mot norr och dels fyra flygelbyggnader, två mot öster och två mot väster. På planens mitt står marmorstatyn Apollo di Belvedere. Flygelbyggnaderna mot öster uppfördes ursprungligen under 1760-talet och utgörs av Kyrkpaviljongen och Jaktpaviljongen. Mot väster ligger Drottningens paviljong och Hovmarskalksflygeln som byggdes under Gustav III:s tid efter ritningar av arkitekt Carl Fredrik Adelcrantz respektive Carl Christoffer Gjörwell den yngre, möjligtvis var även teaterarkitekten Louis Jean Desprez inblandat. Samtliga byggnader är byggnadsminnen och ingår i Drottningholms världsarv. I Jaktpaviljongens bottenvåning återfinns Teaterboden; slottsteaterns souvenirshop.

### Drottningholms slottsstall
Drottningholms slottsstall är beläget strax norr om slottskyrkan. Byggnaden uppfördes i etapper 1737 och 1770 och inrymmer idag lokaler för högvakten. År 1737 uppfördes byggnadens lägre del närmast slottet. Initiativet kom från drottning Ulrika Eleonora och uppdraget gick till arkitekt Carl Hårleman. Byggnaden skulle inrymma slottets vagnar och stall.

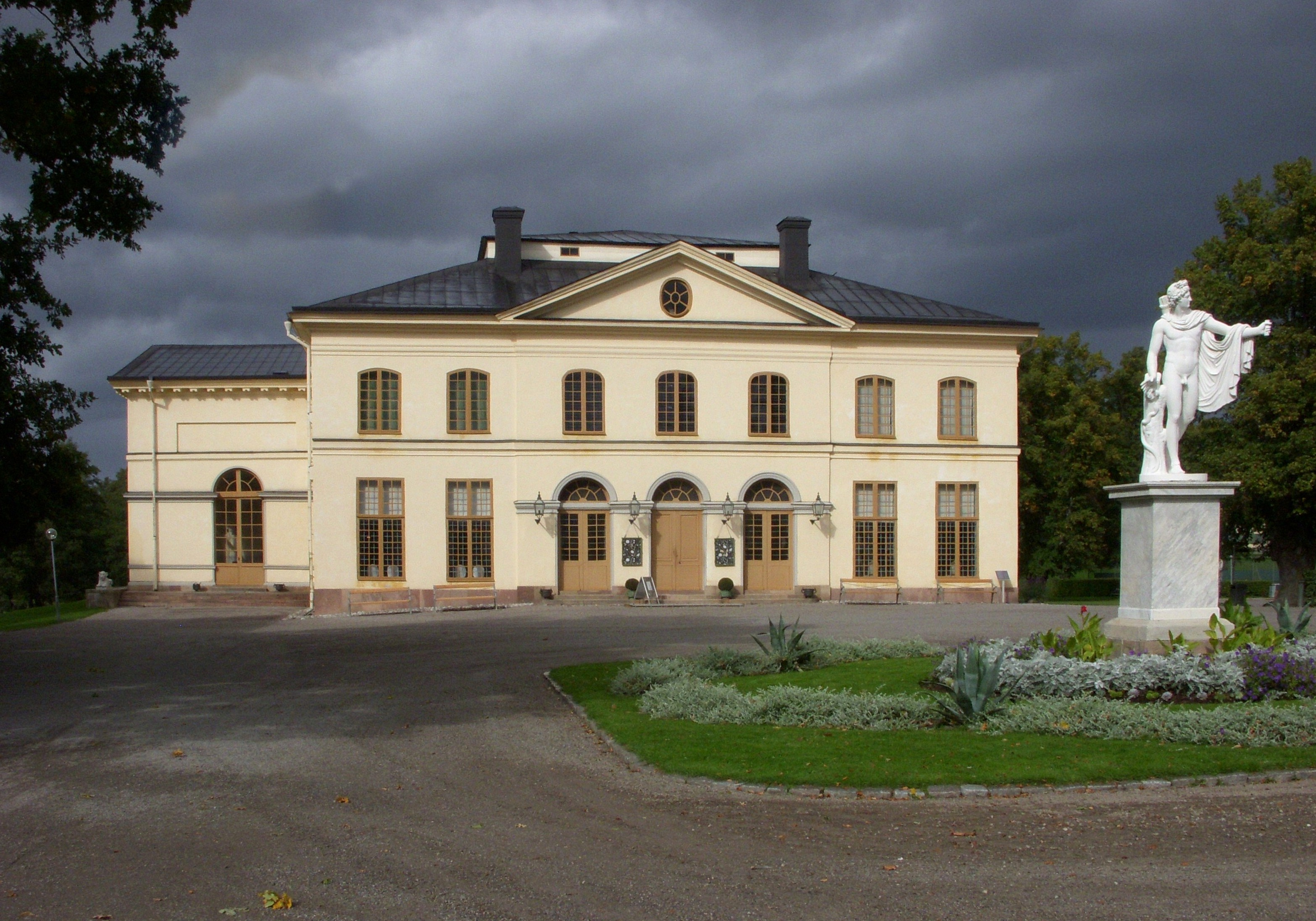
Drottningholms slottsteater med “Apollo di Belvedere”.
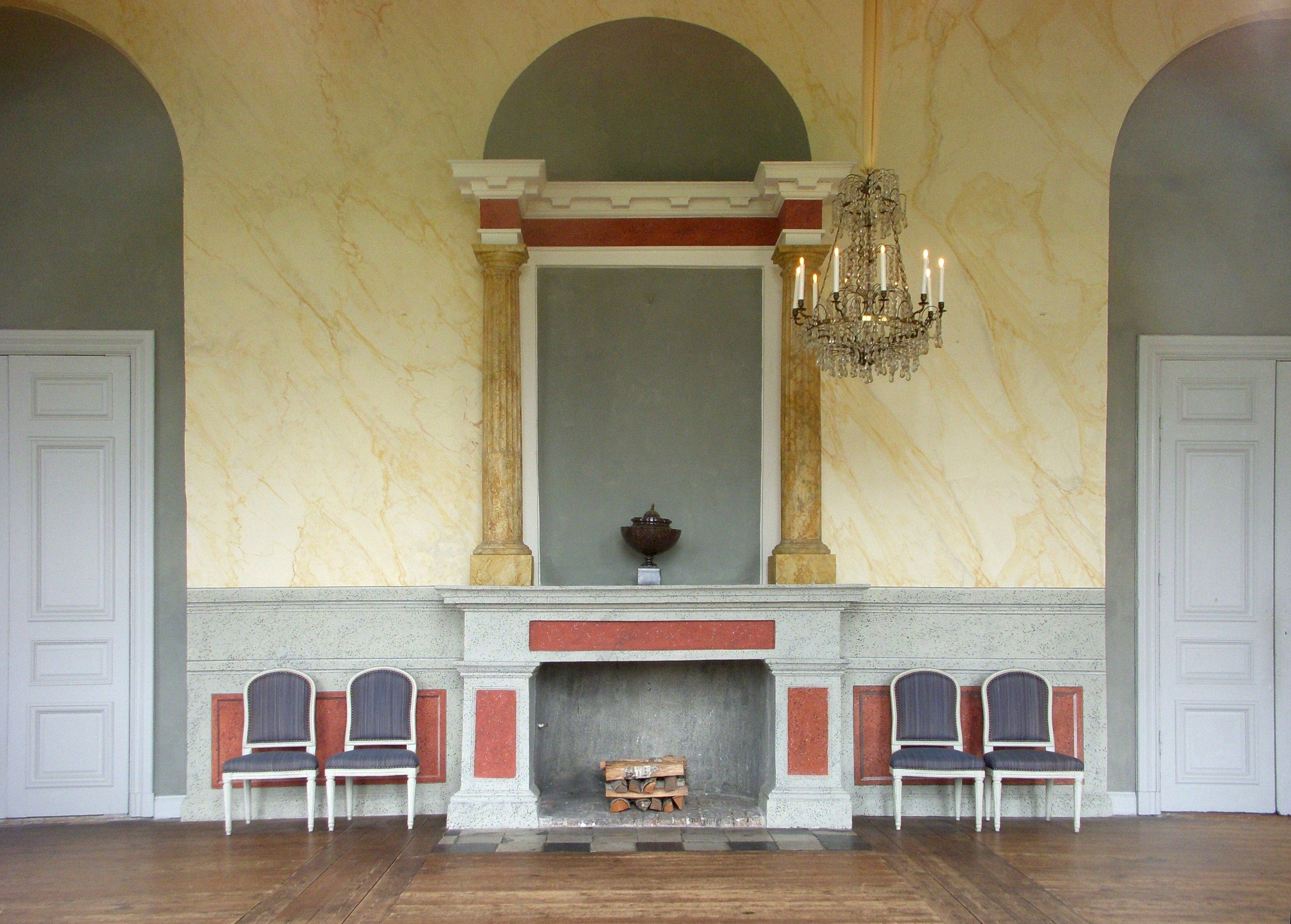
Déjeunersalongen i Drottningholms slottsteater.
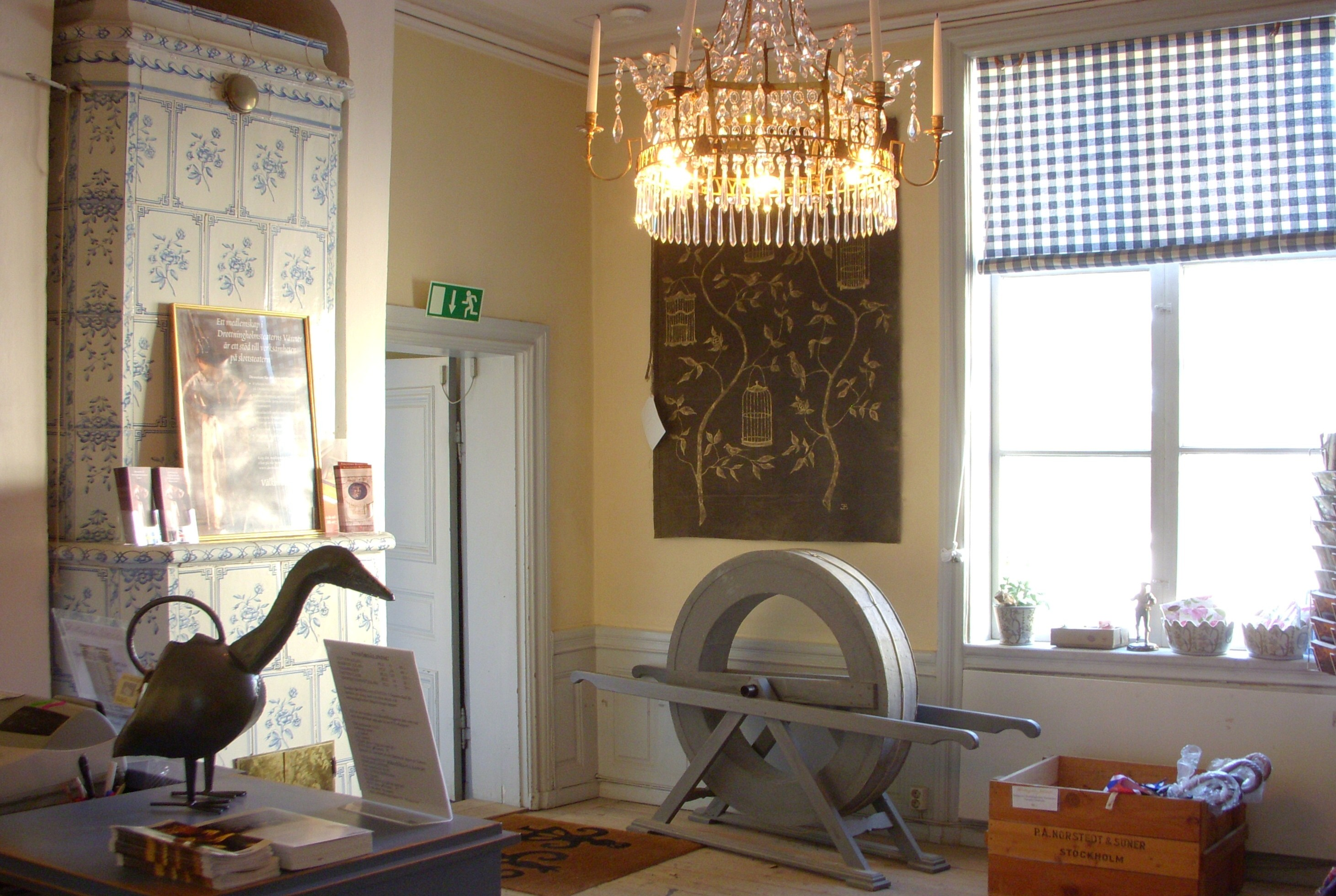
Teaterboden finns i Jaktpaviljongen.
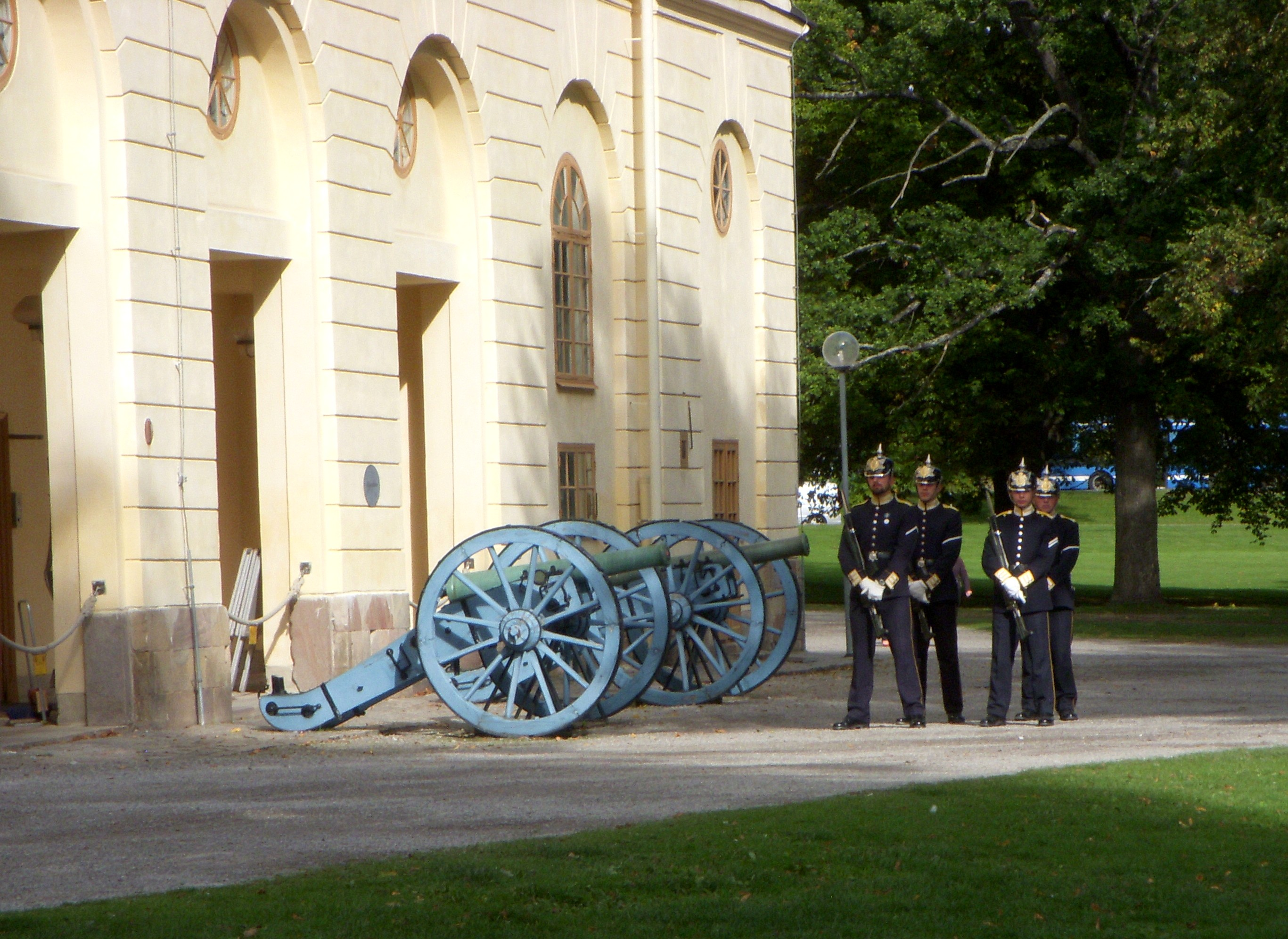
Högvakten utanför Drottningholms slottsstall.

### Kina slott, Confidencen och Lilla Kina
Den första slottsbyggnaden var en lätt paviljong med två flyglar i kinesisk stil. Byggnaderna uppfördes i förväg på Arsenalsgatan i Stockholm i knuttimmer och när allt var klart flottades delarna ut till Drottningholm, där de monterades ihop. Arkitekterna var troligen Carl Hårleman och Carl Johan Cronstedt. Paviljongen var då en överraskning och en födelsedagsgåva till drottning Lovisa Ulrika från kung Adolf Fredrik den 24 juli 1753.
Det nuvarande Kina slott, som ersatte den tidigare träpaviljongen från 1753, är ritat av Carl Fredrik Adelcrantz. Det började byggas 1763 och stod klart år 1769. Arkitekturen är i grunden fransk rokoko men har en exotisk karaktär, med kinesiska och orientaliska inslag som var högsta mode.
Confidencen (ej att förväxla med teatern Confidencen, Ulriksdals slott) är en paviljong nordväst om Kina slott. I Confidensen kunde mat- och serveringsbord hissas upp genom golvet i matsalen. Detta innebar att de kungliga kunde äta middag utan att betjäning var närvarande alltså en confidence.
Lilla Kina byggdes 1753 samtidigt med det första Kina slott som bostad för bössespännaren (jägaren) Maisch. Från 1700-talets slut kallades området för Cina boställe, som då utarrenderades på livstid åt Anna Sophia Hagman, hertig Fredrik Adolfs officiella mätress. Huset ligger i slutet av tre av Kina slotts kastanjealléer med adress Cantongatan 11.

### Vakttältet
Vakttältet är en byggnad i närheten av Kina slott. När Gustav III övertog Drottningholms slott år 1777 användes Kina slott av hovet och det blev nödvändigt att infoga en byggnad för vaktmanskapet. Det nya ”Corps de Garde-byggnaden” (eller Vakttältet) uppfördes under åren 1781–1782. Tältet är ritat av Carl Fredrik Adelcrantz, som även han ritade Kina slott och är utformat som ett turkiskt eller romerskt soldattält. Byggnaden påminner om Koppartälten i Hagaparken som skapades ungefär samtidigt av Louis Jean Desprez.

### Götiska tornet
Götiska tornet står i direkt anslutning väster om slottets engelska park. Det började byggas 1792 efter Louis Jean Desprez ritningar med blev aldrig helt fullbordat på grund av mordet på Gustav III. Tornets gestaltning är ett uttryck för romantikens genombrott under 1700-talets andra hälft. Götiska tornet är åttkantigt, har tre plan och 124 trappsteg. Högst upp finns en krenelering och byggnaden skulle troligen erinra om ett antikt försvarstorn.

### Kinesiska pagoden
Kinesiska pagoden hör till de byggnader som planerades av Gustav III men som aldrig blev uppförda. Vid Flora kulle, öster om Kina slott skulle en kinesisk pagod blir en sammanbindande “point de vue” (siktpunkt) mellan kinaanläggningen och den engelska parken tvärs över Tessins strikta barockpark. Piper upprättade flera förslag men inget av dem blev utförda, inte heller Louis Jean Desprez mera teatermässiga pagod, vilken godkändes av kungen “Haga den 19 juni 1788” byggdes.

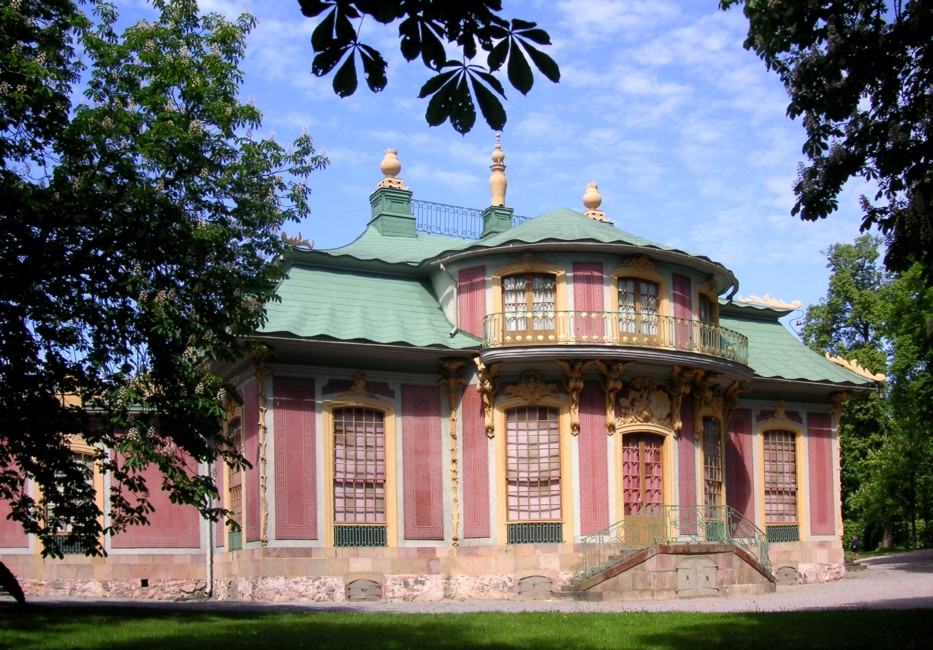
Kina slott.
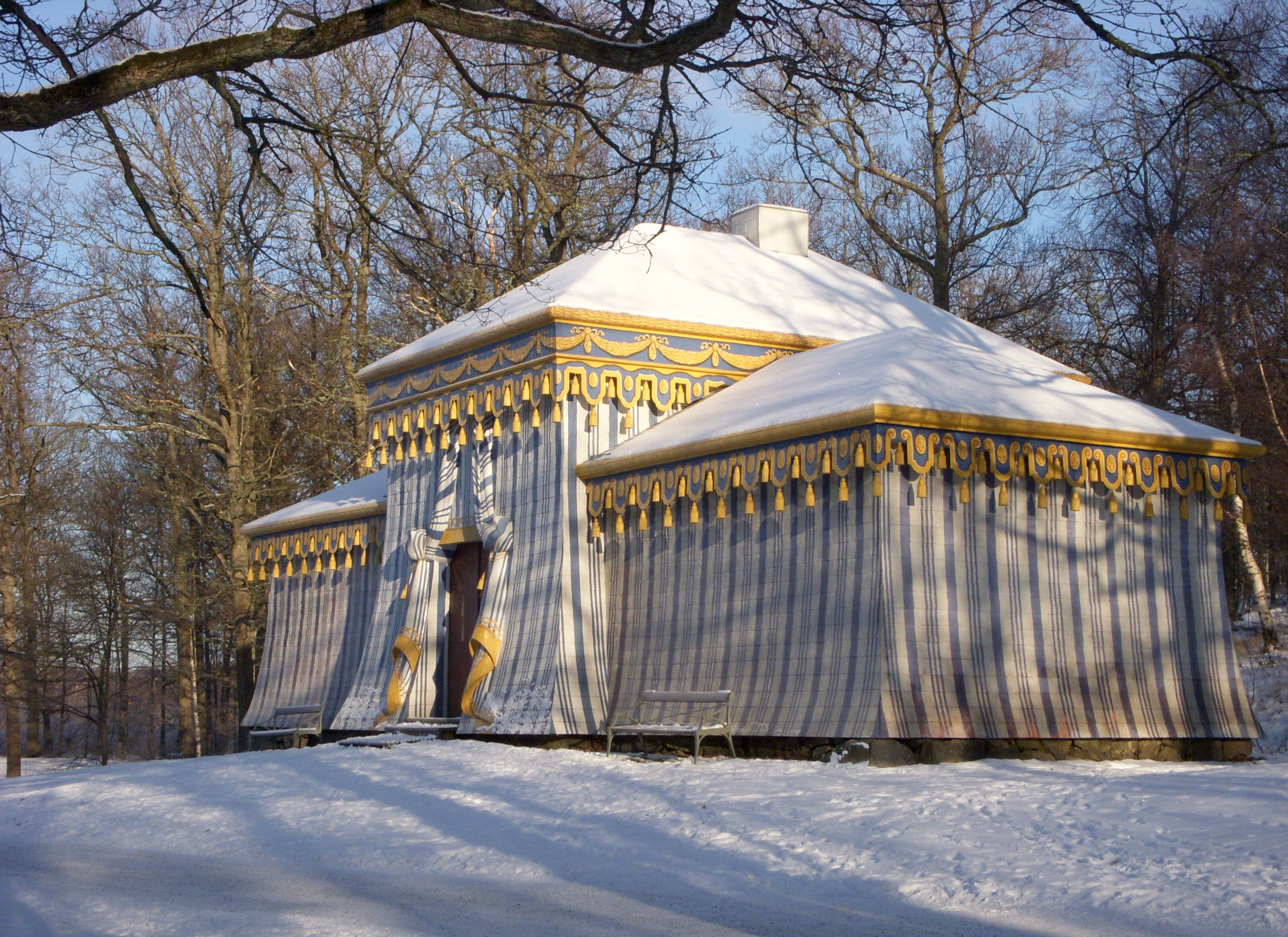
Vakttältet.
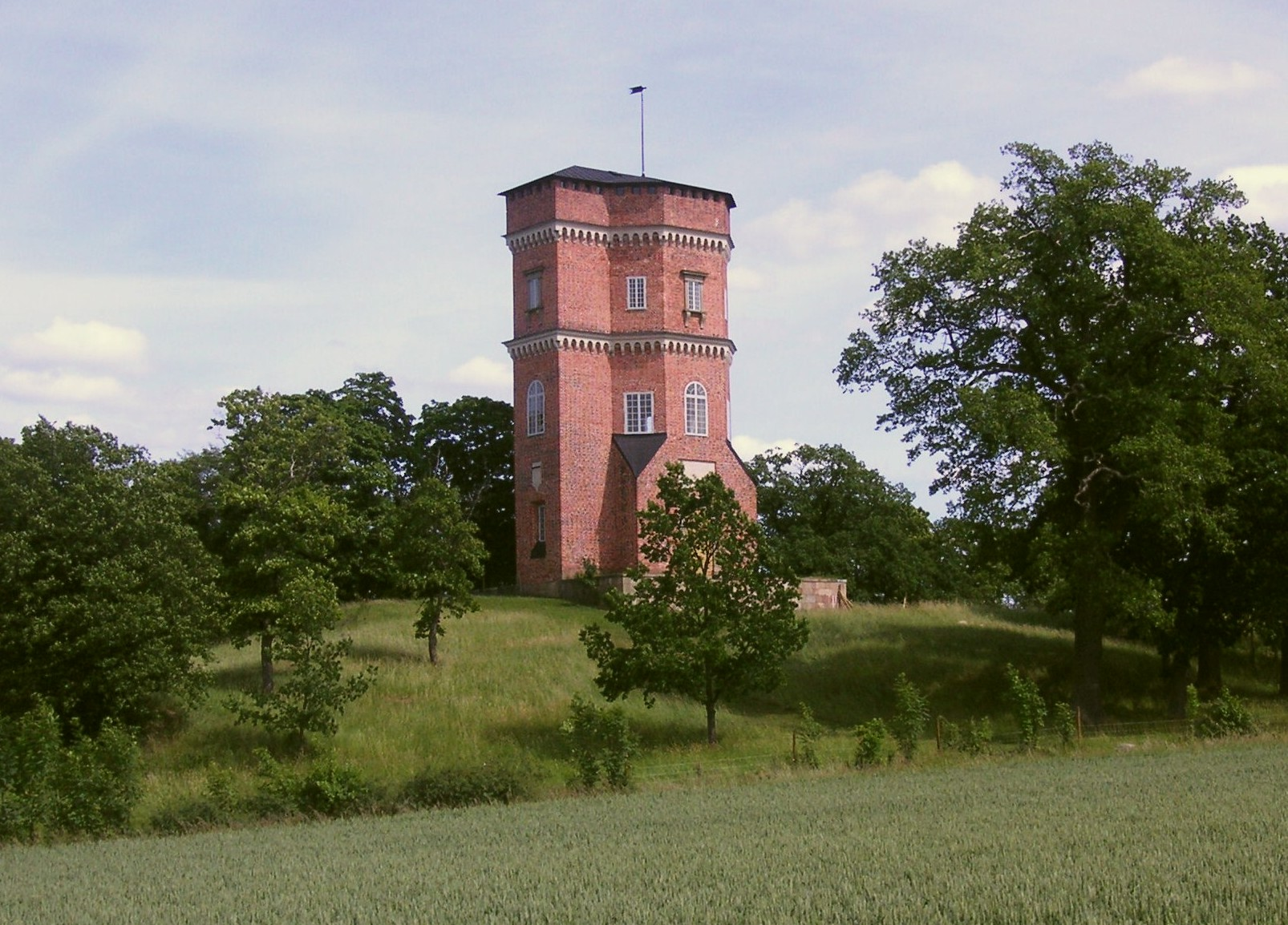
Götiska tornet.
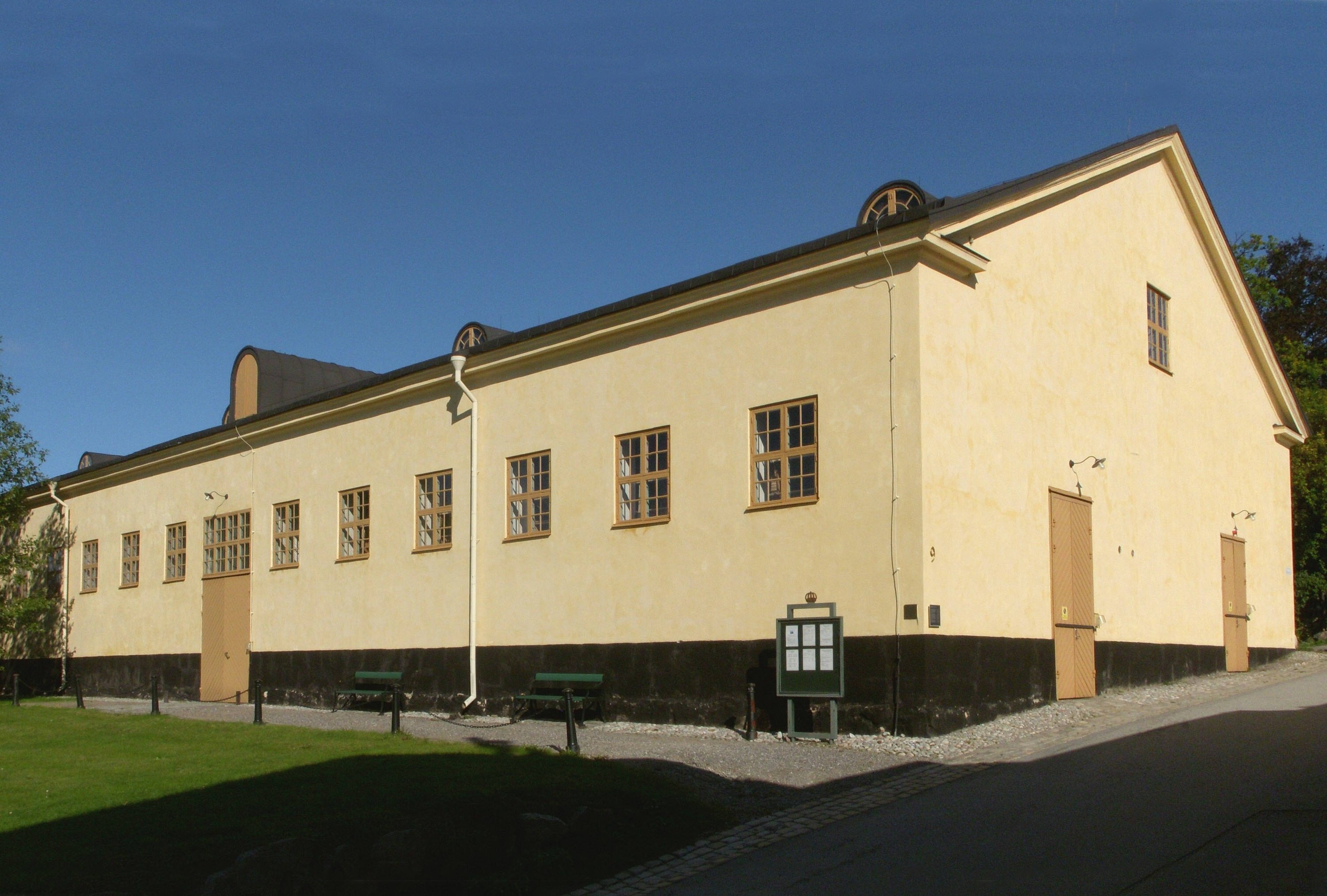
Dragonstallet / Museum de Vries.

### Dragonstallet och Museum de Vries
Dragonstallet ligger på Drottningholmsmalmen och uppfördes omkring 1816 för kungliga Livregementets dragoner. När stallet var färdigställt fanns där plats för 100 hästar. Verksamheten fortgick till 1921. År 1924 blev Dragonstallet fårstall för upp till 250 får, inköpta från England. 1954 revs stallinredningen och huset byggdes om till magasin för Kungliga husgerådskammaren, som blev kvar till 1997. Därefter lät Statens fastighetsverk anpassa lokalerna för att inrymma Museum de Vries som kunde invigas den 14 maj 2001. Här utställs numera Nationalmuseums originalskulpturer av Adriaen de Vries som tidigare fanns i Drottningholms slottspark, i parken finns kopior. Museum de Vries drivs av Drottningholms slottsförvaltning.

### Drottningholmsmalmen
Området "Drottningholmsmalmen" ligger strax norr om slottet och Ekerövägen. På 1700-talet var bebyggelsen oreglerad och beboddes till en början av de hantverkare och andra som byggde slottet och dess omgivningar och senare av dem som behövdes för skötseln av slottet och hovets behov av service. 1782 fick området stadsprivilegier av Gustav III, som ville uppmuntra näringsidkare att etablera sig på platsen. Idag består Malmen till stor del av privatbostäder.
Långa raden som löper parallellt norr om Ekerövägen var fram till 1891 en del av den gamla färdvägen till och från Stockholm. Här ligger Kavaljershuset, Apotekshuset, Kanslihuset och Inspektorsbostaden som ägs av staten och är byggnadsminnen sedan 1935. Vid Dragonvägen återfinns även Museum de Vries i Dragonstallet. Något längre österut ligger Hertigarnas stall och norrut den egensinniga 1960-talsvillan Villa Erskine, ritad av arkitekten Ralph Erskine som egen bostad.

### Cantongatan
Cantongatan (stavas även Kantongatan) med tillhörande bebyggelse är ett historiskt område väster om Drottningholms slottspark och norr om Kina slott. Området anlades som ett mönstersamhälle under 1700-talets mitt på initiativ av Lovisa Ulrika och hennes make Adolf Fredrik. På 1700-talet kallades det lilla brukssamhället enbart Drottningholms Hall- och Manufakturrätt och här skulle olika manufakturer arbeta utan skråtvång. På Canton etablerade sig en manufaktur för eleganta produkter som finsmide, spetsknyppling och sidenväveri. Då låg byggnaderna mycket samlade och på äldre kartor syns en stadsplanering med en enkel rutnätsplan. I en tid då kinesisk kultur och konst var högsta mode skulle namnet Canton föra tanken till den kinesiska handelsstaden med samma namn (numera Guangzhou). Idag finns ett tiotal hus bevarade, dessa är moderniserade och bebos av privatpersoner.

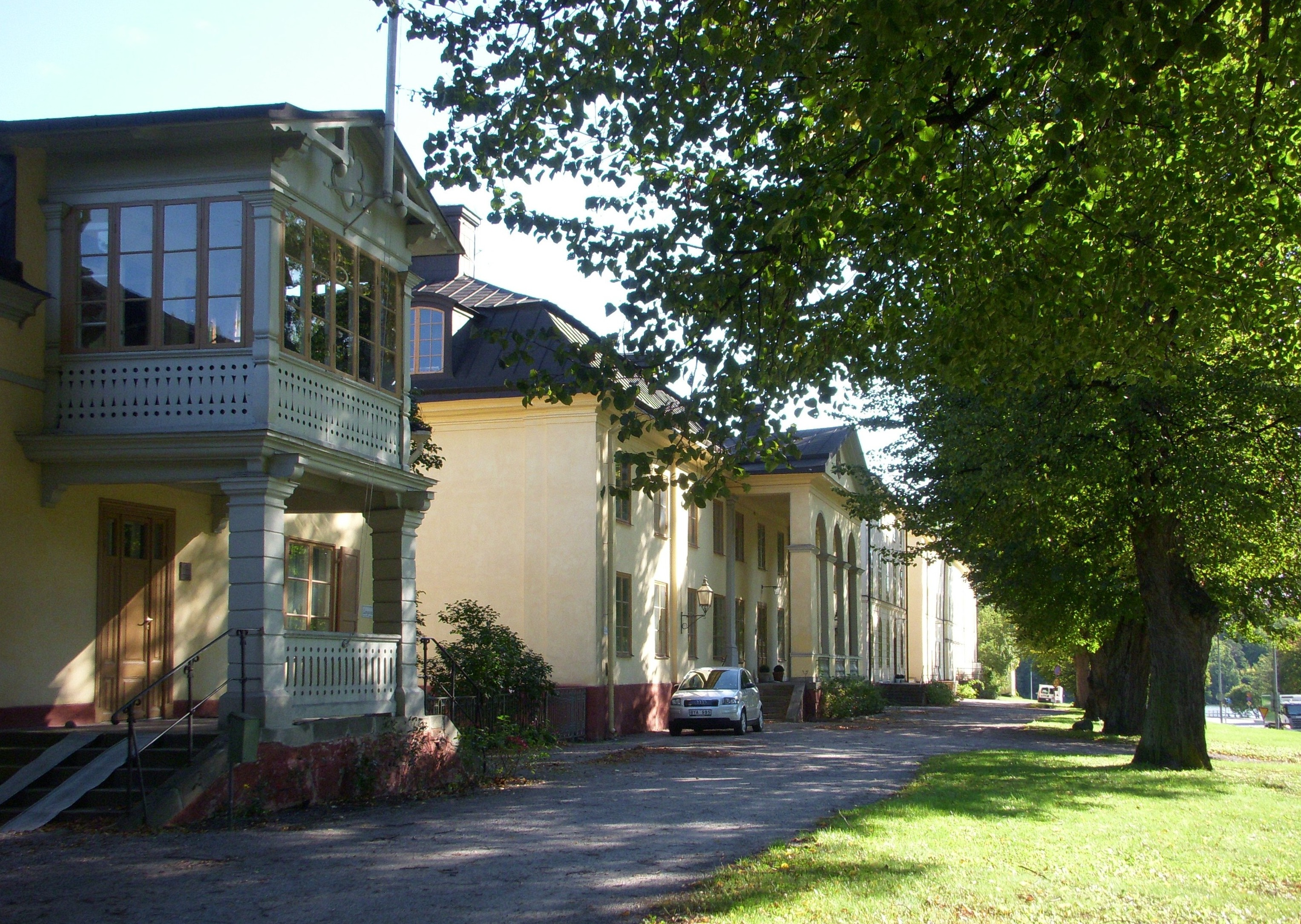
Drottningholmsmalmen, "Långa raden".
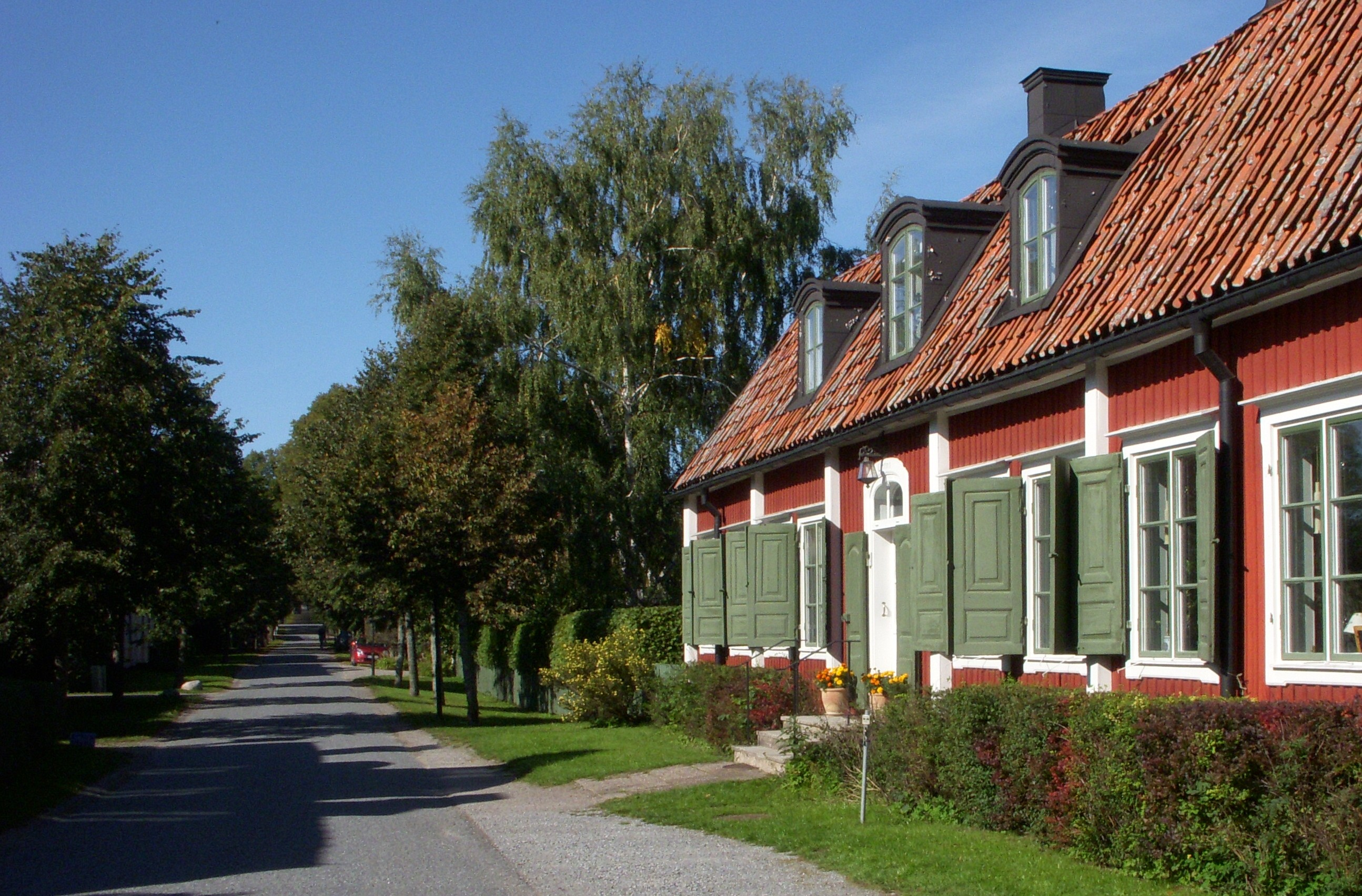
Cantongatan mot norr.
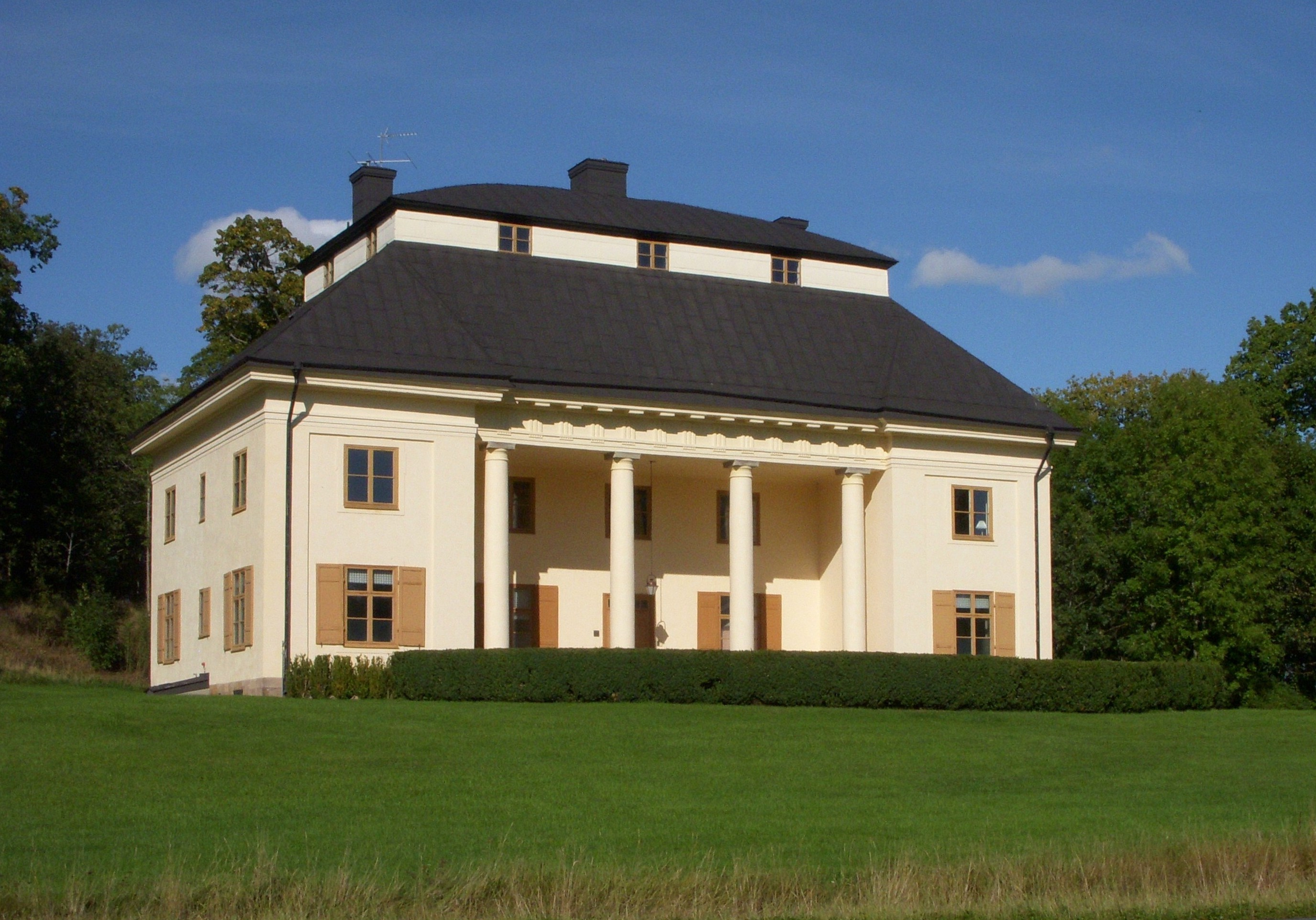
"Hemmet".
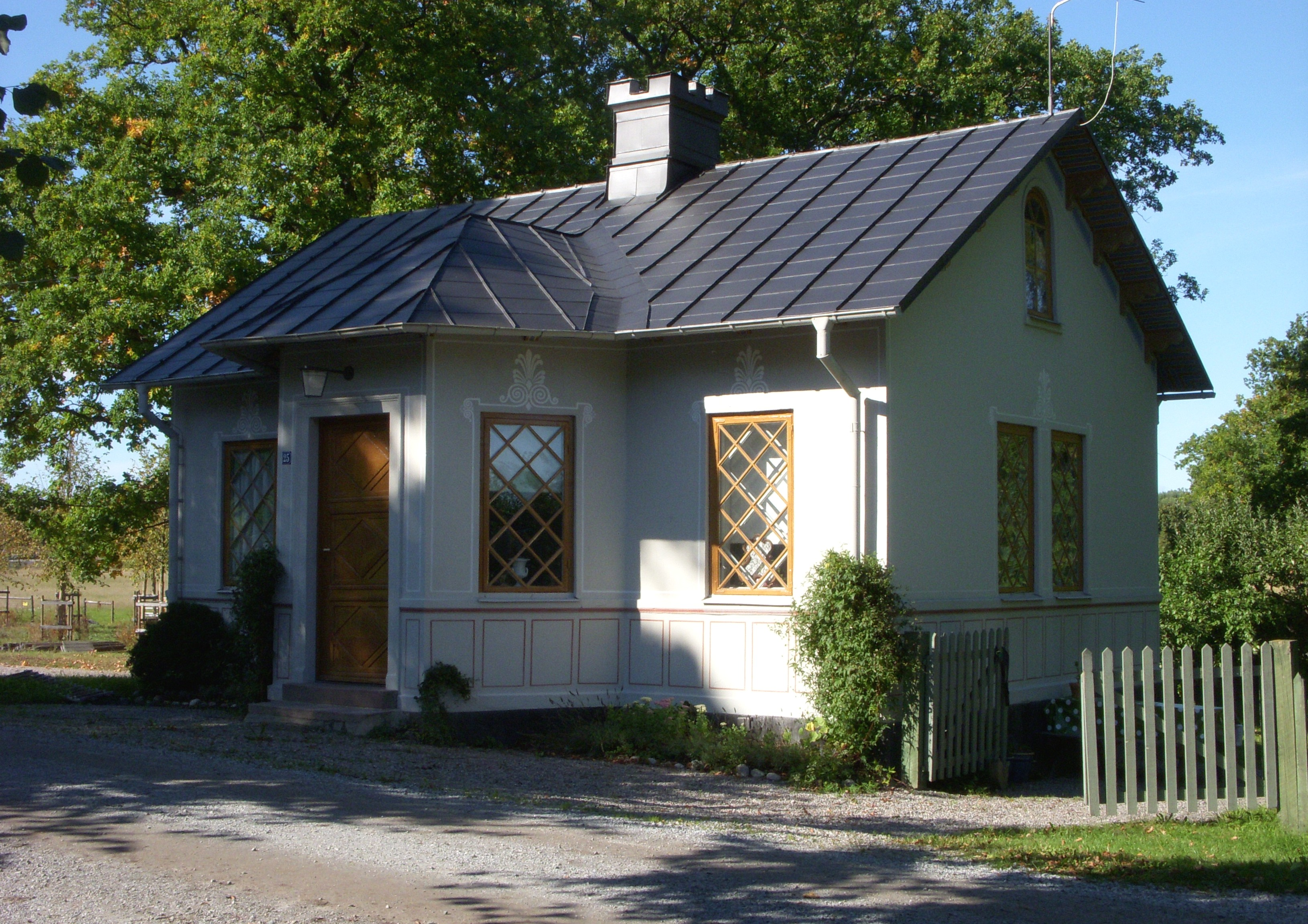
Grindstugan.

### Grindstugan
Grind- eller bomstugan, som ligger vid lindalléns västra ände, uppfördes 1846–1847 efter ritningar av arkitekt Per Axel Nyström eller möjligtvis av Fredrik Wilhelm Scholander. Fram till 1900-talets början kunde Drottningholms slottsområde nås via två tillfartsvägar, dels från nuvarande Ekerövägen och dels via barockparkens norra lindallé. Entrén via lindallén var spärrad av två bommar, en vid Slottsstallet i öster och en vid lindalléns västra slut, inte långt från Cantongatan, därför kallades den senare även Cantonbommen. Huset hyrs numera ut som sommarbostad.

### Hemmet
Hemmet, som ligger norr om Ekerövägen, ritades troligen på 1780-talet av arkitekt Olof Tempelman och blev ståthållarbostad 1816. Byggnaden fick en dominerande placering på en kulle strax norr om landsvägen. Det skulle fungera som blickfång i en av flera siktlinjer genom den nyanlagda engelska parken. Inspiration till den nya byggnaden fick Gustav III på sin Italienresa 1784. För att inte blandas ihop med ståthållarens kansli kallades den här byggnaden för Hemmet.

### Övre och Nedre sjöflygeln
Övre och Nedre sjöflygeln är två byggnader direkt söder om Slottets södra flygel. De kallas även Oldfruns flygel respektive Vaktmästarens flygel. Sjöflyglarna ägs och förvaltas av Statens fastighetsverk och är lagskyddade byggnadsminnen sedan 1935. Nedre sjöflygeln har varit kronprinsessan Victorias första egna bostad samt tillfällig bostad för prins Carl Philip och prinsessan Sofia.

### Drottningholms badhus
Badhuset står söder om slottet i ett område som under 1800-talets början utformades med lövträdbevuxna öar och kanaler, förbundna med broar samt en liten gångbro som leder till själva badhuset. Badhuset uppfördes 1792 på hertig Karls (sedermera Karl XIII) uppdrag. Drottningholms badhus är troligen det äldsta bevarade i sitt slag i Sverige.

### Evert Lundquists ateljémuseum
Evert Lundquists ateljémuseum ligger i södra delen av Drottningholms slottspark, sydost om Kina slott. Den vitputsade byggnaden i jugendarkitektur med sina stora välvda fönster var ursprungligen maskinhuset, som användes för att alstra elektrisk ström till Drottningholms slott vid 1900-talets början. På 1950-talet övergick man till växelström och upplät huset som ateljé åt Evert Lundquist, som arbetade här åren 1953 – 1990. Till en början arbetade och bodde Lundquist ensam i ateljén innan familjen flyttade efter 1958 och bosatte sig i huset intill. Efter Lundquists död 1994 sparades ateljén med sin kompletta inredning som ett museum. Allt står kvar som han lämnade ateljén 1993. Här visas oljemålningar, kolteckningar och torrnålsgravyrer av Evert Lundquist samt oljemålningar av hans hustru konstnärinnan Ebba Reutercrona (1911–1998), dessutom akvareller av sonen Manne och en skulptur och en oljemålning av sonen Hymme, som försvann spårlöst den 29 juli 1965. Evert Lundquists ateljémuseum ingår i världsarvet Drottningholm.

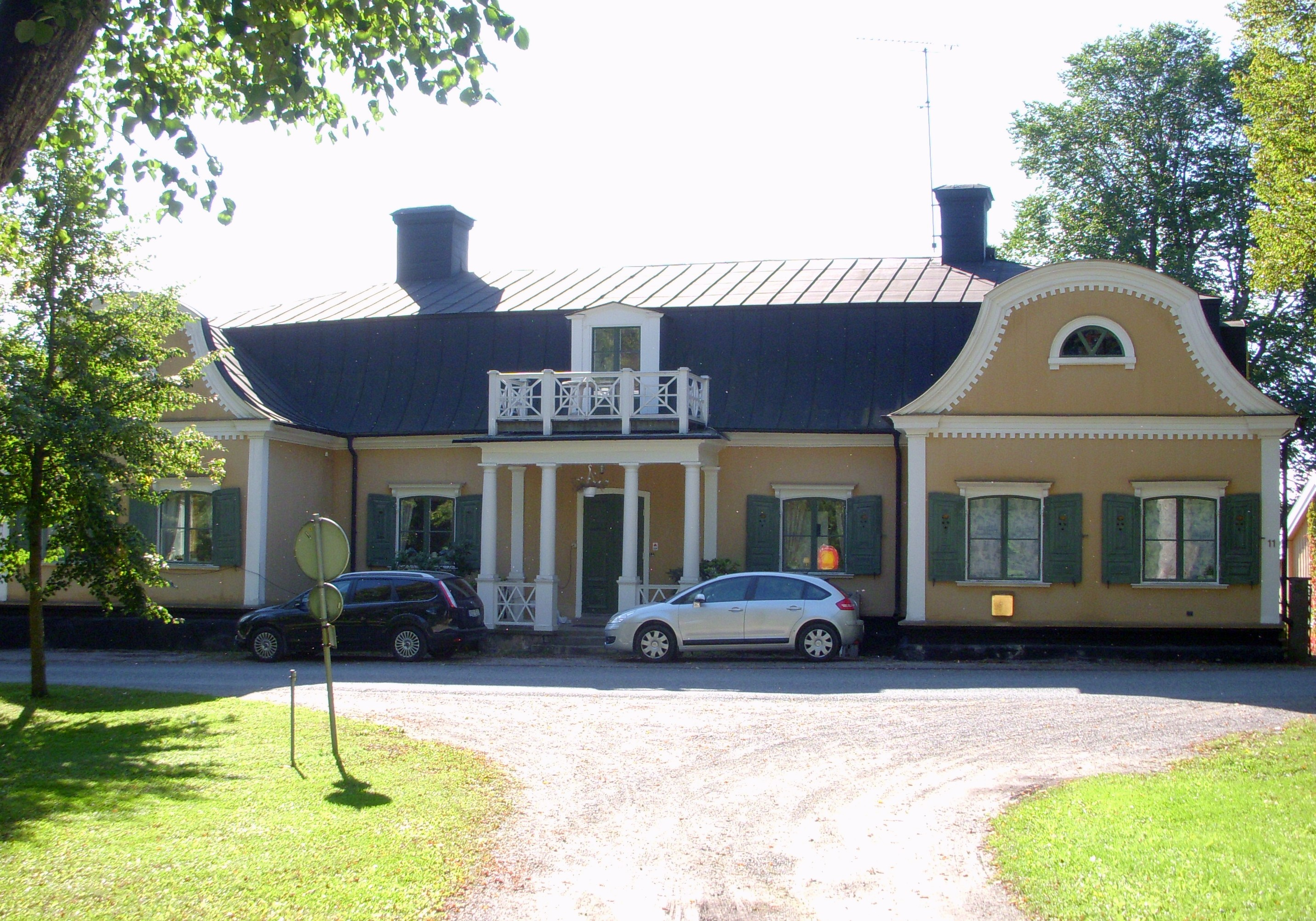
Lilla Kina
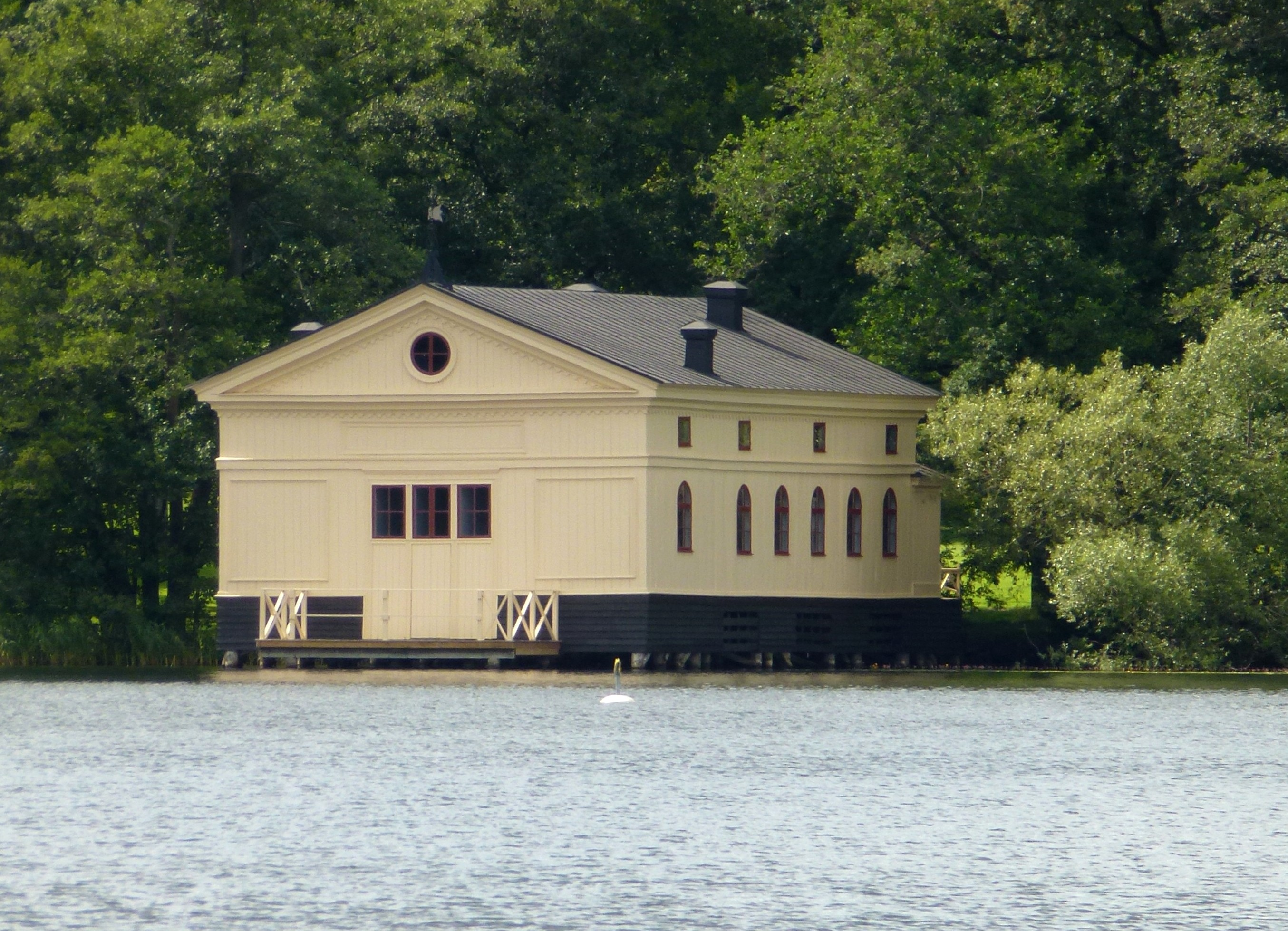
Drottningholms badhus
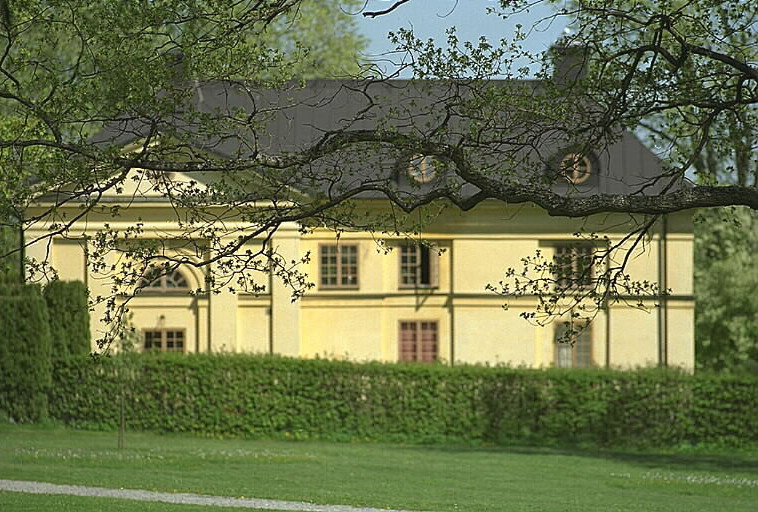
Nedre sjöflygeln
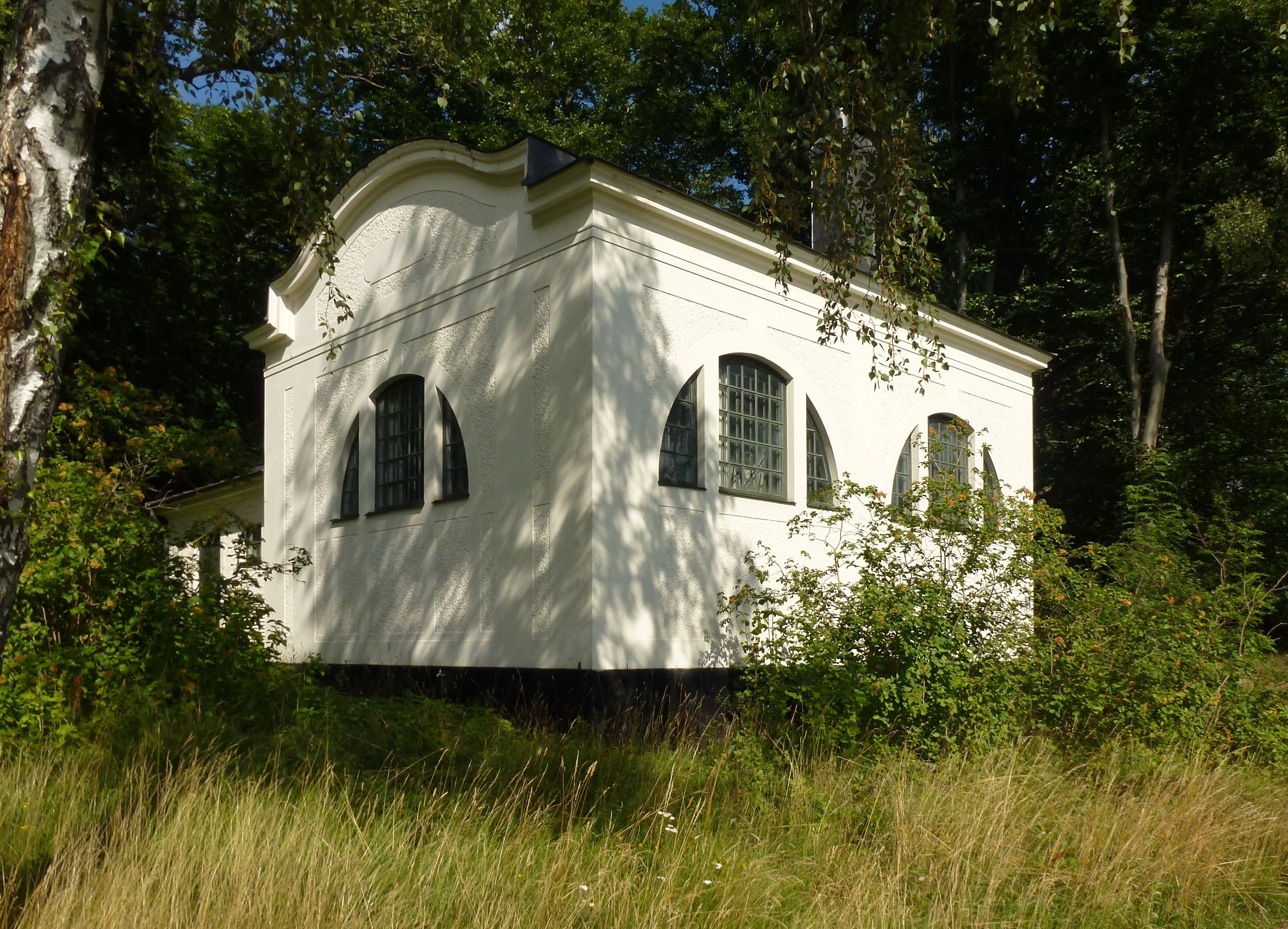
Evert Lundquists ateljémuseum

## Högvakten

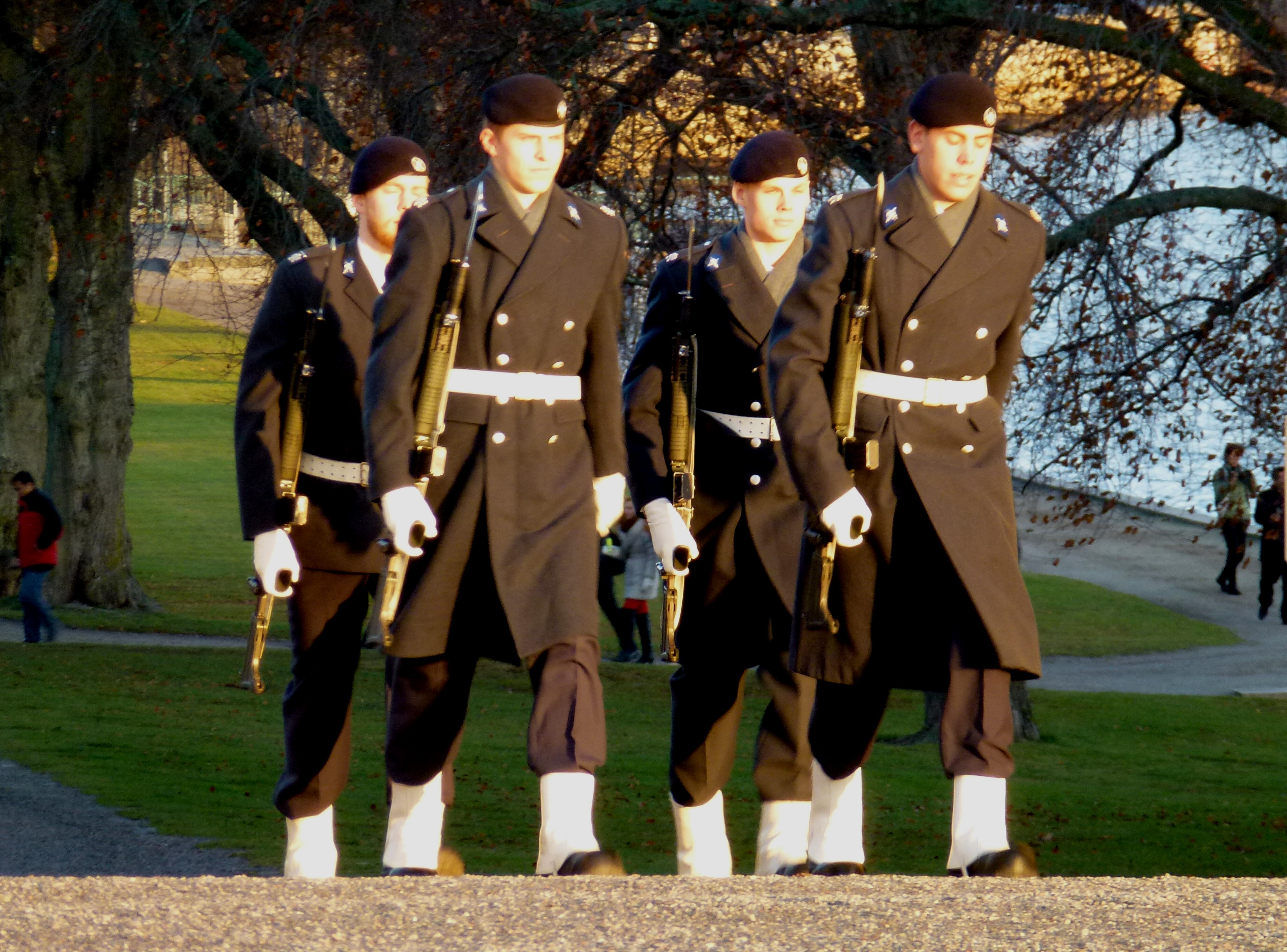
Högvakten, avlösning.

Högvakten vid Drottningholms slott svarar för bevakningen av slottet på motsvarande sätt som högvakten vid Stockholms slott. Vaktstyrkan utgörs av cirka 25 man. Högvaktsavlösningen på Drottningholm äger vanligtvis rum samtidigt som avlösningen vid Stockholms slott. Den genomförs dock i ett något mindre format än vid Stockholms slott och utan medverkan av musikkår eller spel.
Under 1900-talet och även under tidigare århundraden har en högvakt funnits på Drottningholms slott och på andra kungliga slott då den kungliga familjen vistats där. En permanent högvakt vid Drottningholms slott har funnits sedan 1981, då kungafamiljen flyttade sin fasta bostad till slottet. Vakten hämtas som regel från samma förband som högvakten vid Stockholms slott. Tidigare deltog denna vaktstyrka ofta i vaktparaden till högvaktsavlösningen på Stockholms slott, för att därefter avmarschera för transport ut till Drottningholm. I dag åker Drottningholmsvakten som regel direkt till Drottningholm utan att delta i ceremonierna på Stockholms slott.

## Kulturskydd

### Världsarv

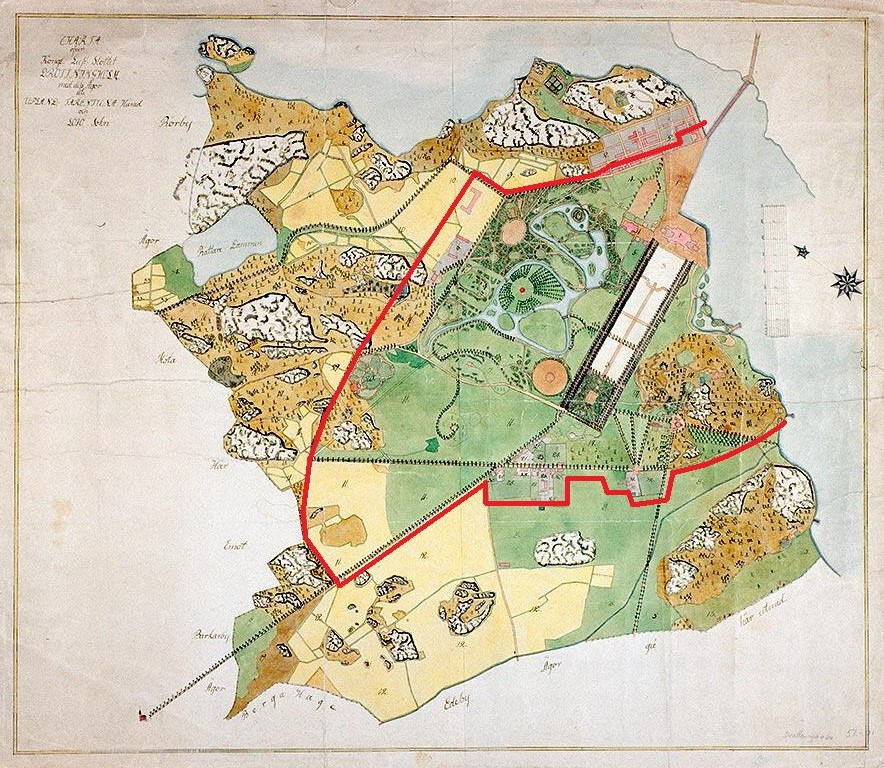
Världsarvets gränser (röd linje) på en karta från 1700-talets slut.

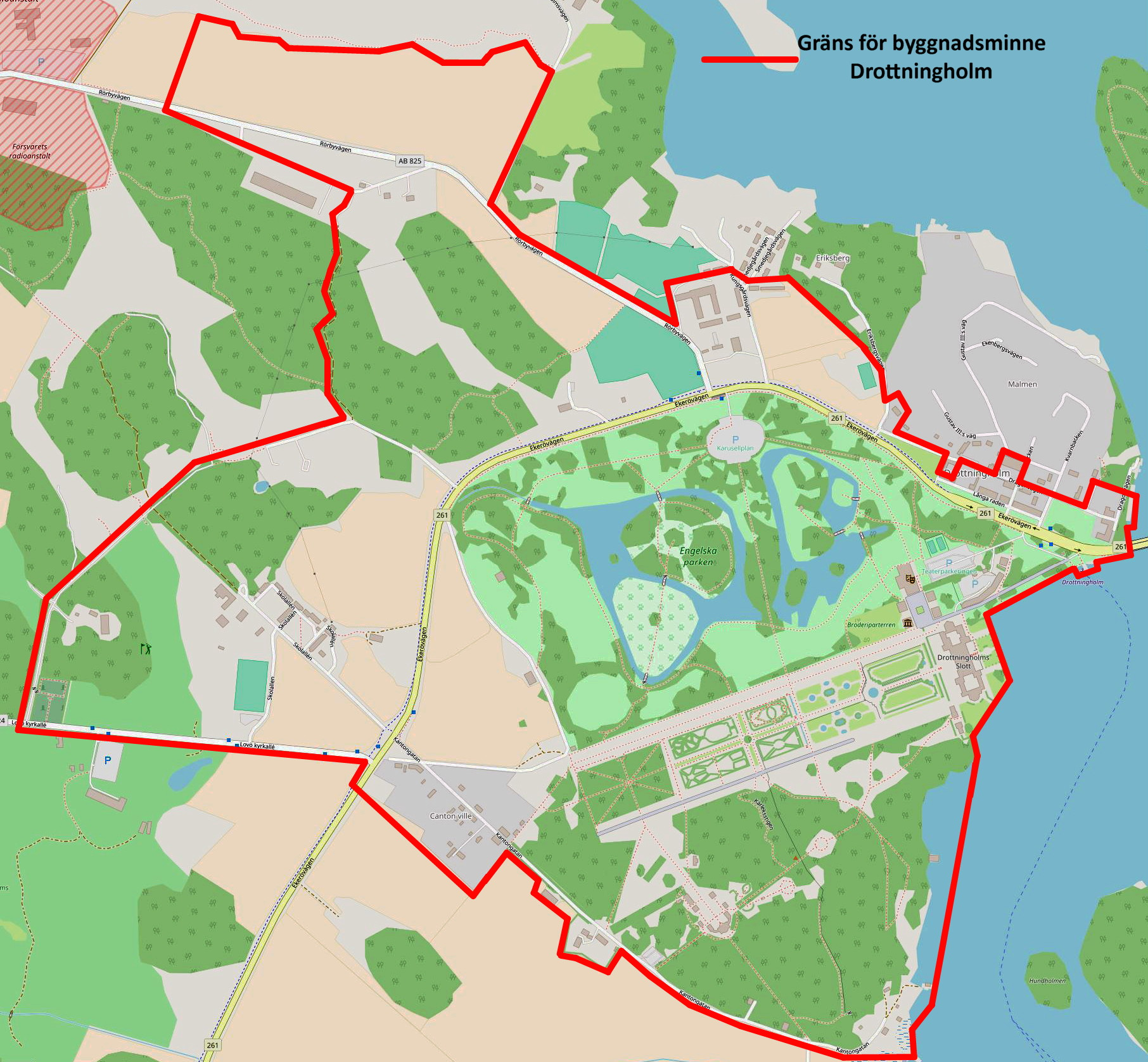
Gräns för byggnadsminne Drottningholm.

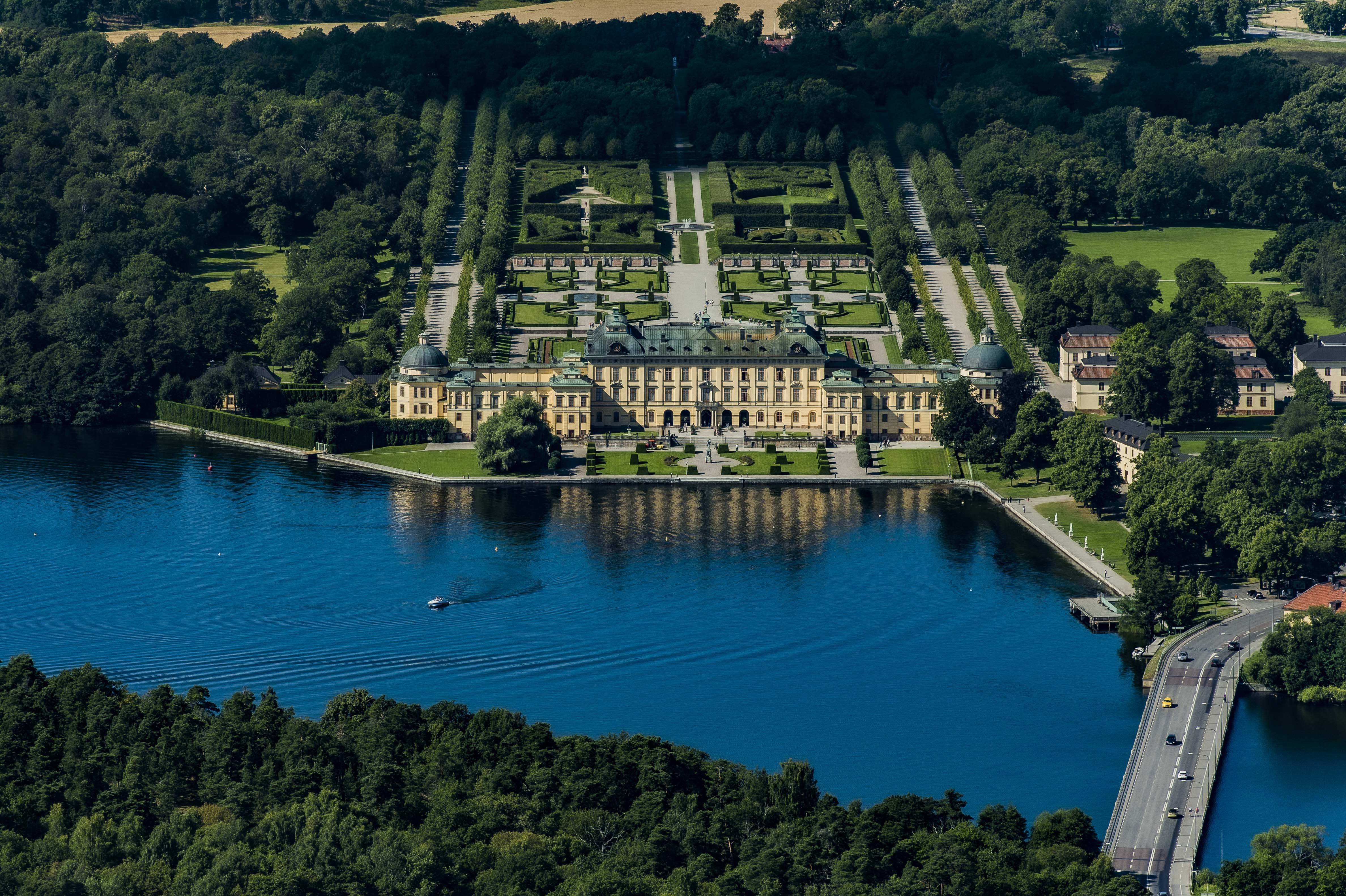
Flygfoto över Drottningholms slott.

Slottsområdet med huvudbyggnaden, slottsteatern, Kina slott, Kantongatan, parkerna och malmen blev 1991 ett Unesco världsarv och var då Sveriges första objekt på världsarvslistan. För världsarvskommitténs ställningstagande var just Kina slott och Slottsteatern avgörande, men hela området omfattades av beslutet. Motiveringen löd:
| ” | Anläggningen Drottningholm – slottet, teatern, Kina slott och parken – är det bäst bevarade exemplet på ett kungligt residens uppfört på 1700-talet i Sverige, representativt för all europeisk kunglig arkitektur från denna tid, med inspiration från slottet i Versailles liksom vid byggandet av andra kungliga residens i västra, centrala och norra Europa. | „ |

Drottningholm är ett stort turistmål och besöks årligen av uppskattningsvis 700 000 personer. År 2010 hade Drottningholms slott, Kina slott och Drottningholms slottsteater sammanlagt 190 000 besök.

### Världsarvets gränser
Det skyddade området (Drottningholm protected area) omfattar ett 40-tal byggnader och utgörs i stort sett av gränsen för byggnadsminnet från 1935. Förutom själva slottet med parken, Drottningholmsteatern och Kina slott ingår även områden norr och väster om Ekerövägen, men inte hela Drottningholmsmalmen utan bara de södra delarna med Långa raden och Hertigarnas stall, dock inte Pagebyggnaden. I nordväst går gränsen norr om Hemmet och Vilan. I väster inkluderar världsarvets område Lovö skogskyrkogård intill Lovö kyrkallé och i sydväst ingår Kantongatans byggnader samt Lilla Kina. Anledning till denna gränsdragning är att den grundas på 1935 års kungliga förordning om byggnadsminnesförklaring för Drottningholm.

### Byggnadsminnets gränser
Slottet samt ett flertal av byggnaderna i slottsträdgården och byggnaderna vid Långa raden på Drottningholmsmalmen är sedan den 25 januari 1935 ett statligt byggnadsminne. I beslutet står bland annat ”att detta område icke utan Kungl Maj:ts tillstånd må bebyggas; ej heller må utan dylikt tillstånd inom detsamma vidtagas sådana ändringar med dammar, terrasser eller trädbeståndet varigenom områdets karaktär förändras”. År 2012 föreslogs en ändring av det statliga byggnadsminnets gräns. Ändringen innebär en utvidgning av området i norr ända upp till skogsområdet norr om Rörbyvägen.

### Förbifart Stockholm
Unesco granskade år 2011 Förbifart Stockholm som enligt planen skall ha en trafikanslutning till Ekerövägen. Den framtida trafikplatsen kommer att ligger cirka en kilometer från södra gränsen för Drottningholm protected area. Riksantikvarieämbetet och Statens fastighetsverk har skrivit på uppgörelsen men menar att anslutningen till den nya vägen kan vara negativ för Drottningholm som världsarv, medan Trafikverket och Ekerö kommun ställer sig positiva.

### Noter

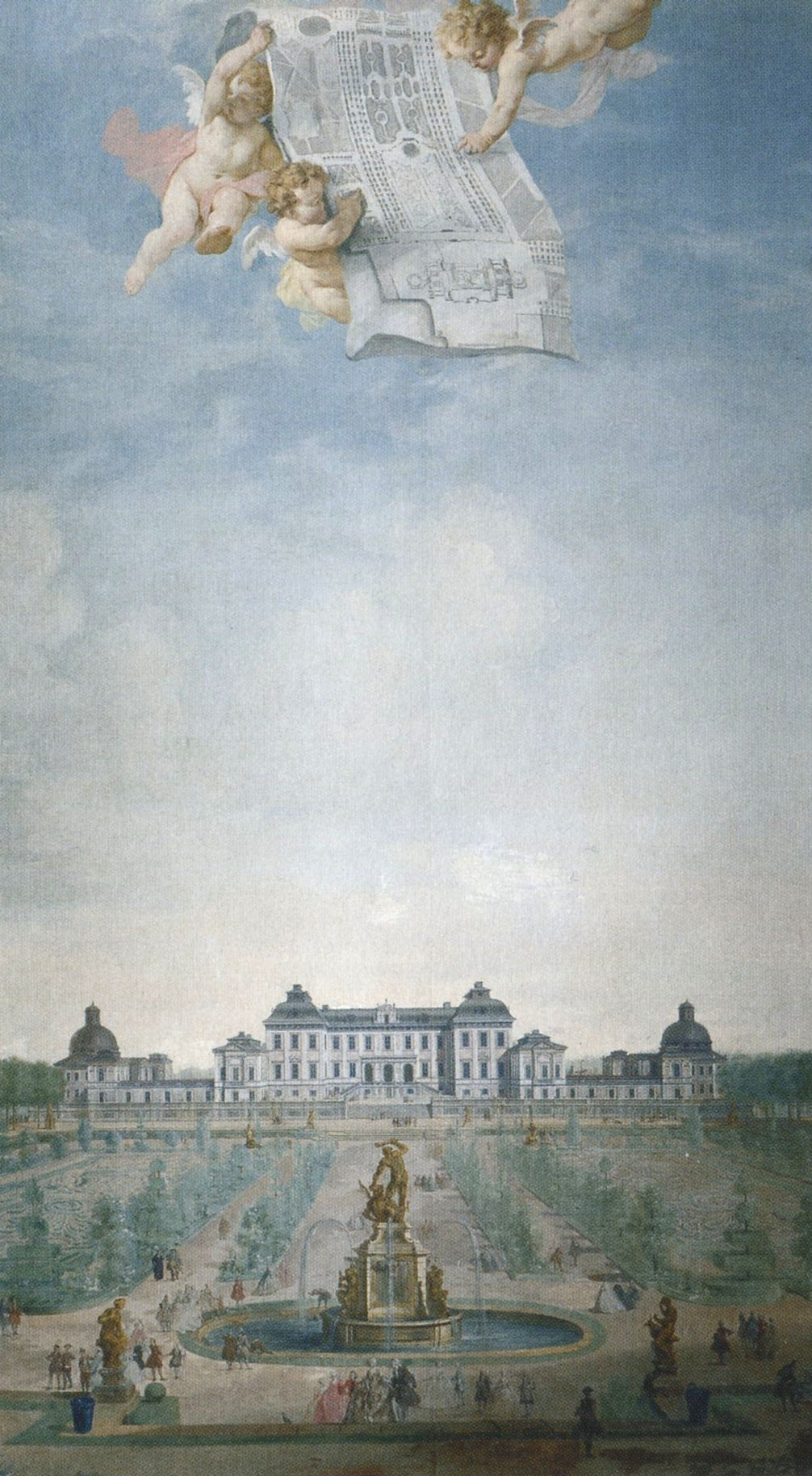
Drottningholms slott mot öst, 1740-tal. Målning av J. Pasch och/eller G. Taraval.